# Japán kardmarkolatok
A japán kardmarkolat összetétele, összeillesztése az alaprészek összerakásából és a díszítések felhelyezéséből áll, ezek pedig a pengét (katana) veszik körül mikor viselik, vagy tárolják. A kosirae (koshirae (拵え)) a japán kardokon levő díszítésekre vonatkozik, például katana, amik akkor vannak a kardon, amikor a tulajdonosa viseli. A siraszaja (shirasaya) egy sima díszítetlen, igazából felszereletlen összeállítás, ami csak egy egyszeri hüvelyre és markolatra korlátozódik, amikor a kardot tárolják, illetve raktározzák.

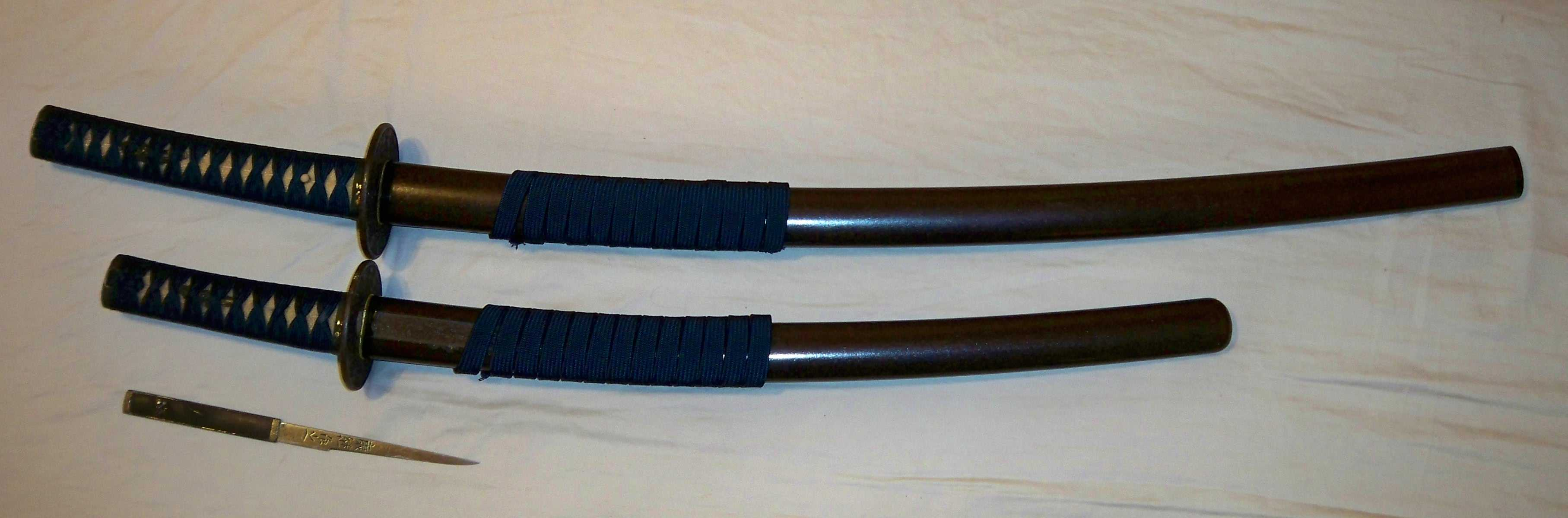
Két antik kosirae, katana (felül), vakizasi (középen), daiso (daisho) formában (összeillő szett). Legalul pedig egy kogatana látható.

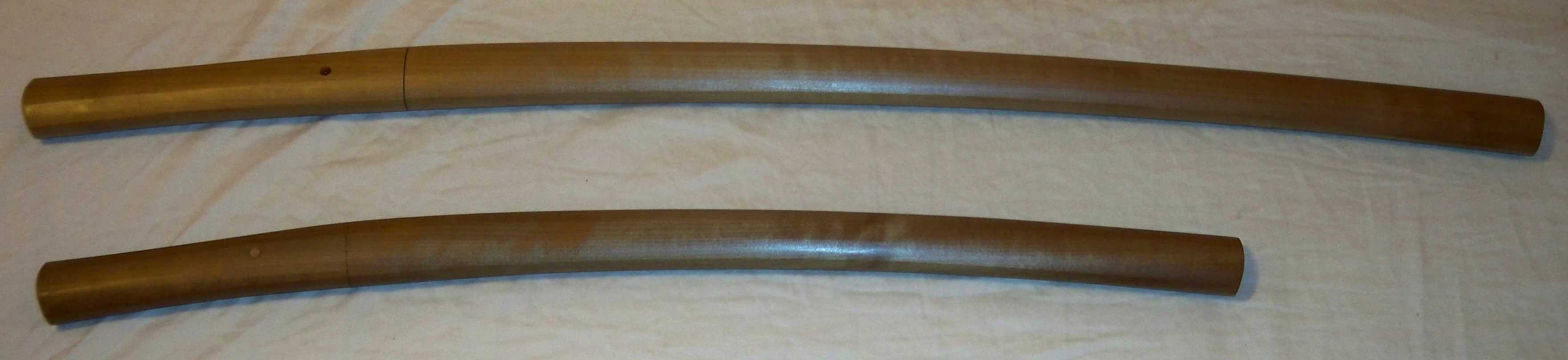
Daiso szett a Japán kardok tároló burkolatának siraszaja (shirasaya) a katana (felső) és a vakizasi (alsó) számára.

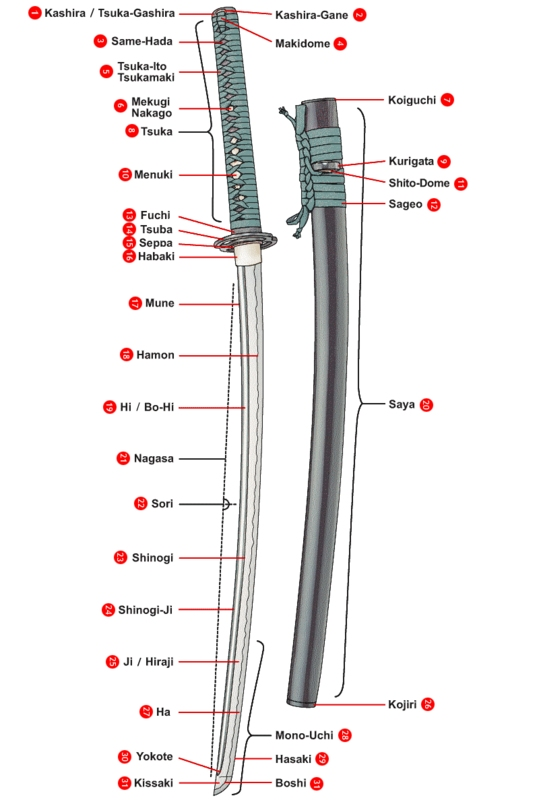
Ábra a katana és a kosirae részeiről.

## Részei
- Fucsi (Fuchi (縁?)): A fucsi a markolat nyakrésze a kardmarkolat (cuka - tsuka) és a kardmarkolatvédő (cuba - tsuba) között.
- Habaki (鎺?): A habaki egy ék alakú fém-gallér, ami meggátolja, hogy a kard kiessen a kardhüvelyből (szaja - saya) és összetartja a többi alkatrészt lent, a hamacsira (ha-machi) és a munemacsira (mune-machi) van erősítve, amiket a nakago (nakago) előz meg.
- Kaesizuno (Kaeshizuno (返し角?)): A kaesizuno kampó alakú alkatrész, aminek az a szerepe, hogy a kardhüvelyt (szaja - saya) az övhöz szorítsa miközben előhúzzák a kardot.
- Kasira (Kashira (頭?)): A kasira egy markolat-záró sapka vagy markolatgomb a kardmarkolat (cuka - tsuka) végén.
- Kógaj (Kōgai (笄?)): A kógaj egy kard-tű a haj elrendezéséhez, amelyet néha Katana-Koshirae részeként hordtak a kardhüvelyben (szaja - saya) kialakított külön tokban.
- Koigucsi (Koiguchi (鯉口?)): A koigucsi a szaja szája, amit hagyományosan bivaly szarvból készítenek.
- Kodzsiri (Kojiri (鐺?)): A kodzsiri a szaja alján található erősebb illesztés, ami védi azt, szintén bivaly szarvból készül.
- Kozuka (小柄?): A kozuka egy díszítő fogantyú a kogatana számára, egy hasznos kis kés, ami belefér a szaján található zsebbe.
- Kurikata (Kuri-kata (栗形?): A kurikata fogantyú a szaja oldalán, ami a szageo hozzácsatolásához szolgál.
- Mekugi (目釘?): A mekugi egy kicsi szeg, ami a cukát a nagakohoz segíti jobban hozzáilleszteni.
- Menuki (目貫?): A menuki egy díszítés, ami a cukán található (általában a cuka alatt, mondhatni a markolatban). Az a feladata, hogy a mekugit elrejtse, illetve azért található a cuka alatt, hogy jobb fogást biztosítson a markolaton, ne legyen kényelmetlen a használójának.
- Mekugiana (Mekugi-ana (目釘穴?)): Mekugianának hívjuk a mekuginak csinált lyukakat, amik a cukában és a nakagoban vannak.
- Szageo (Sageo (下げ緒?)): A szageo egy zsinór/kötél, amivel a szaját az övhöz erősítik, amikor viselik.
- Samehada (Same-hada (鮫肌?)): Rája bőr minta.
- Samekava (Same-kawa (鮫皮?)): Rája vagy cápabőr csomagolás a cukán (markolat).
- Szaja (Saya (鞘?)): A szaja egy fa hüvely a kard számára, amit hagyományosan lakkozott fából készítenek.
- Szeppa (Seppa (切羽?)): A szeppa egy alátét, ami a cuba alatt és fölött helyezkedik el, arra szolgál, hogy rögzítse, ez pedig lehet díszes, vagy sima is.
- Sitodome (Shitodome (鵐目?)): A kurigatán található kis dísz, ami a modern változatokban gyakran aranyozott fémből készül.
- Cuba (Tsuba (鍔 vagy 鐔?)): Kardmarkolatvédő.
- Cuka (Tsuka (柄?)): A cuka maga a kard markolata, ami fából készül és samegavába van csomagolva.
- Cukamaki (Tsuka-maki (柄巻?)): A cuka csomagolás művészetének a pontos megnevezése, ami tartalmazza a legelterjedtebb hineri makit és katate makit (harci csomagolás).
- Cukaito (Tsuka-ito (柄糸?)): A cukaito az, ami a cukát betakarja, hagyományosan selyemből készült, de manapság leginkább pamutból és bőrből készítik.
- Varibasi (Wari-bashi (割箸?)): Fém evőpálcikák, ami a szajában levő zsebbe lehet tenni.

## Siraszaja
A siraszaja (白鞘), "fehér hüvely", egy egyszerű japán fa kardtartó állvány, amely tartalmazza magát a szaját is (hüvely) és a cukát (markolat), hagyományosan nurizaja (nurizaya) fából készítik, ami a tárolásban segített, amikor épp nem használták a kardot. Külsőleg teljesen jellegtelenek voltak, de néha a kard adatai, a szajagakik (sayagaki) megjelentek rajta. Ennek a különleges burkolatnak az az oka, hogy a hétköznapokban látott kosirae felszerelés ártott a pengének, tönkretette a fát és elősegítette a korróziót. Ezeket a felszereléseket nem tényleges harcra szánták, a keresztvas és megfelelő markolat híján nem jutottak ki csatatérre. Habár hasonlítottak a rejtett burkolatokhoz, mint amilyen a sikomizue (shikomizue). Továbbá, régen rengeteg kardot így adtak el, míg mai másolataik már csak dekoratív replikák és csak kevésnek van használható pengéje.
Az ilyen burkolatok nem valódi harcra lettek tervezve, a cuba hiánya és a megfelelő markolatkötözés miatt a csatatérre nem is igazán juthattak ki. Viszont vannak olyan hihetetlenül egyszerű „rejtő” burkolatok, mint a sikomizue. Rengeteg kard nyúlik vissza a japán történelem során ebben a formában, amíg a modern idők mentén levő reprodukciók, legtöbbje tisztán csak dekorációnak van használva, a tényleges funkciókat betöltő kardok száma kevés.

### Siraszaja kép galéria

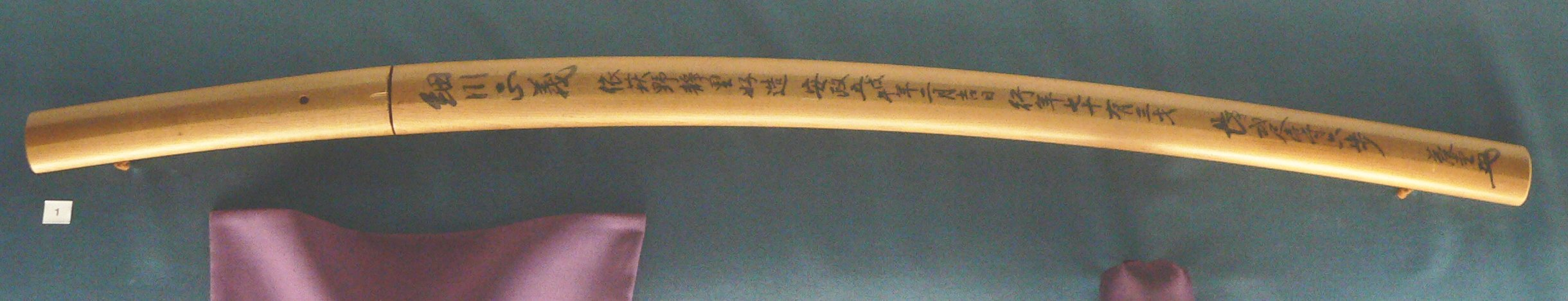
Tipikus siraszaja szajagakival (tulajdonságok és értékelések feljegyezve a siraszajára).
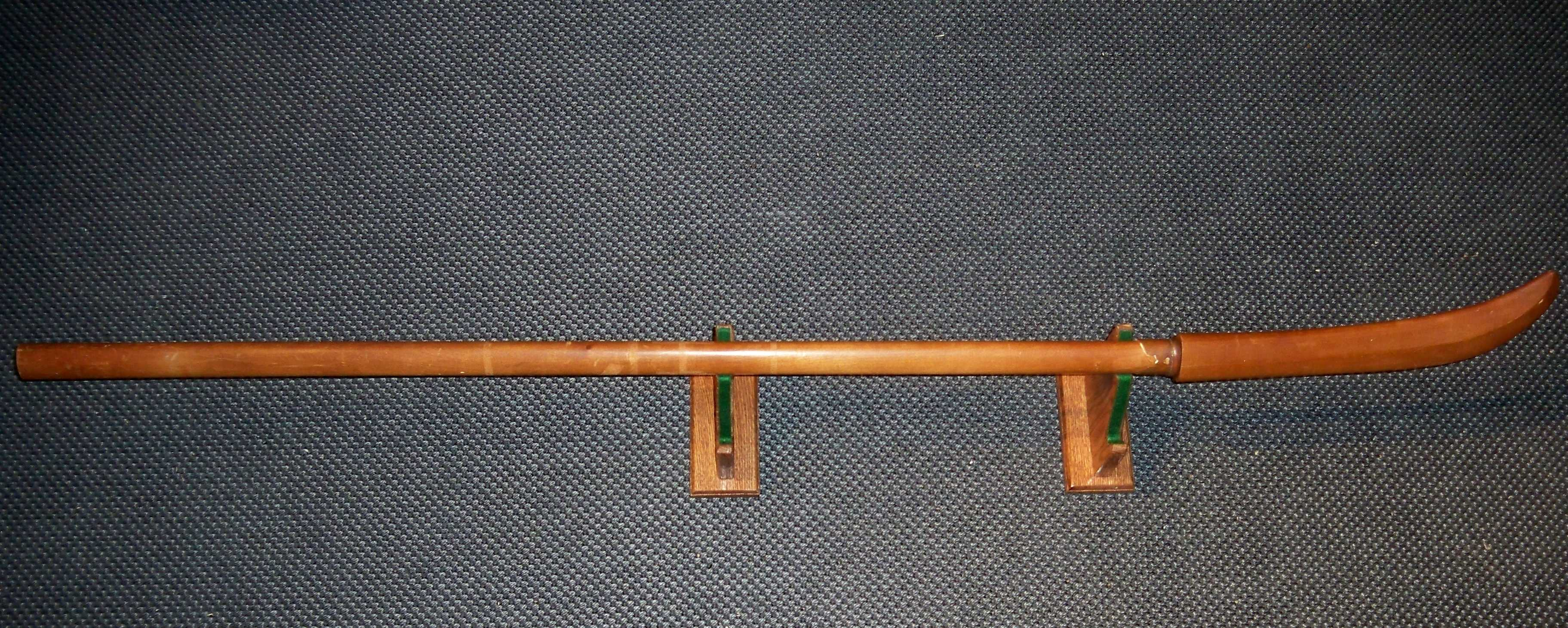
Naginata siraszaja.
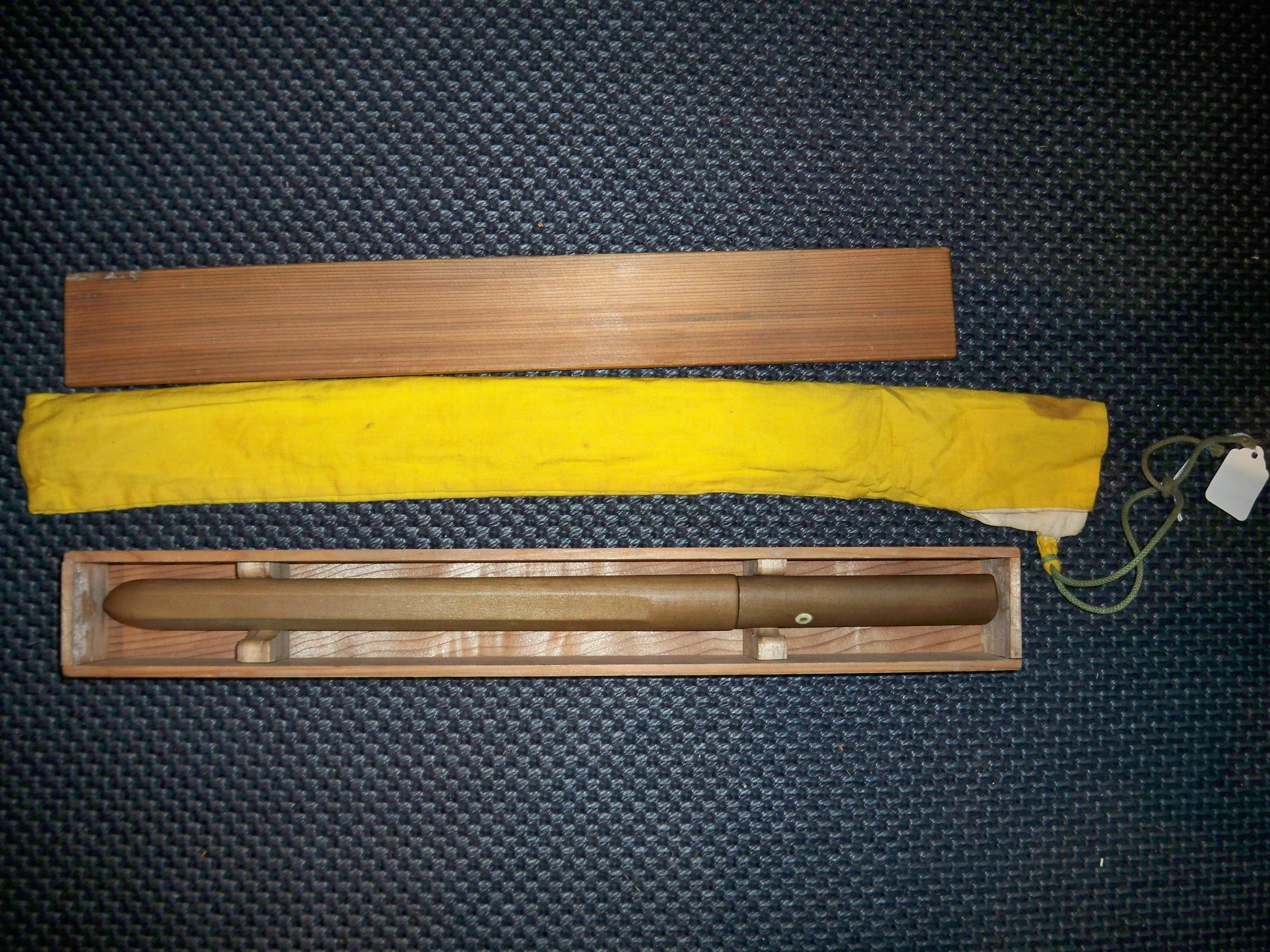
Tantó siraszaja.
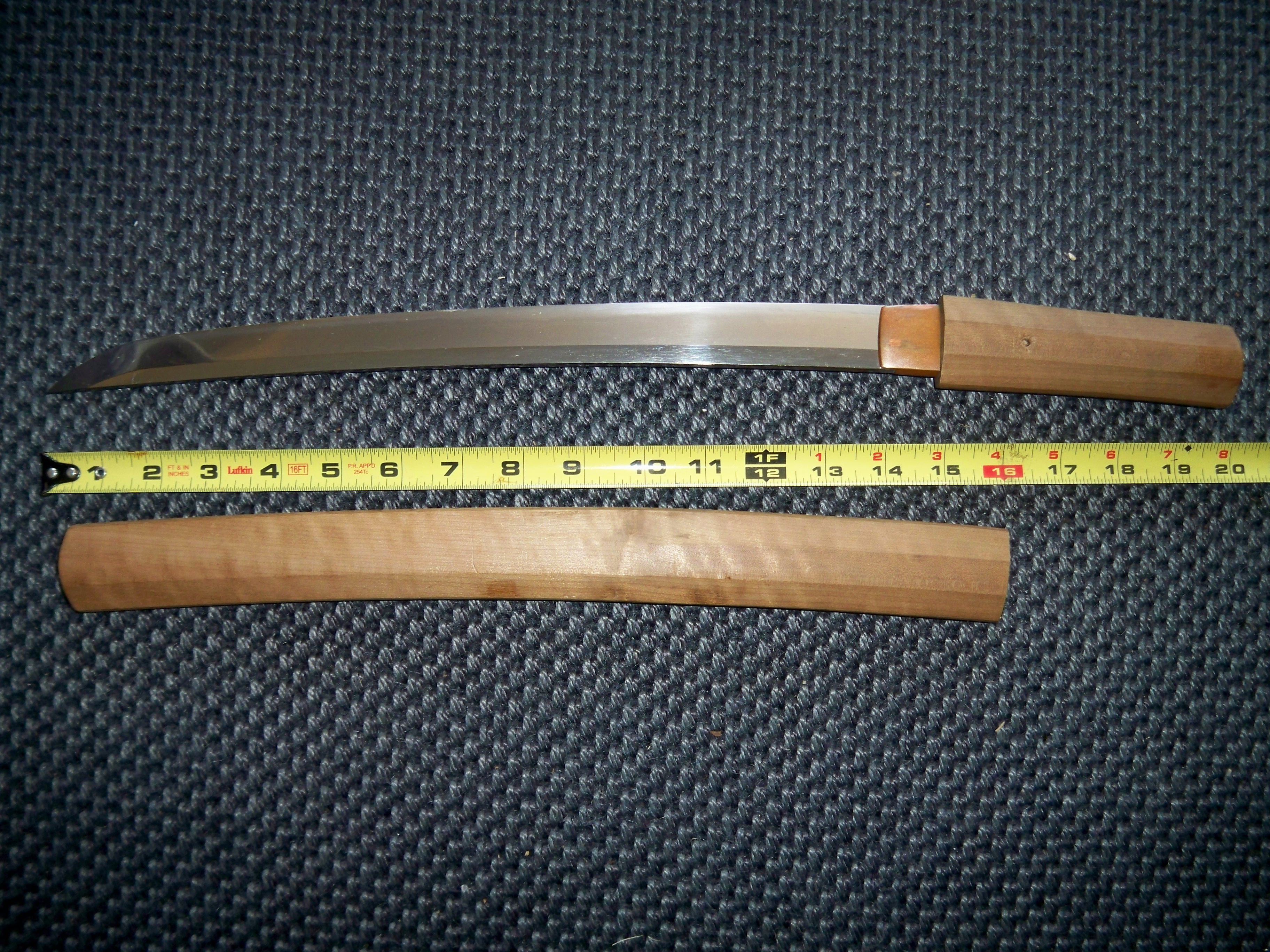
Vakizasi (Wakizashi) siraszajával burkolva.
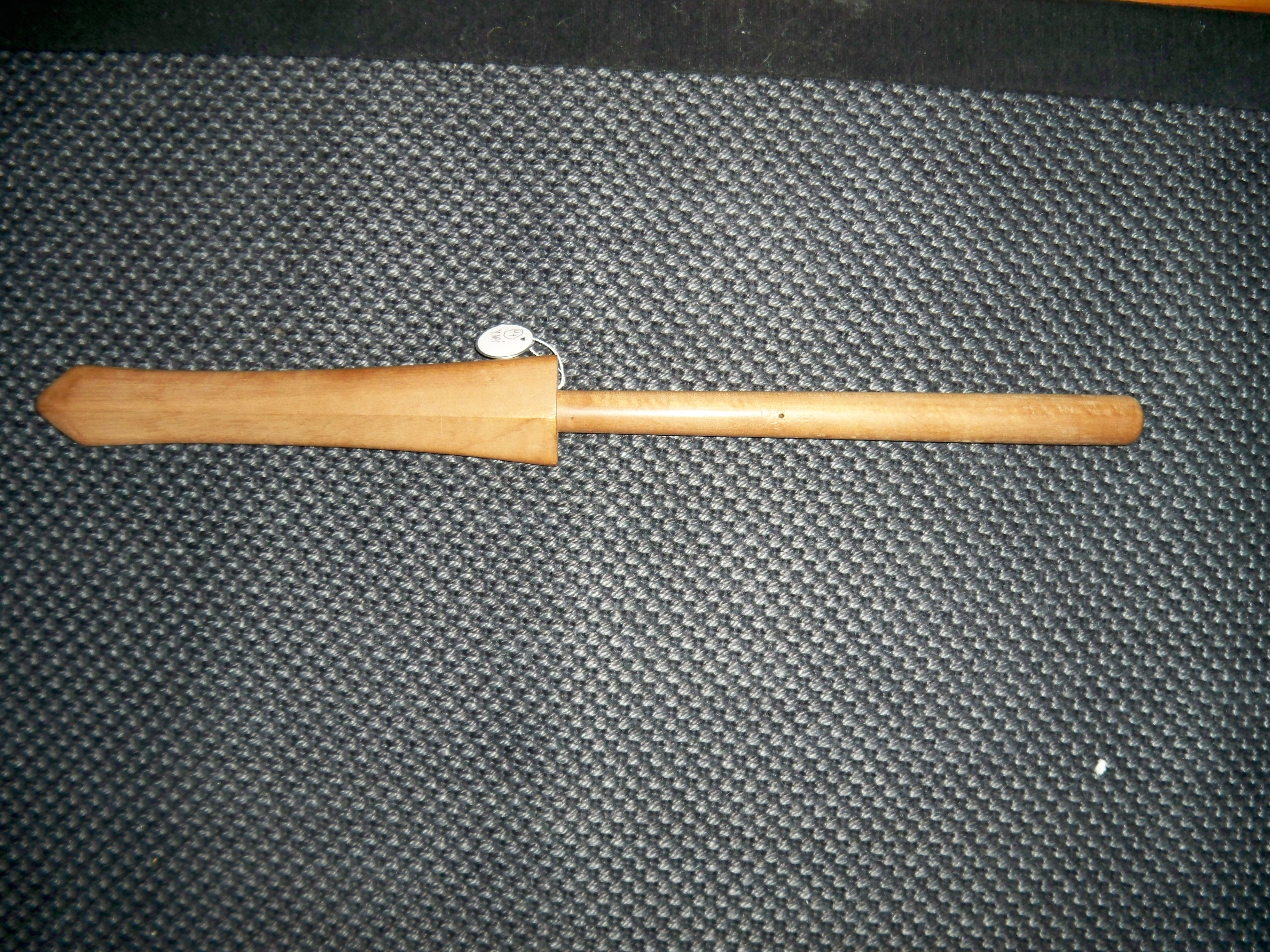
Jari (Yari) siraszaja.

## Kosirae
A kosirae szó a is a kosiraeru (koshiraeru, 拵える) igéből származik, ami manapság már nincs használatban. Leginkább a cukuru (tsukuru) szót használják, ami két jelentéssel is bír, „kreálni, gyártani”. Még pontosabb szó rá a tószó (tōsō, 刀装), ami maga a kard és annak alkatrészeit tároló polcot, tószógut (tōsōgu, 刀装具) jelenti, és a kanagu ami a fémből készült részekre utal. A gaisó (Gaisō, 外装) a külső burkolata, szemben a tósinnal (tōshin, 刀身), a kardnak a „testével”.
Az Edo-korszakban több szabályt is bevezettek: A kosiraet mindig markolattal balra kell kihelyezni, ami a békeidőre utal, ugyanis így körülményesebb előhúzni. Viszont háborús időszakban markolattal jobbra, mivel így azt könnyebb előhúzni a hüvelyéből.
A kosiraenak nem csak gyakorlati haszna volt, hanem esztétikai célokat is szolgált, valamint gyakran használták családi címerek (mon) azonosítására.

### Kosirae típusok

#### Tacsi
A tacsi stílusú kosirae, maga a tacsi burkolatának az elsődleges stílusa, ahol a kardpengével lefele van rögzítve két ponton asi (ashi), az övhöz kapcsolva. A markolat általában ívesebb, mint a penge, a klasszikus tacsinak nagyobb az íve a hegyétől a markolatig, a markolatot két fék (mekugi) veszi körül, ellentétben a rövidebb pengékkel, amit csak egy, például az ucsigatana (uchigatana) és a katana. A tacsi stílusú kosiraet pedig megelőzte az ucsigatana (katana) stílusú kosirae.

#### Ucsigatana (katana)
Az ucsigatana stílusú kosirae a leggyakrabban használt kosirae, amit leginkább a szamuráj karddal társítanak össze. Ilyen módokon a kardokat pengével fölfelé viselik a tacsival ellenkezőleg, amit pengével lefelé viselnek.

#### Handacsi (fél tacsi)
A handacsi (han-dachi) kosirae a katana stílusban használták, de tartalmazott néhány tacsi alkatrészt is, mint például a kabutogane (kabuto-gane) a kasira helyett.

#### Aikucsi

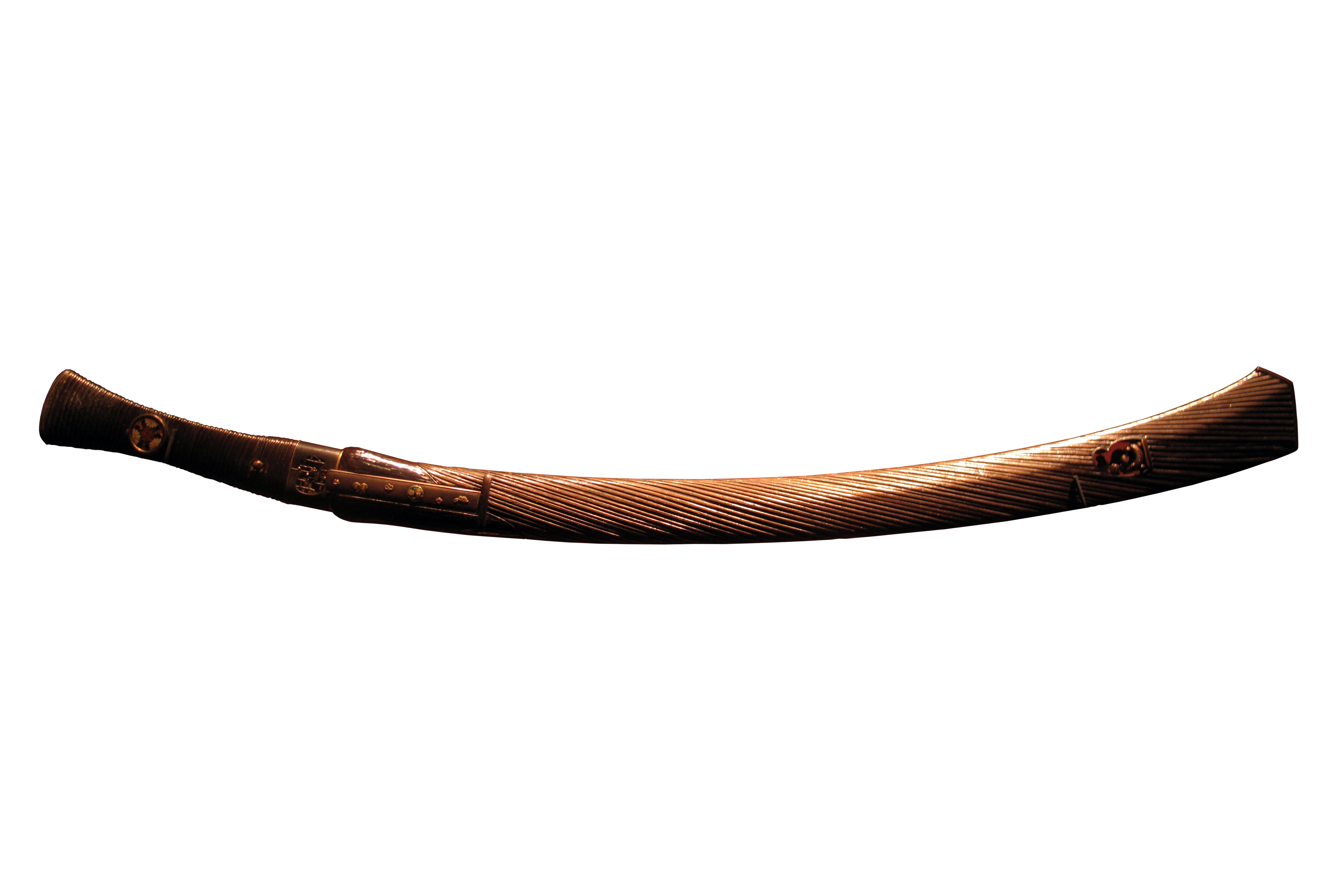
Aikucsi, körülbelül 1780-ból. A francia Musée de l'Armée, múzeumban Párizsban.

Az aikucsi (aikuchi, 合口) a kisebb japán kardokra, vagyis nihontóra (nihontō (日本刀)) jellemző burkolat, amin a markolat és hüvely közt nem jelenik meg a keresztvas. Eredetileg a kosigatanákon használtak, a vakizasi elődein, hogy magukhoz közel viselhessék. A Kamakura időszaktól inkább már a felső-osztályra volt jellemző a tantókhoz (tantō).
Alexander Takeucsi (Takeuchi) szerint az aikuchi a kosirae egyik formája, amit a tantokészítésnél használtak. A szó eredete, az „aikucsi” kard névjegyzéke a következő: a Japán ai az az angolban az ige „ing” végződéses alakjának felel meg, ami közös pontot jelent. Japánul a kucsi egy főnév, ami magyarra fordítva azt jelenti, hogy száj. Ugyanazon elv érvényesül a koigucsiban (koi-guchi). Tehát az aikucsi kezdetben egy japán kardmarkolat készítési stílus volt, amiben a fucsi találkozik a koigucsival.

#### Sikomizue
A sikomizue (shikomizue, 仕込み杖, "előkészített cukornád") vagy dzsotó (jotō, 杖刀, "hosszú markolatú kard") egy sétabotba rejtett tőr. Arról lett híres, hogy Zaitoicsi (Zaitoichi) kardforgatómester használta (kitalált fiktív karakter).
A sikomizue egy burkolásfajta neve, ahol a kard pengéjét egy cukornád-szerű burkolatba, cuébe (tsue) teszik, ezzel elrejtve magát a kardot. Ezek a burkolatok nem összekeverendők a siraszajával (白鞘, "fehér hüvely"), ami egy egyszerű faburkolat, díszítés nélkül, a rövid leírásokat leszámítva.
Néhány sikomizuebe rejtettek mecubusit (metsubushi), láncot, horgot, és más hasznos tárgyat. A sikomizuet tulajdonosa bárhova magával tudta vinni anélkül, hogy bármiféle gyanút keltett volna az emberekben, ezért is volt a sinobik (shinobi) számára tökéletes felszerelés.

#### Kaiken
A kaiken egy 8-10 hüvelyk hosszú, egy vagy kétélű tőr, díszítő elem nélküli csupasz burkolatban, eredetileg a szamuráj társadalmi réteg tagjai viselték. Nagyon hasznos volt önvédelem szempontjából, épületen belül főleg, ahol a katana a hosszú pengéje miatt, illetve a vakizasi a középhosszú pengéje miatt nehezen használható. A nők a kimonojuk zsebében, vagy az ujjában hordták maguknál, önvédelem, vagy öngyilkosság céljából, amit a nyaki ütőér elvágásával kiviteleztek.

### Kosirae képgaléria

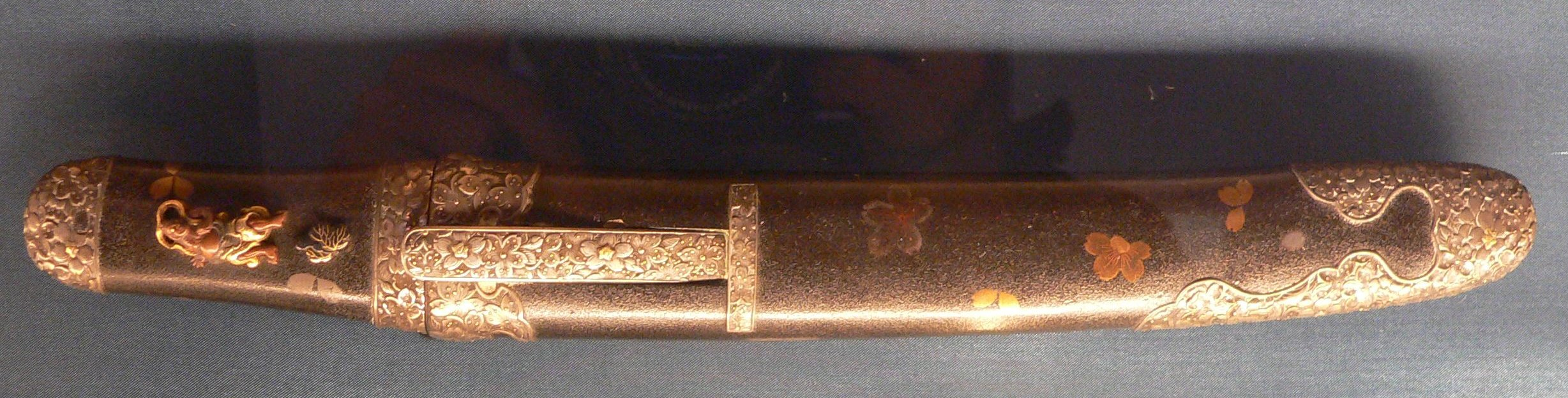
Tantó (Tantō) aikucsi (aikuchi) stílusú kosirae burkolatban.
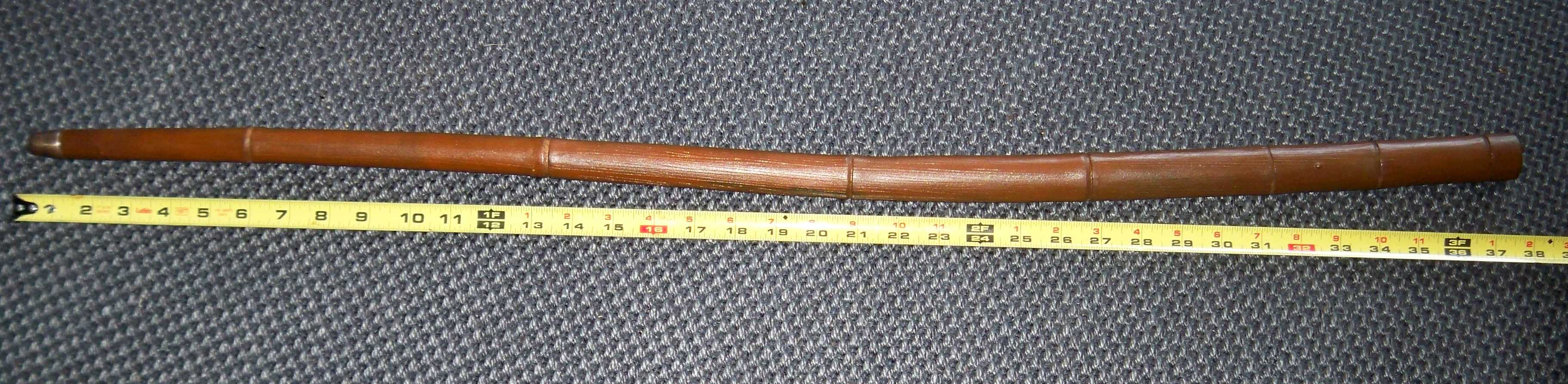
Sikomizue (shikomizue) kosirae.
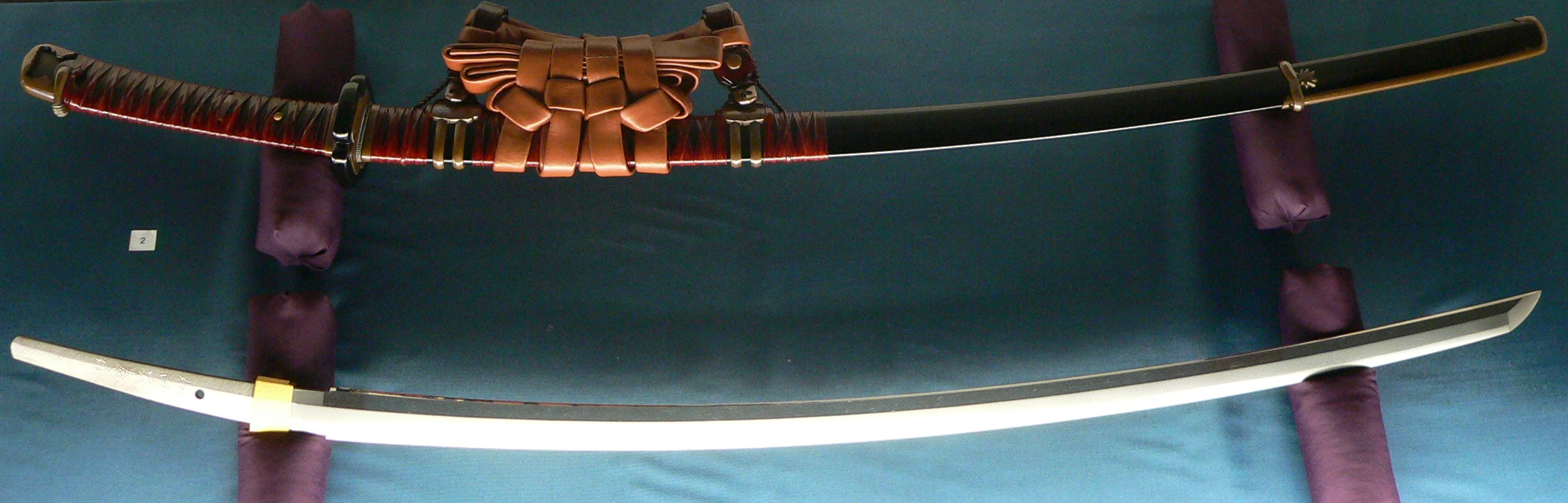
Tacsi és tacsi kosirae.
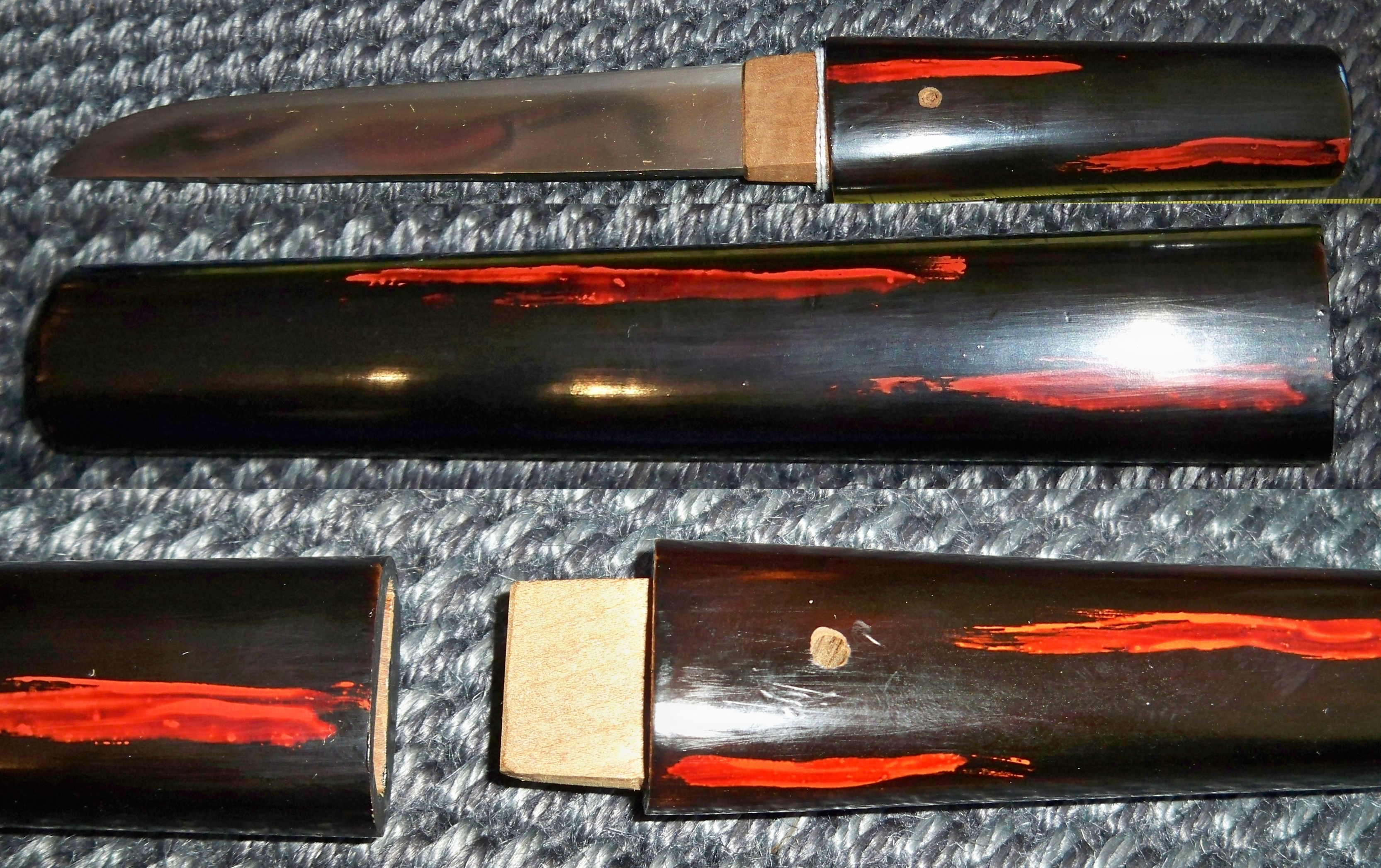
Kvaiken (Kwaiken) tantó.
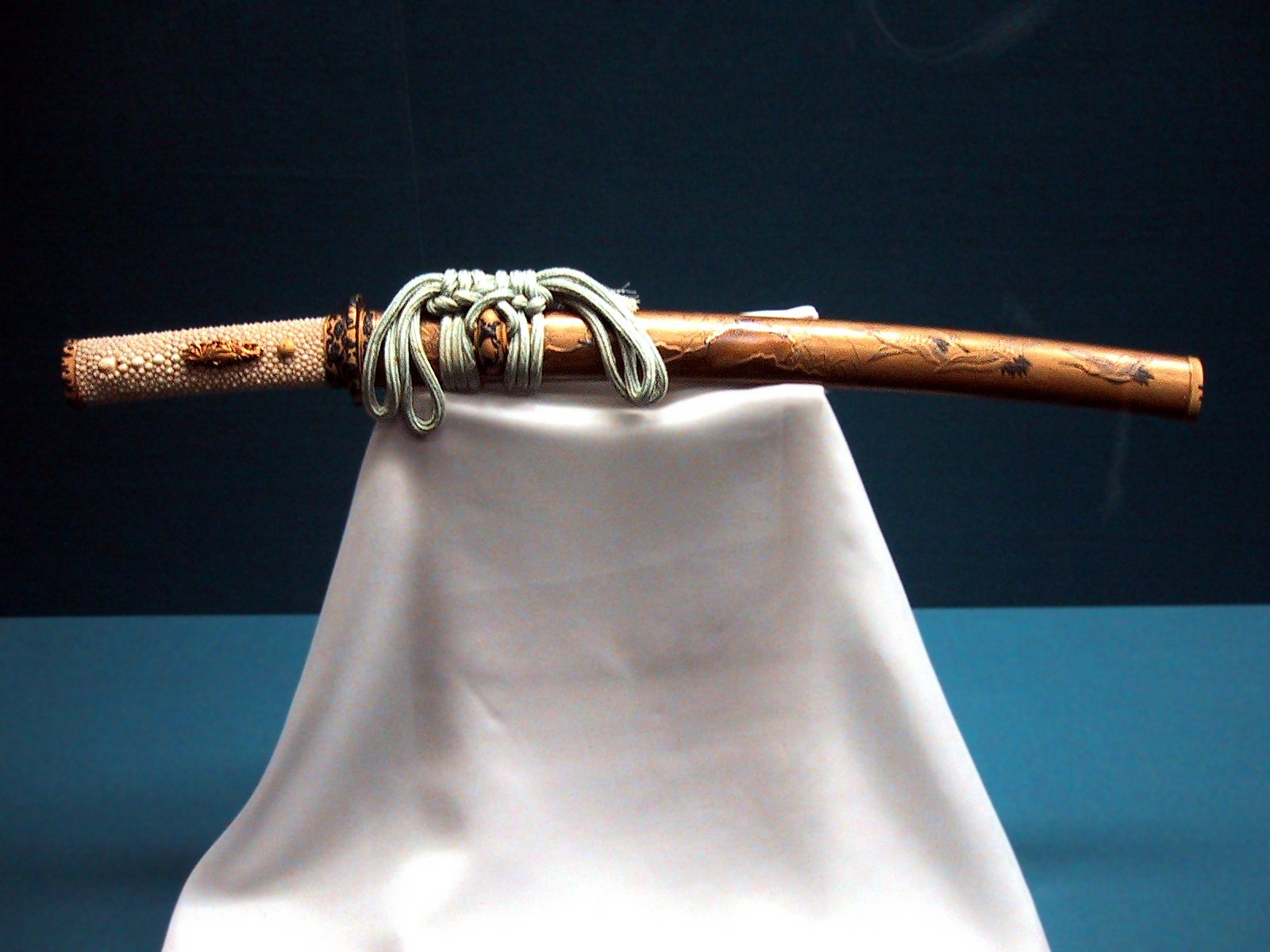
Vakizasi kosirae.
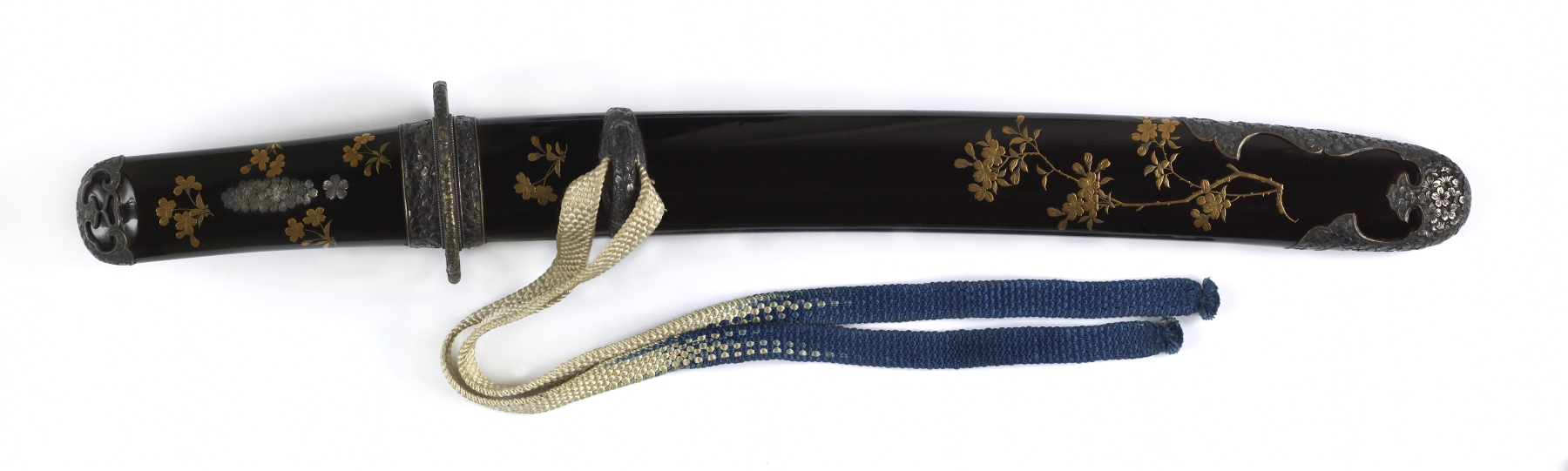
Tantó kosirae.

### A kosirae részei

#### Saya
Szaja (鞘) egy japán kifejezés, ami kifejezetten egy kard vagy kés hüvelyére vonatkozik. A szaját normális esetben olyan fából állítják elő, aminek nagyon kicsi a súlya, egy külső lakk réteggel bevonva. Mivel a fa nagyon gyenge felépítésű, ezért óvatosan kell kihúzni a kardot, rosszul kihúzva a kard átvághatja a fát, ezáltal levághatja egy vagy több ujját a használójának. A helyes kihúzása és visszahelyezése a kardnak, vagy pengének inkább a munéval (mune) való érintkezést jelenti, mint a hüvellyel. A szajának van egy fogantyúja kurigata (栗形) az oldalán, a fonott zsinórok (szageo), hozzácsatolására szolgál, amin akár található sitodome (shitodome) a kurigatának a díszítése, épp úgy, mint egy fémből készült záró sapka kodzsiri (小尻). Hagyományosan a koigucsi (koiguchi) és a kodzsiri bivaly szarvból készül.

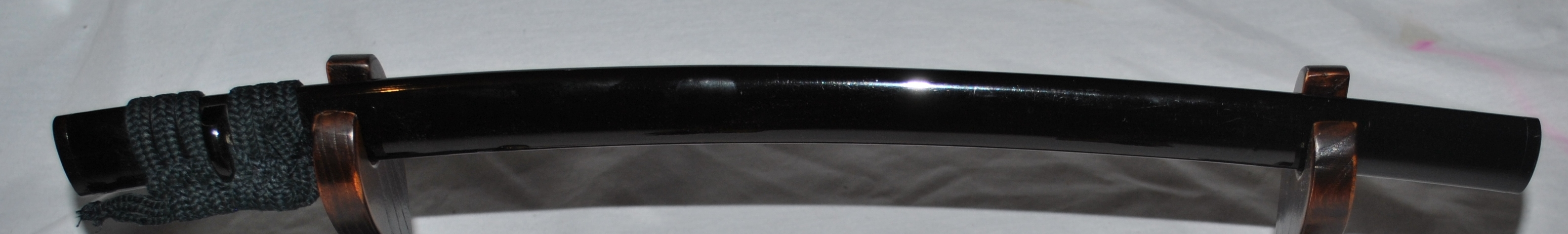
Katana szaja.
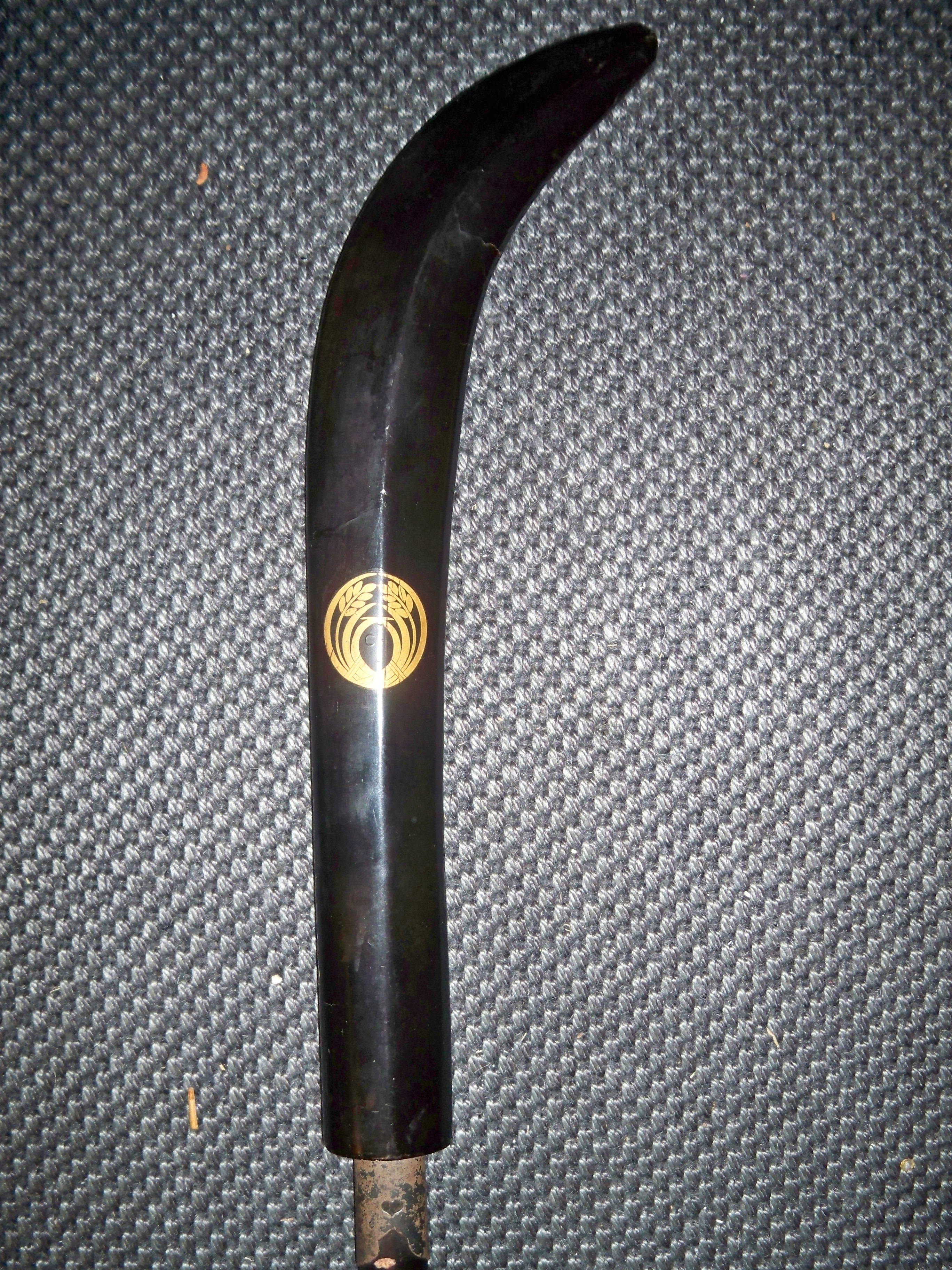
Naginata szaja.
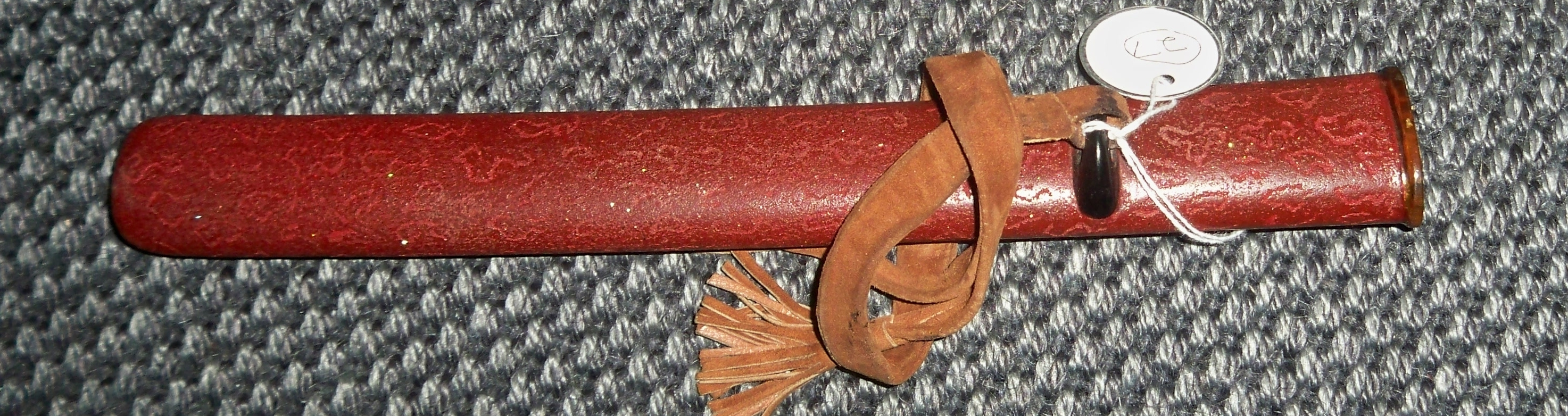
Tantó szaja.
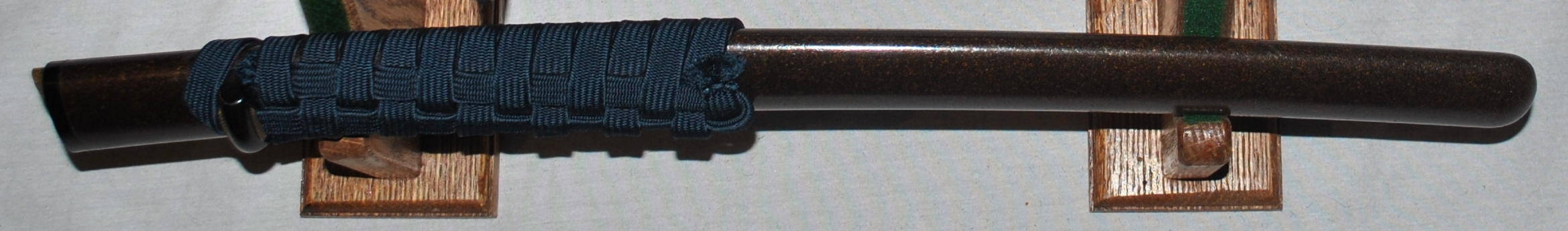
Vakizasi szaja.

A szaja részekre osztva:
- Szageo

A szageo (下緒 vagy 下げ緒) egy zsinór, ami selyemből, pamutból, vagy bőrből készült, amivel a kurigatanán (栗形) levő lyukon keresztül megy a szajához. Számos különböző módszer van a szageo szövéséhez és a szajához kötéséhez a jó megjelenés érdekében. Egyes Iaidó (Iaidō) iskolákban a szageot a hakamához (hakama) kötik gyakorláskor.

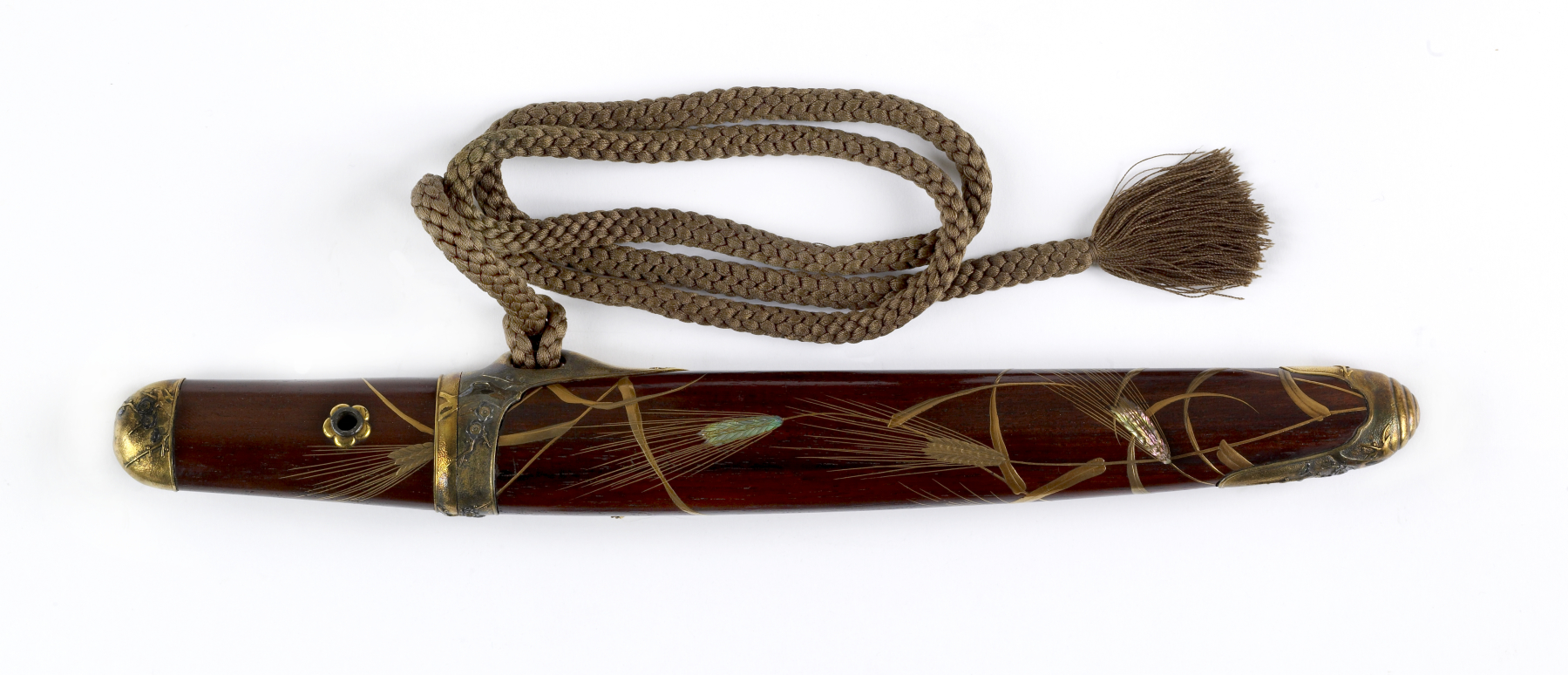
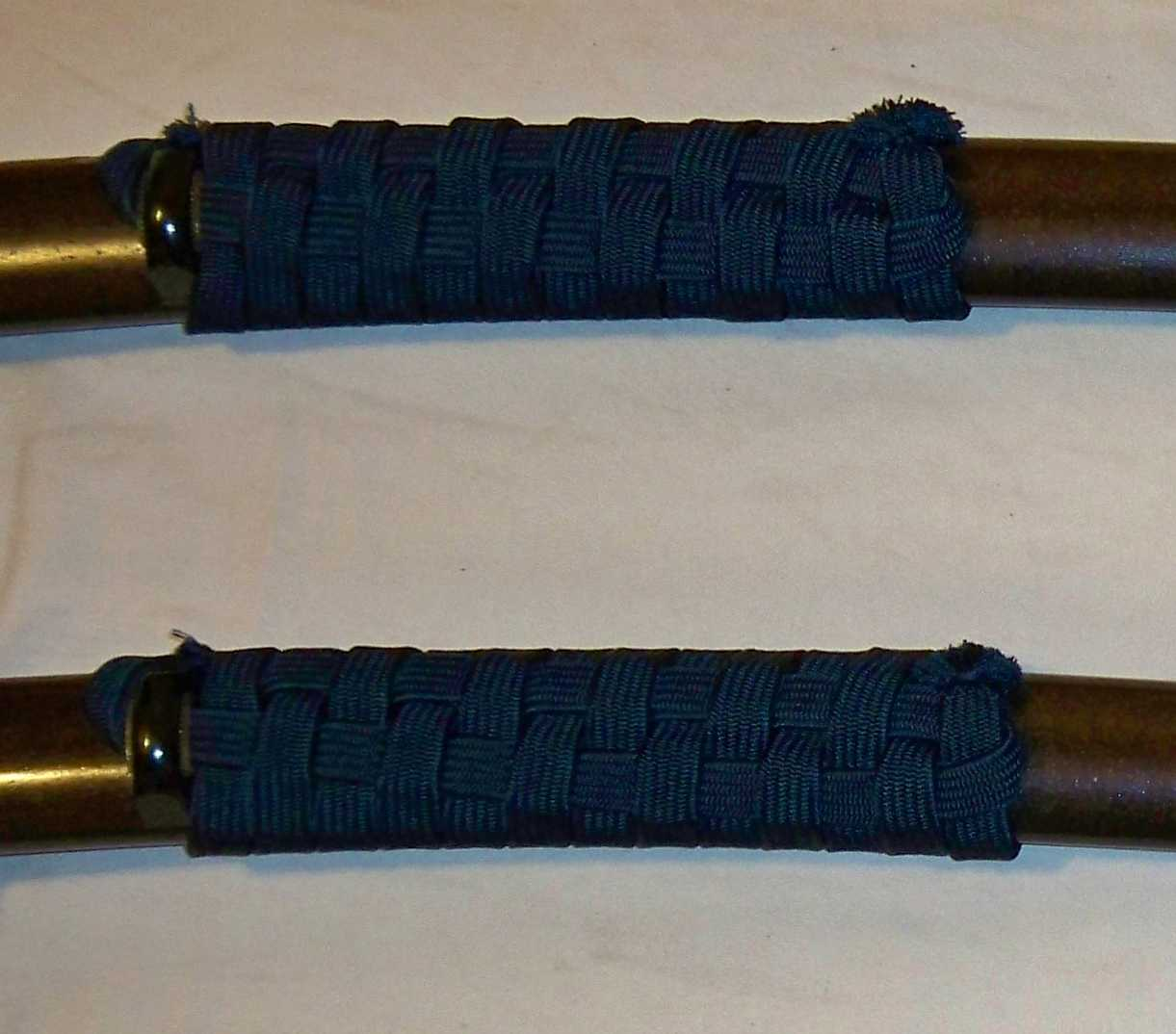
Összeillő (daisho) szageo szett.
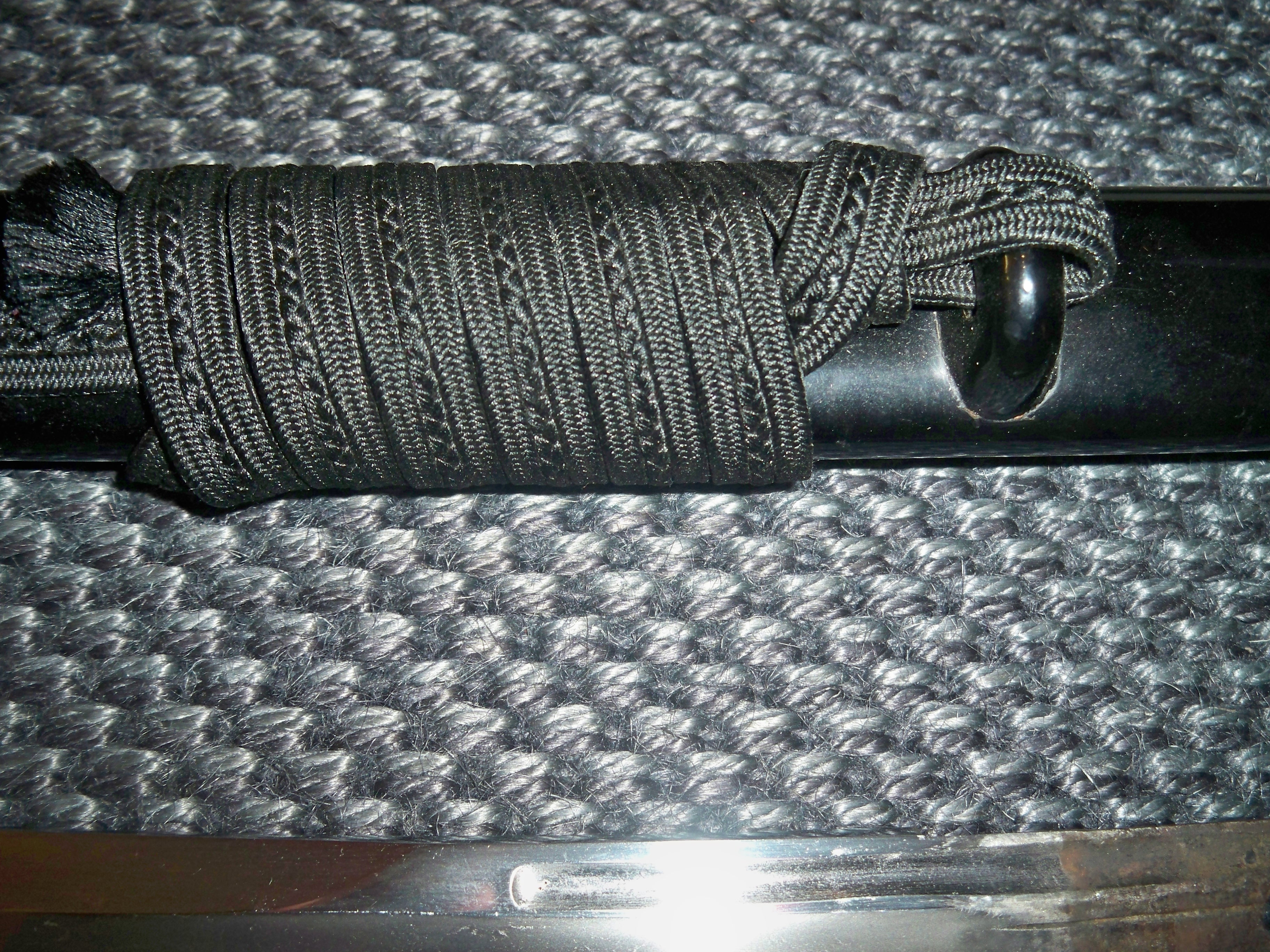

- Kurikata

A kurikata (Kuri-kata) egy fogantyú, ami a japán kard hüvelyéhez kapcsolódik. A szageo (zsinór) biztosítja a szaját és a kardot, ez az, amit az övhöz kötnek a kurikatán található lyukon keresztül.
- Kodzsiri

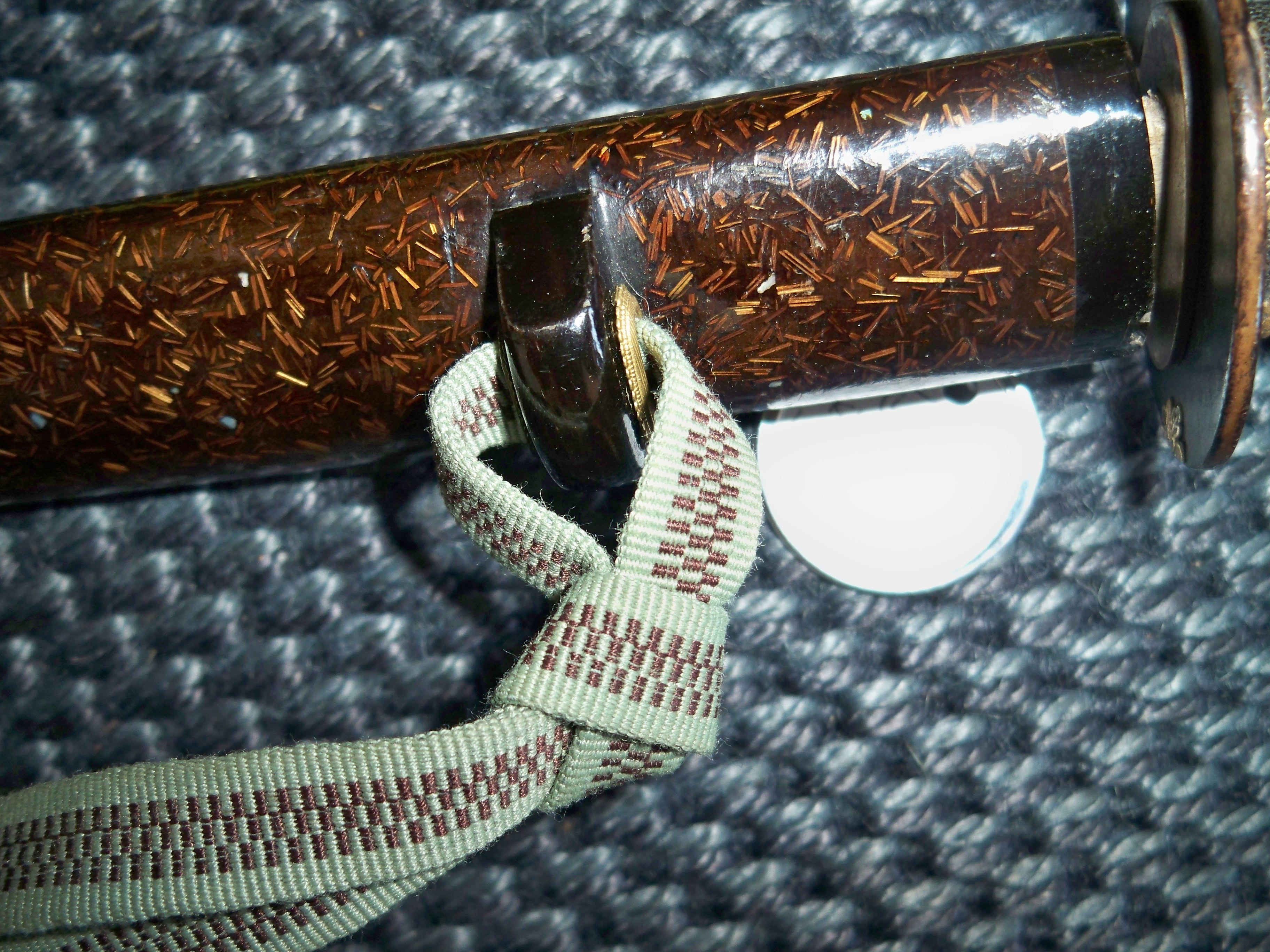
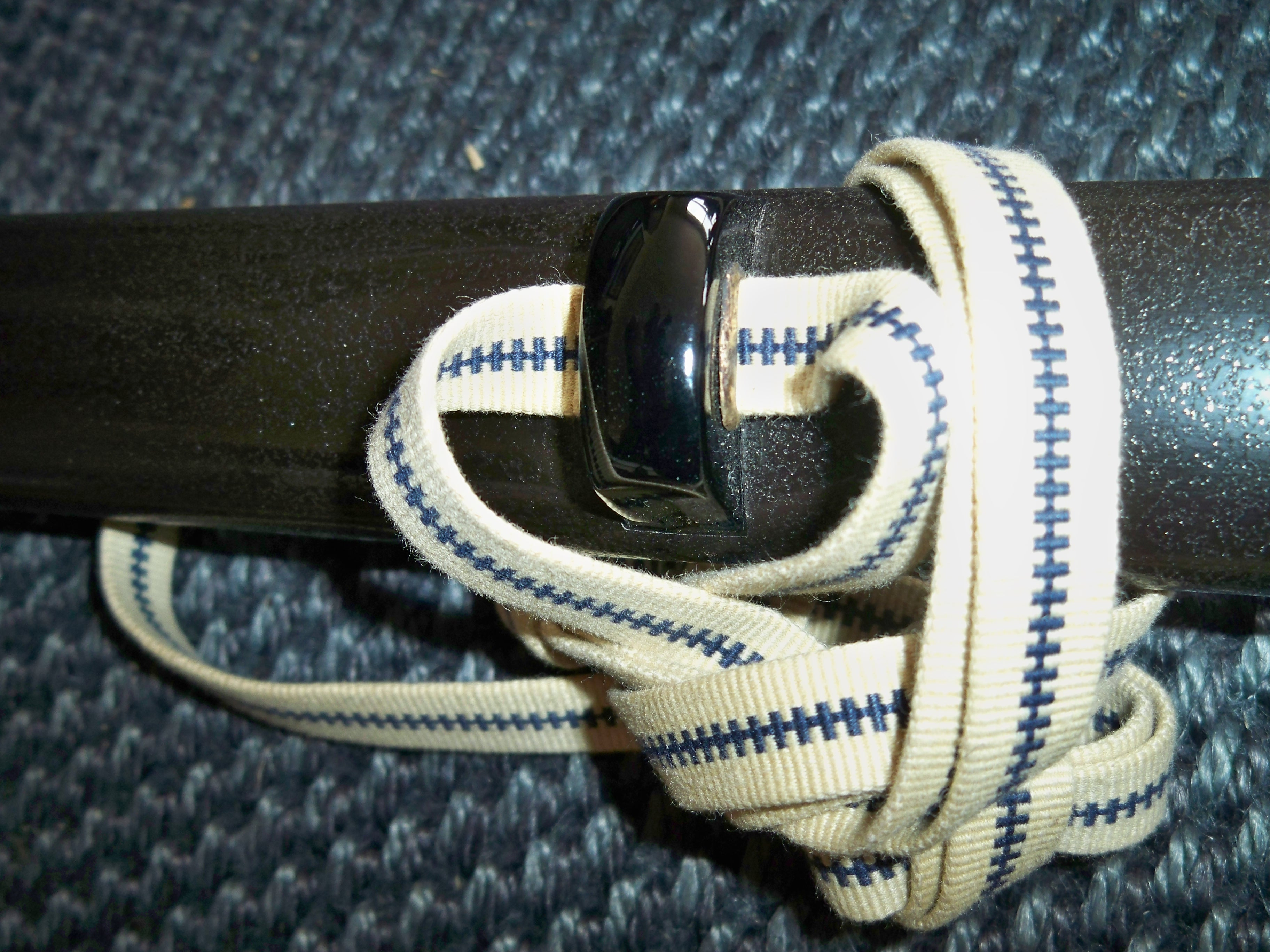
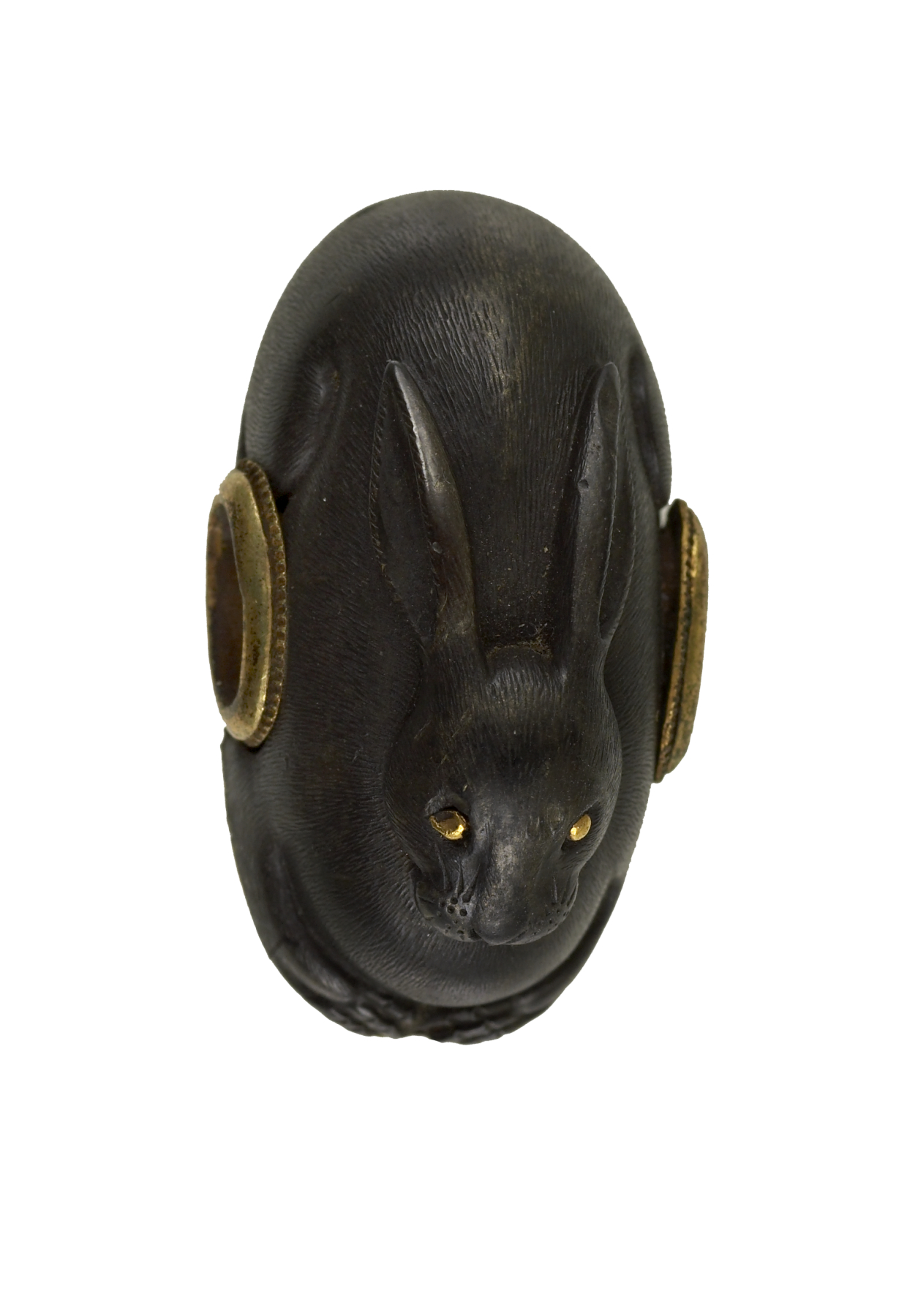
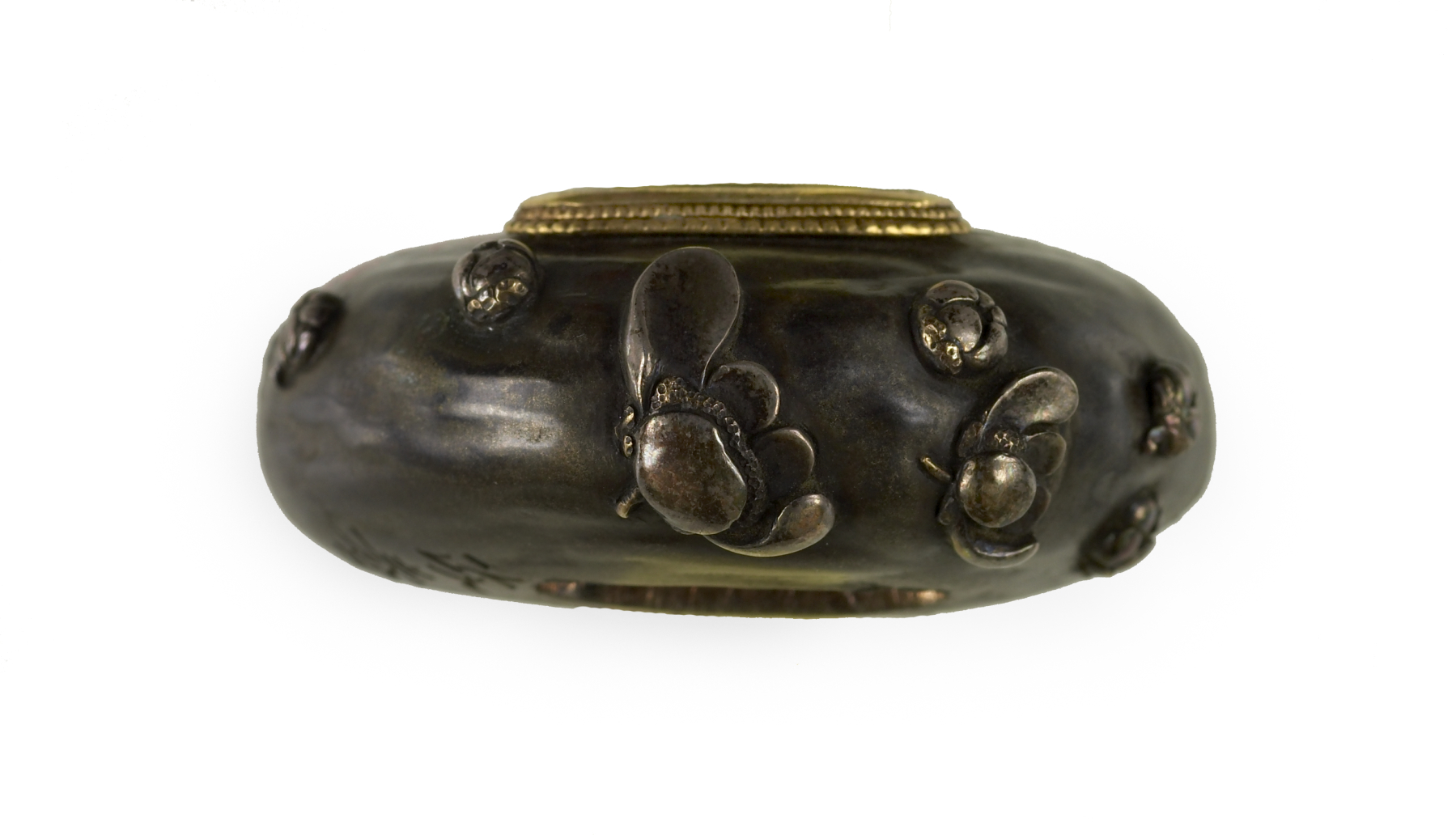
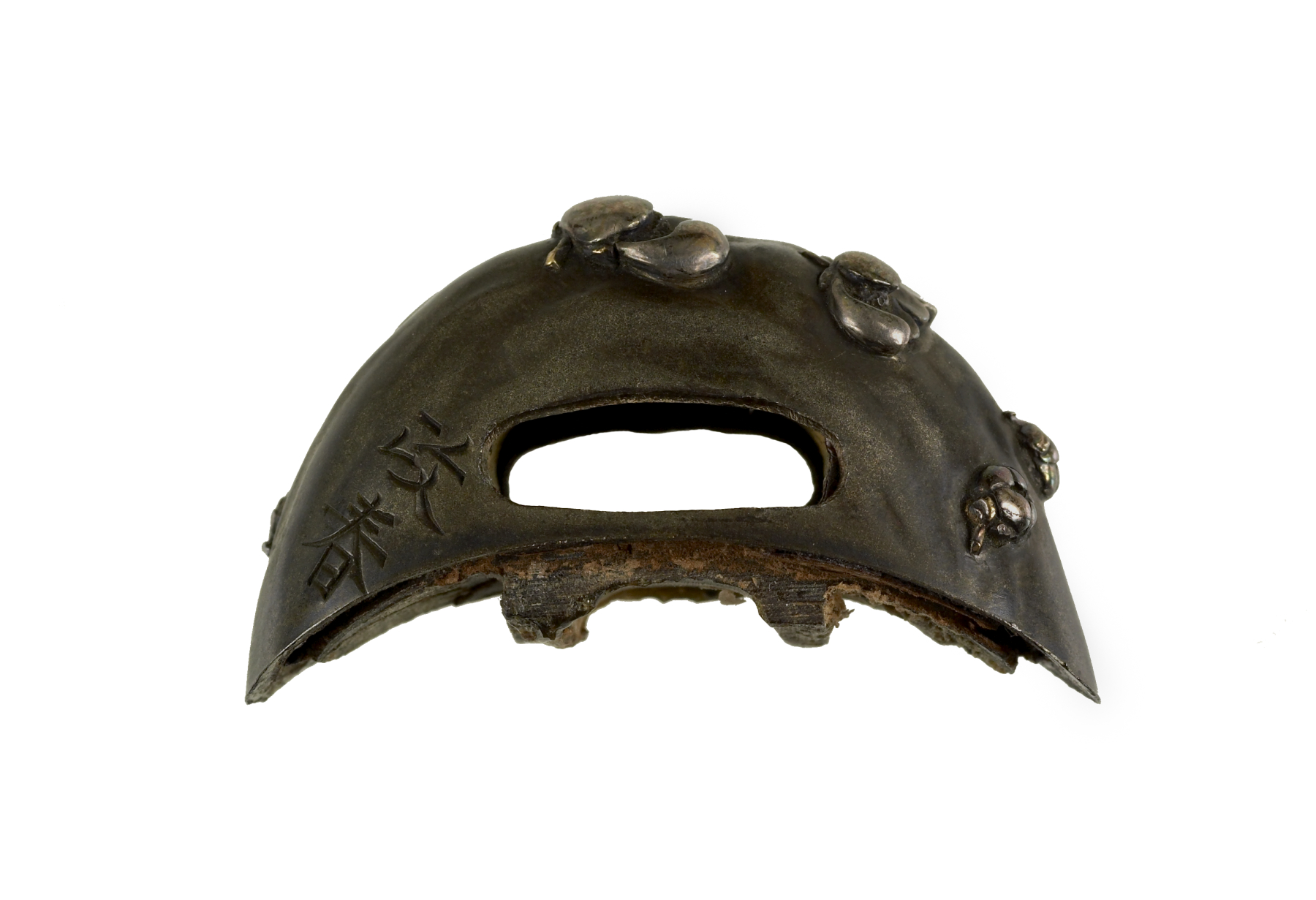

A kodzsiri a hüvelyen található záró sapka, egy erősebb illesztés, ami védelmet biztosít.
- Kogatana és kozuka

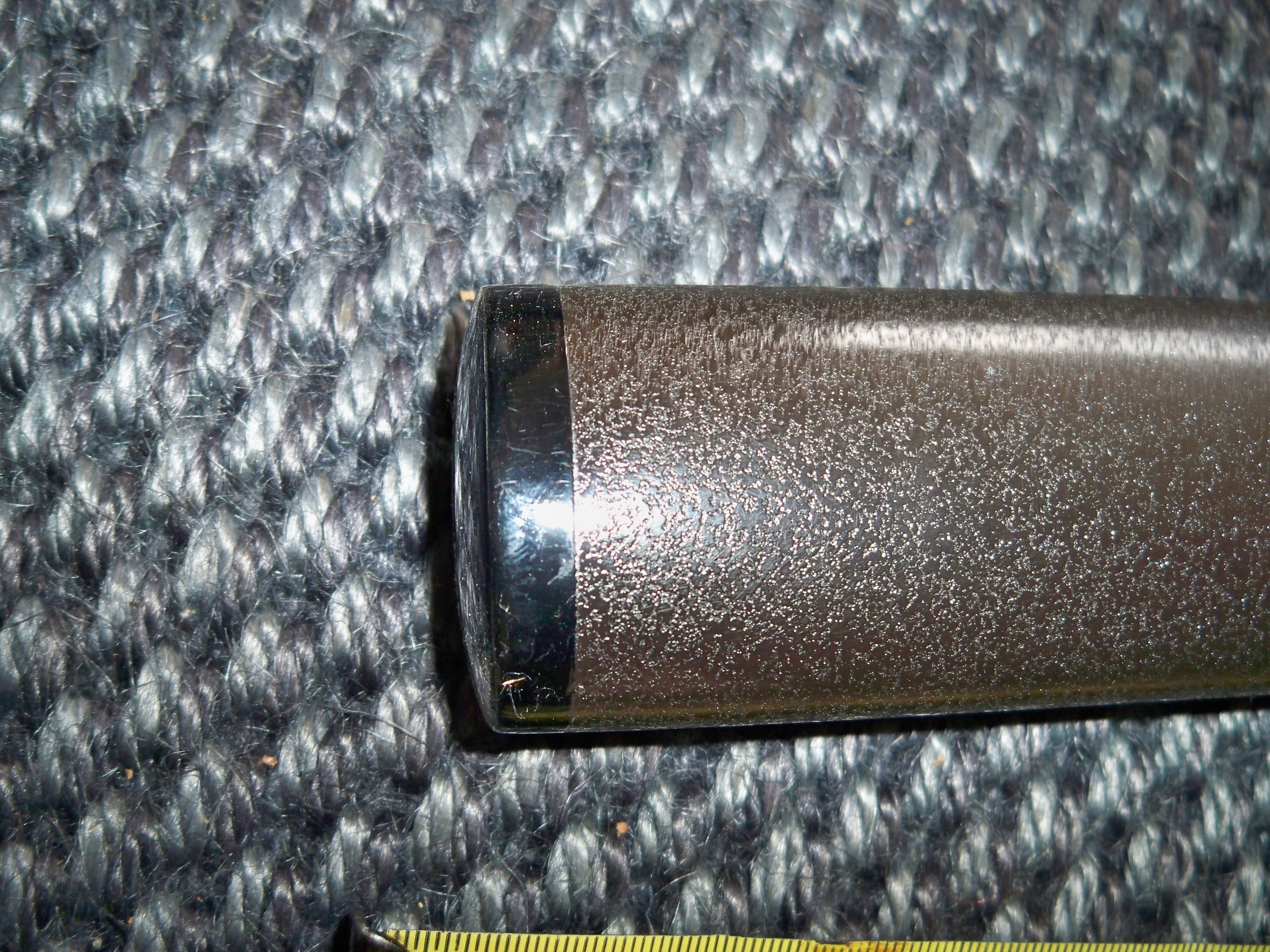
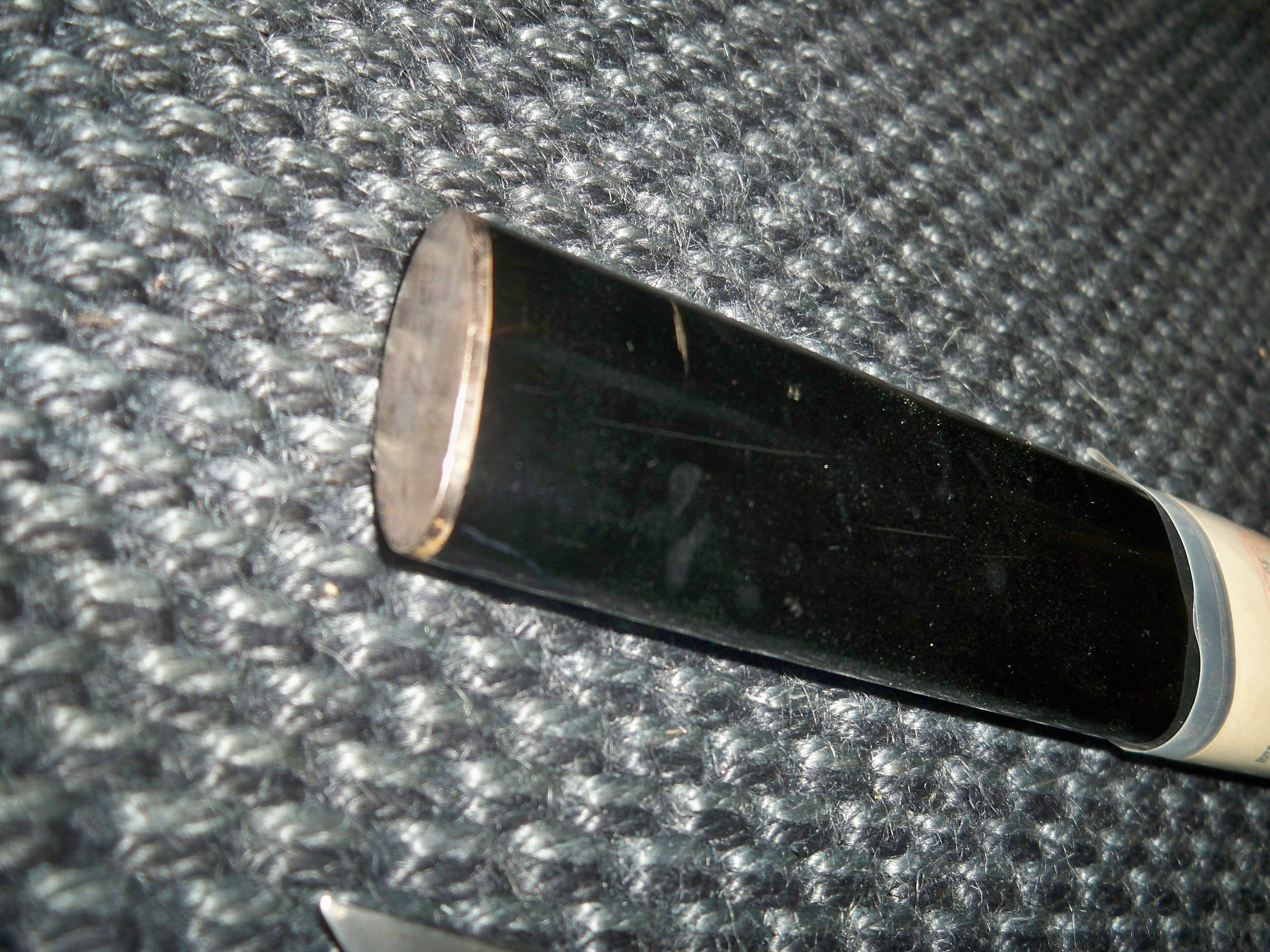
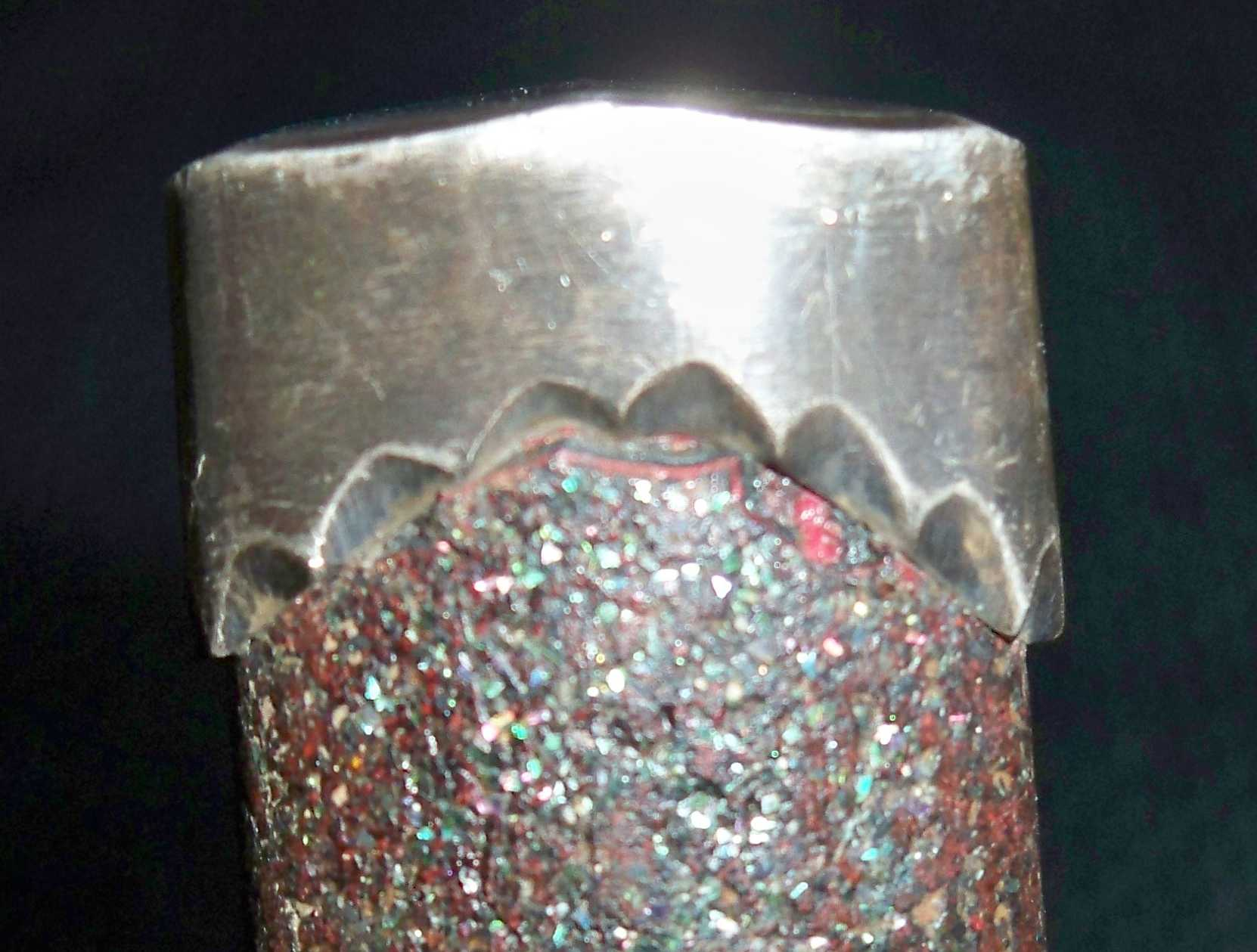
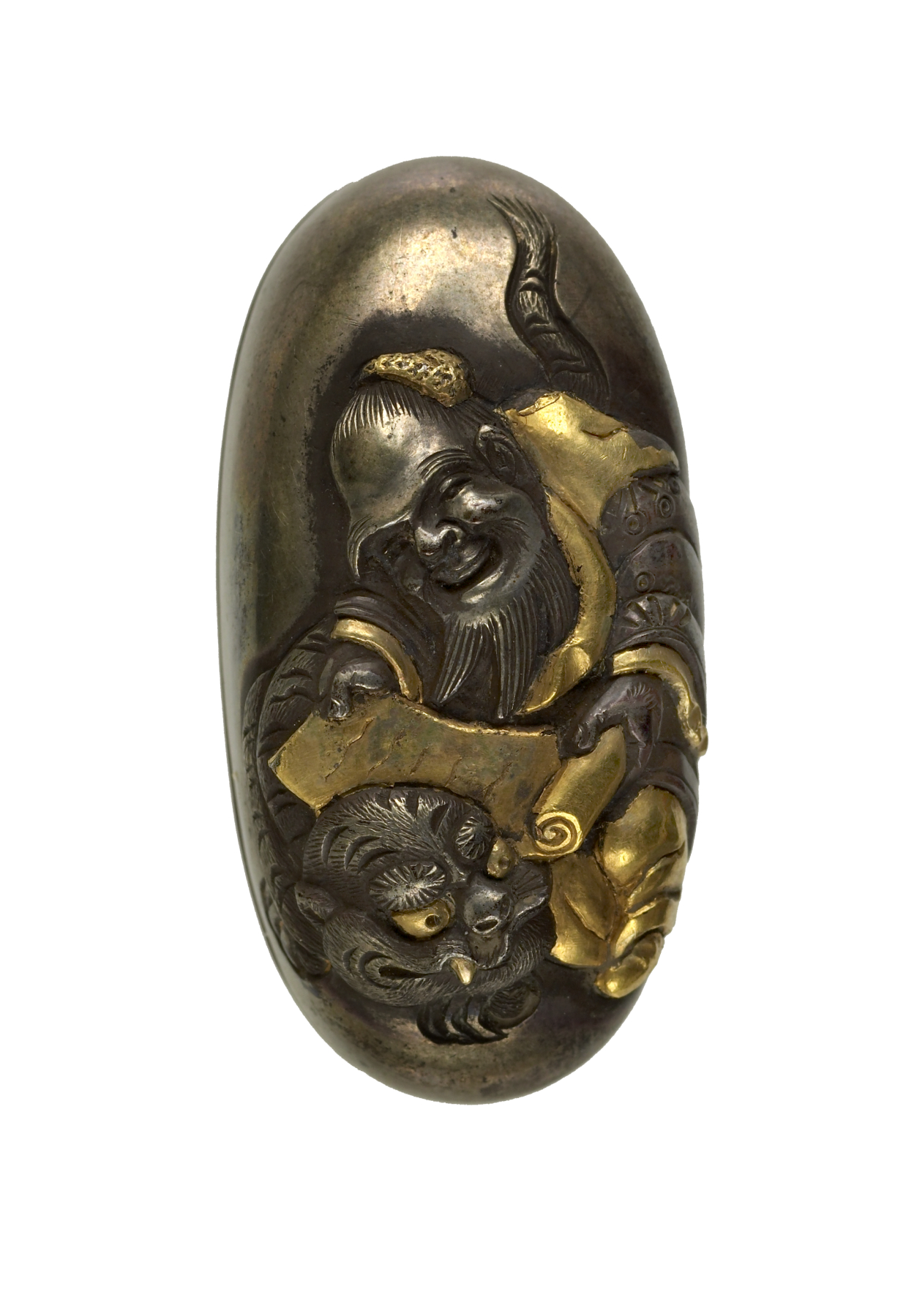
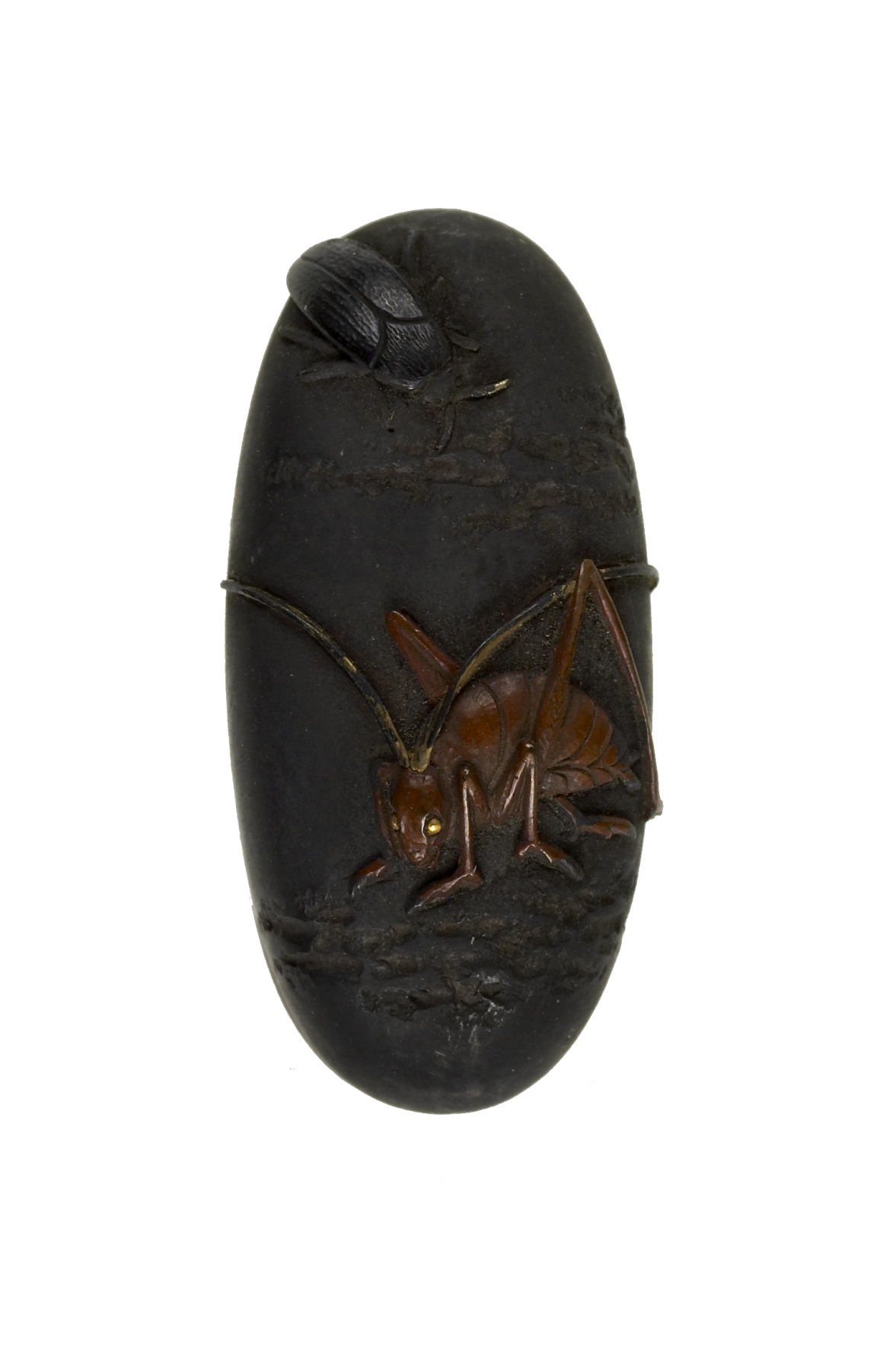

A kogatana egy hasznos kis kés, ami elfér a hüvelyen található zsebben, a kozuka pedig egy díszítő fogantyú/markolat a kogatana számára.
- kógai

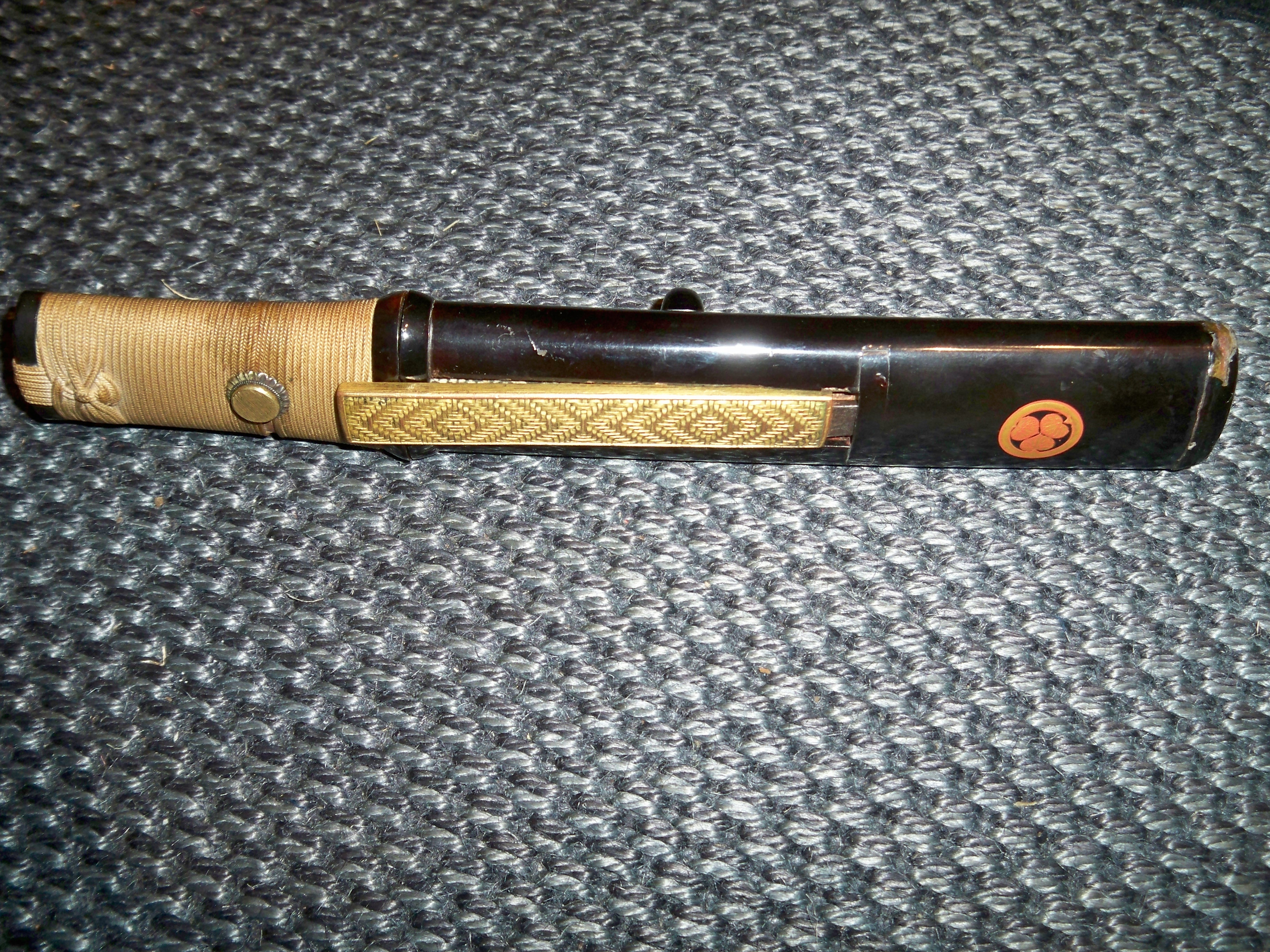
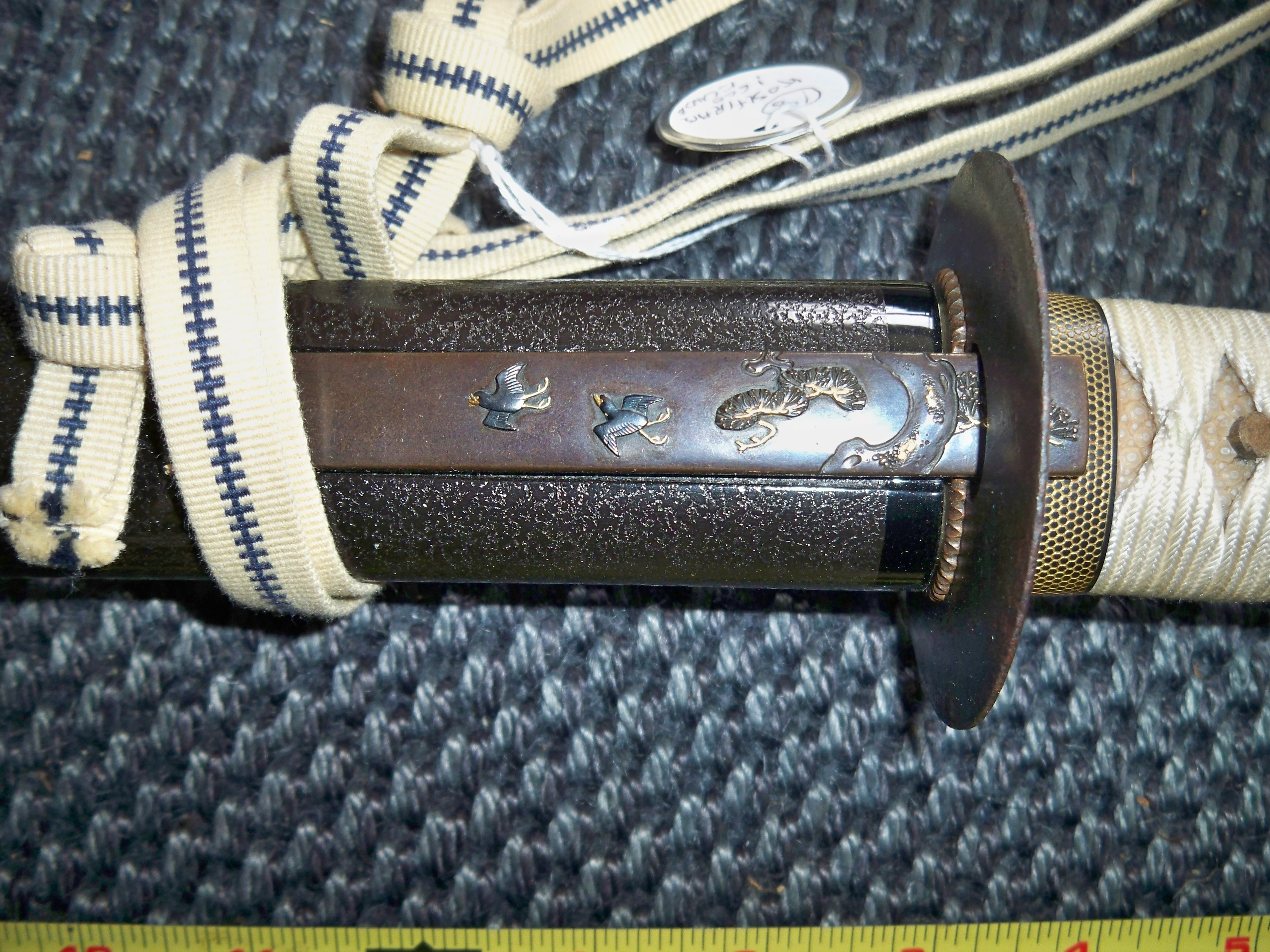
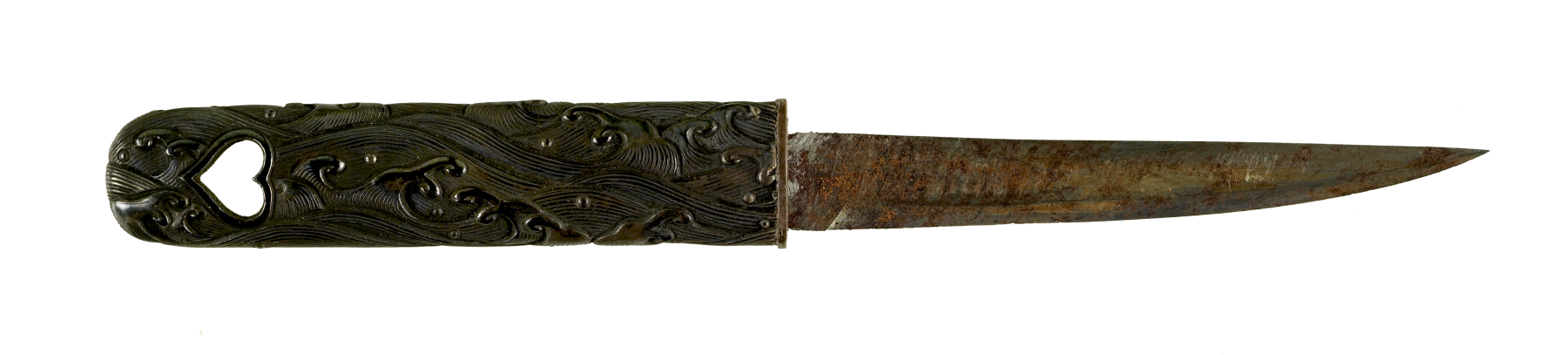
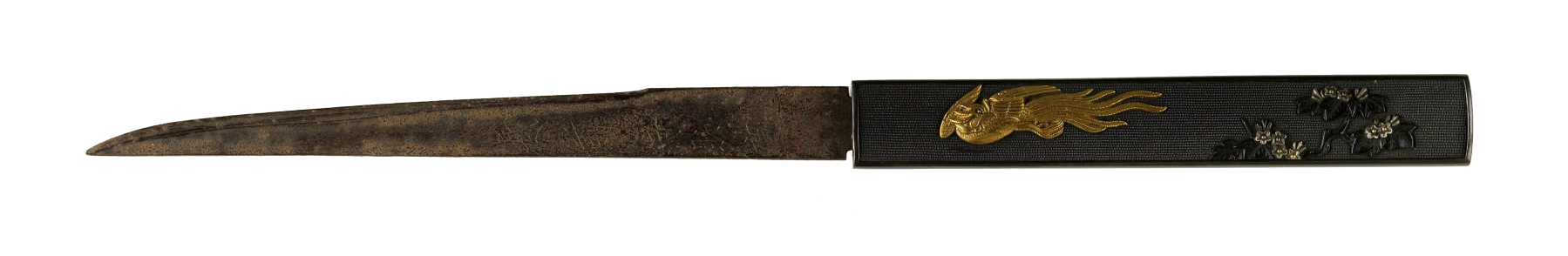
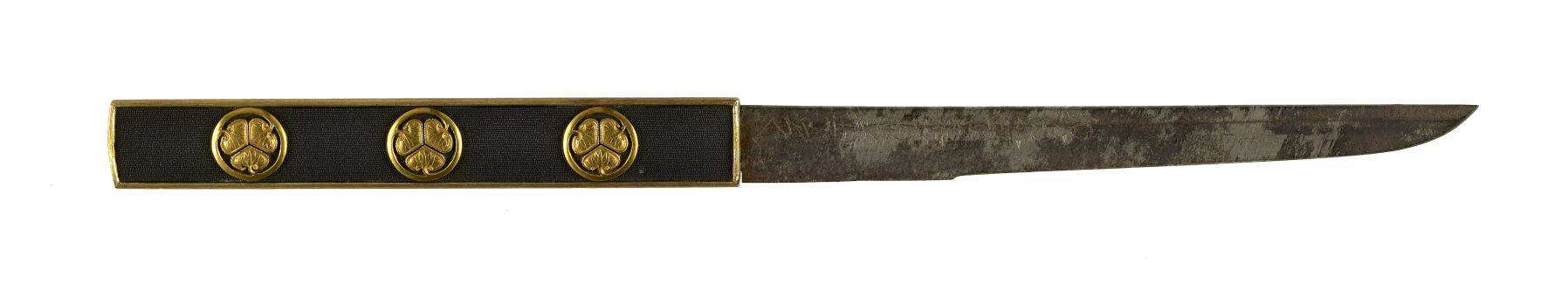

A kógai (kōgai) a haj hozzácsiptetését/ hozzáillesztését segíti, és a szaján található zsebbe illik.

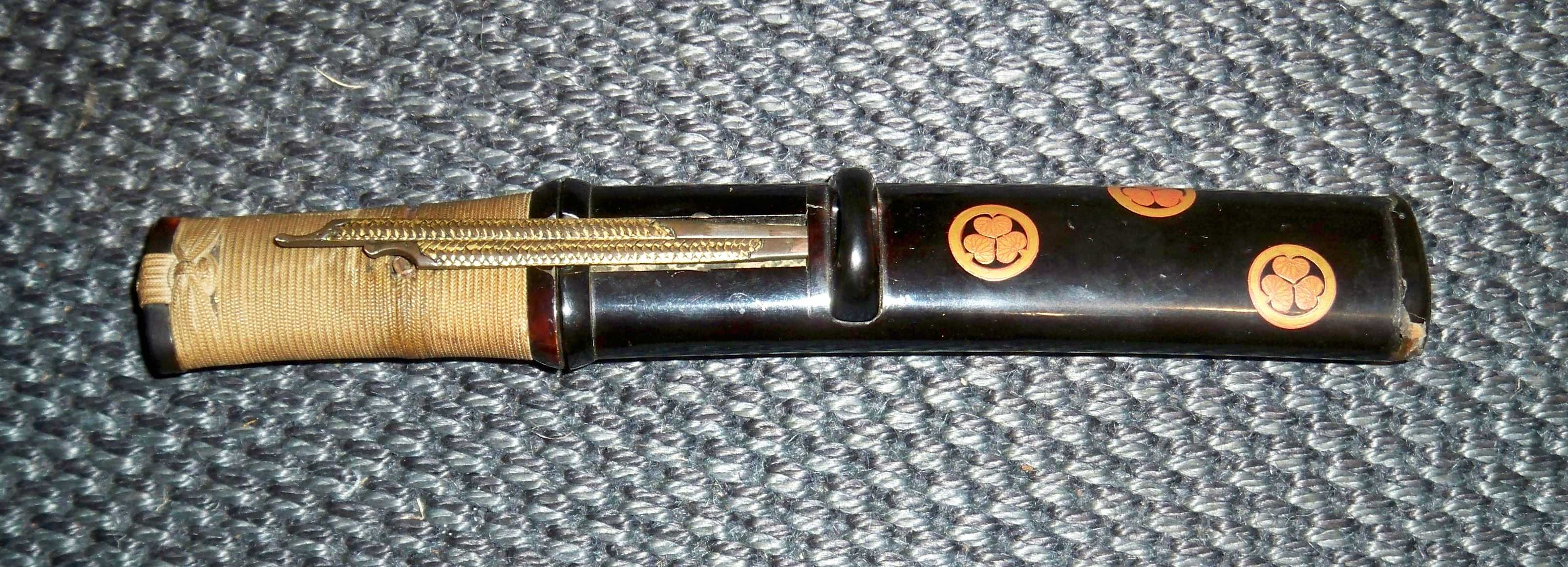
Tantó kosirae kógaial a zsebében.
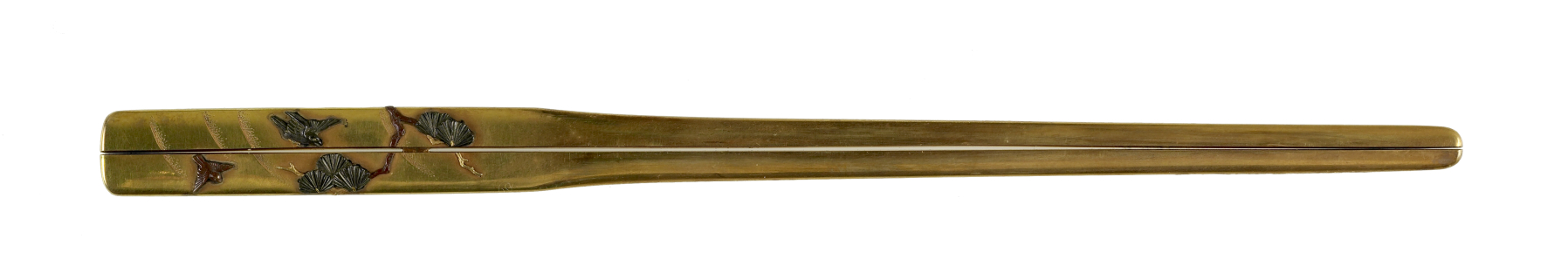
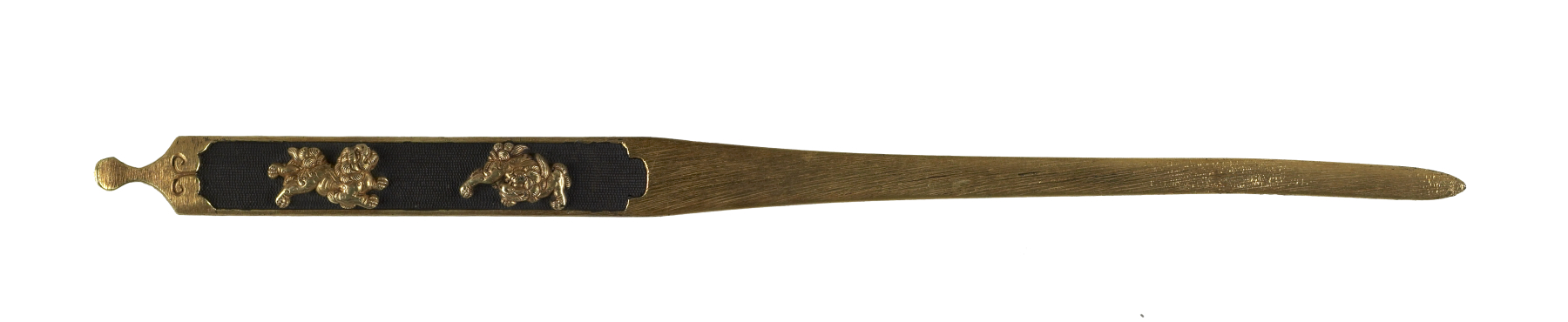
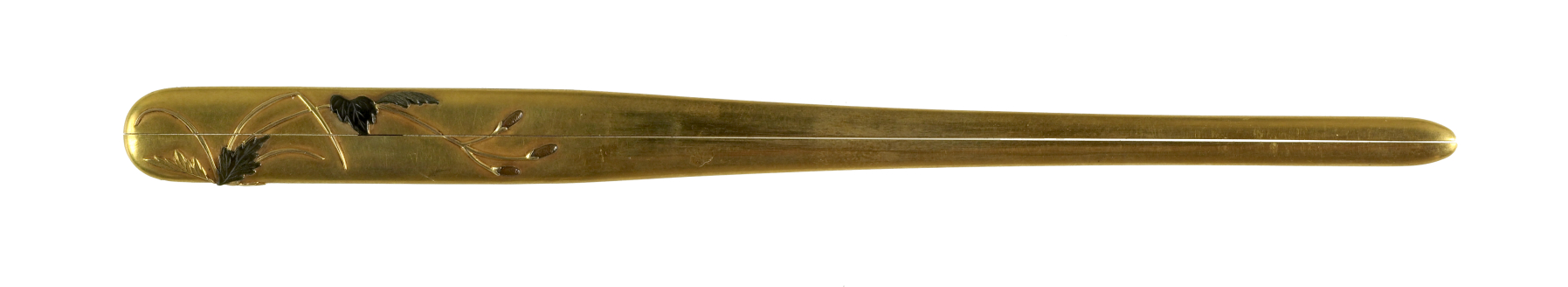
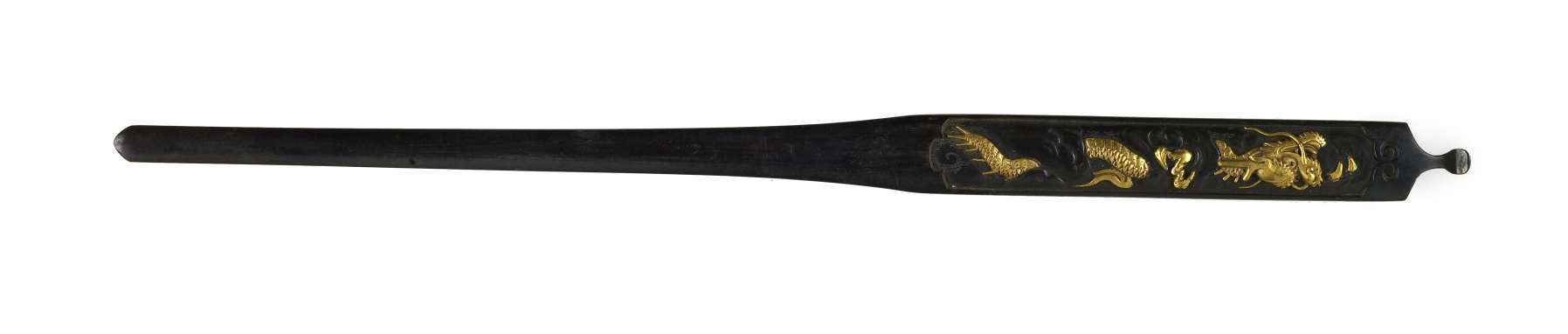

- Umabari

Az umabari a kogatana kés egyik fajtája, szintén a szaján található zsebben tárolható.

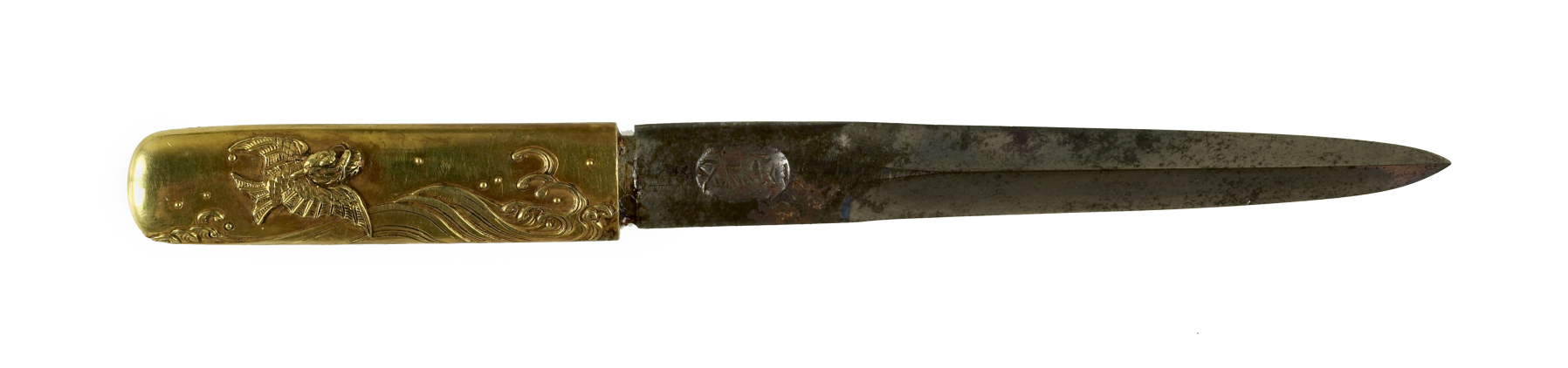
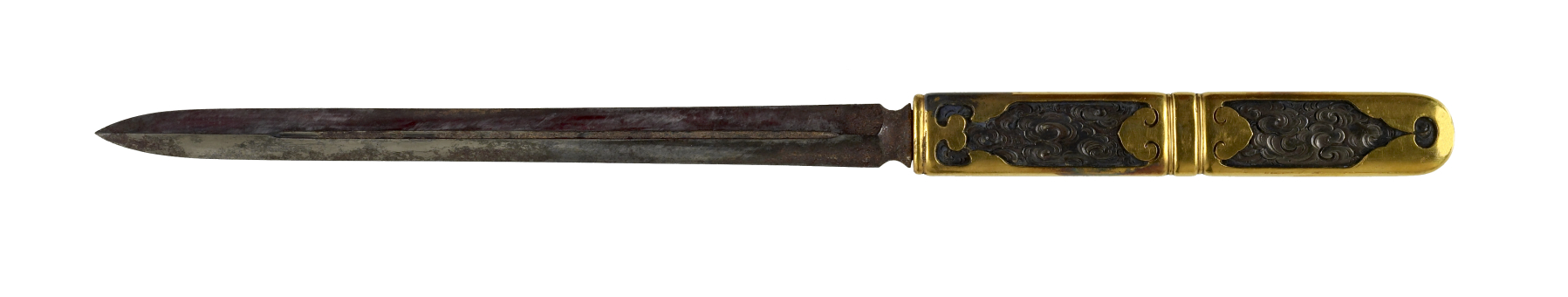
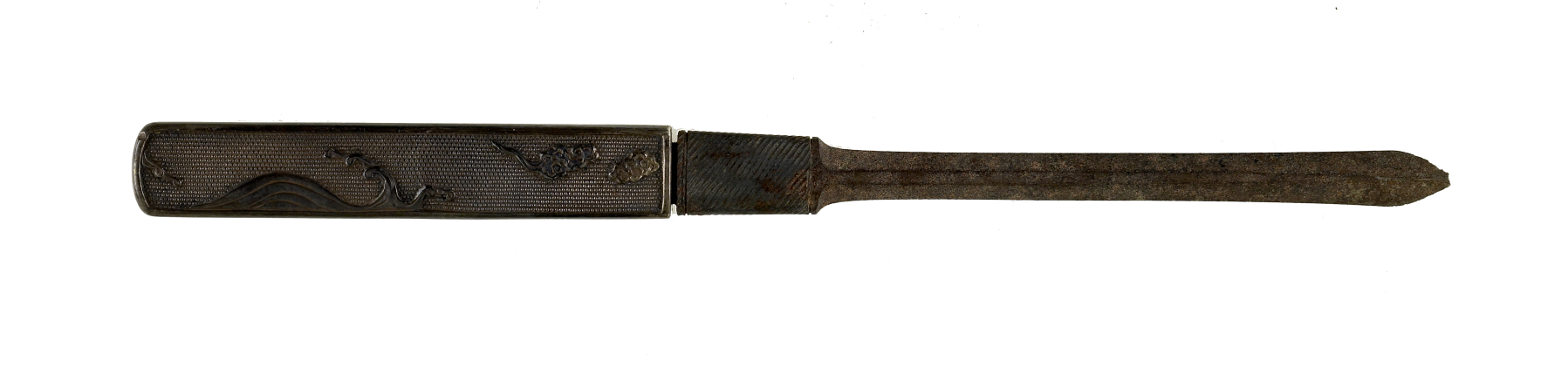
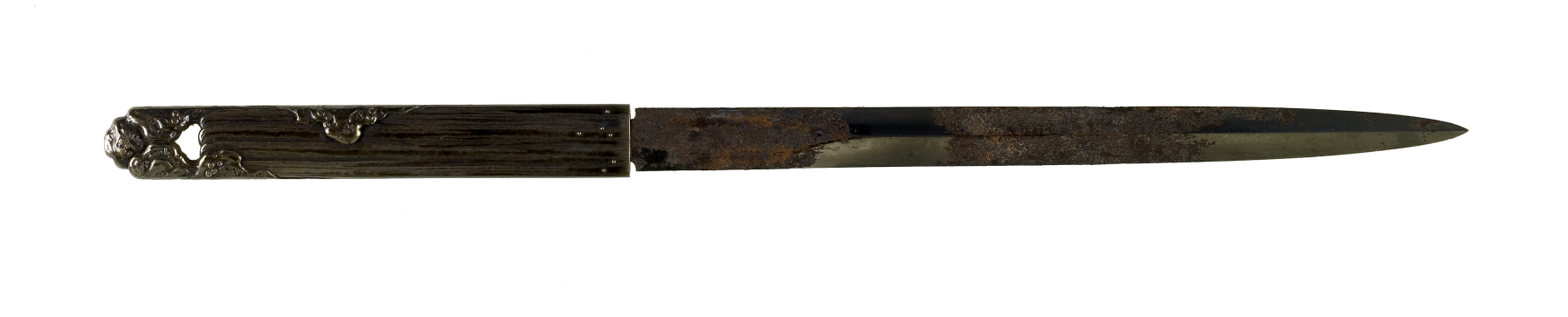
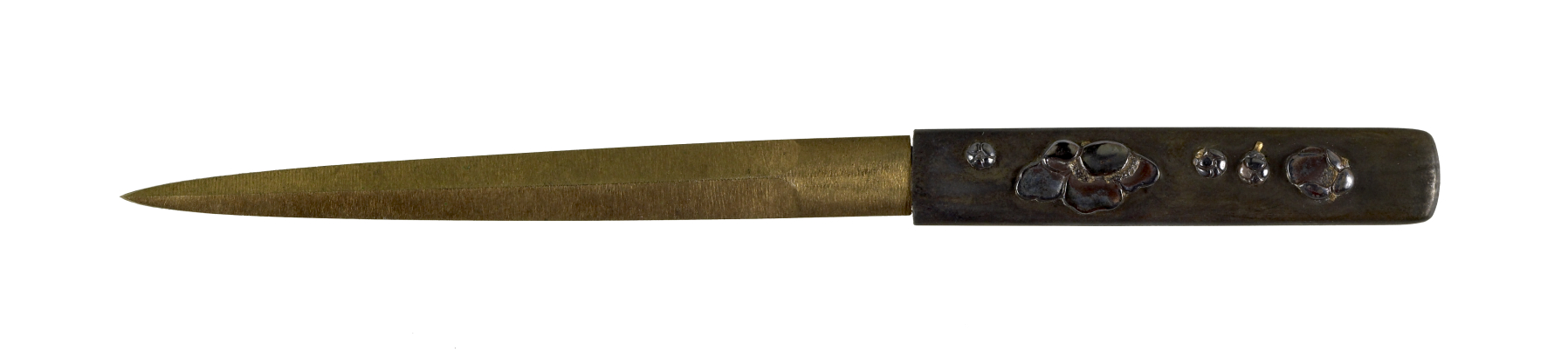

#### Cuka
A cuka a japán kard markolata.

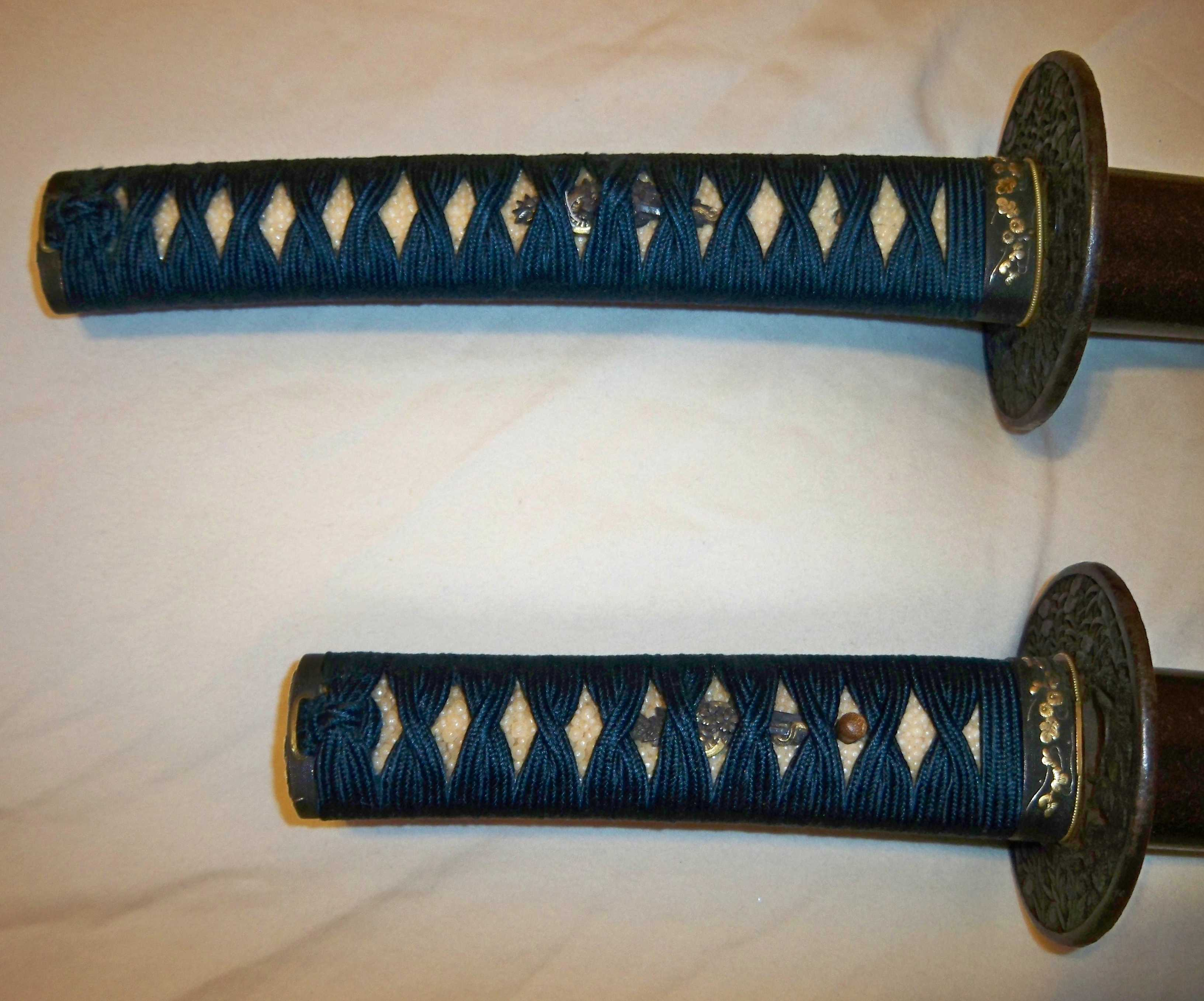
Két cuka, a katana (felső), a vakizasi (alsó) daiso összeillő szettben.
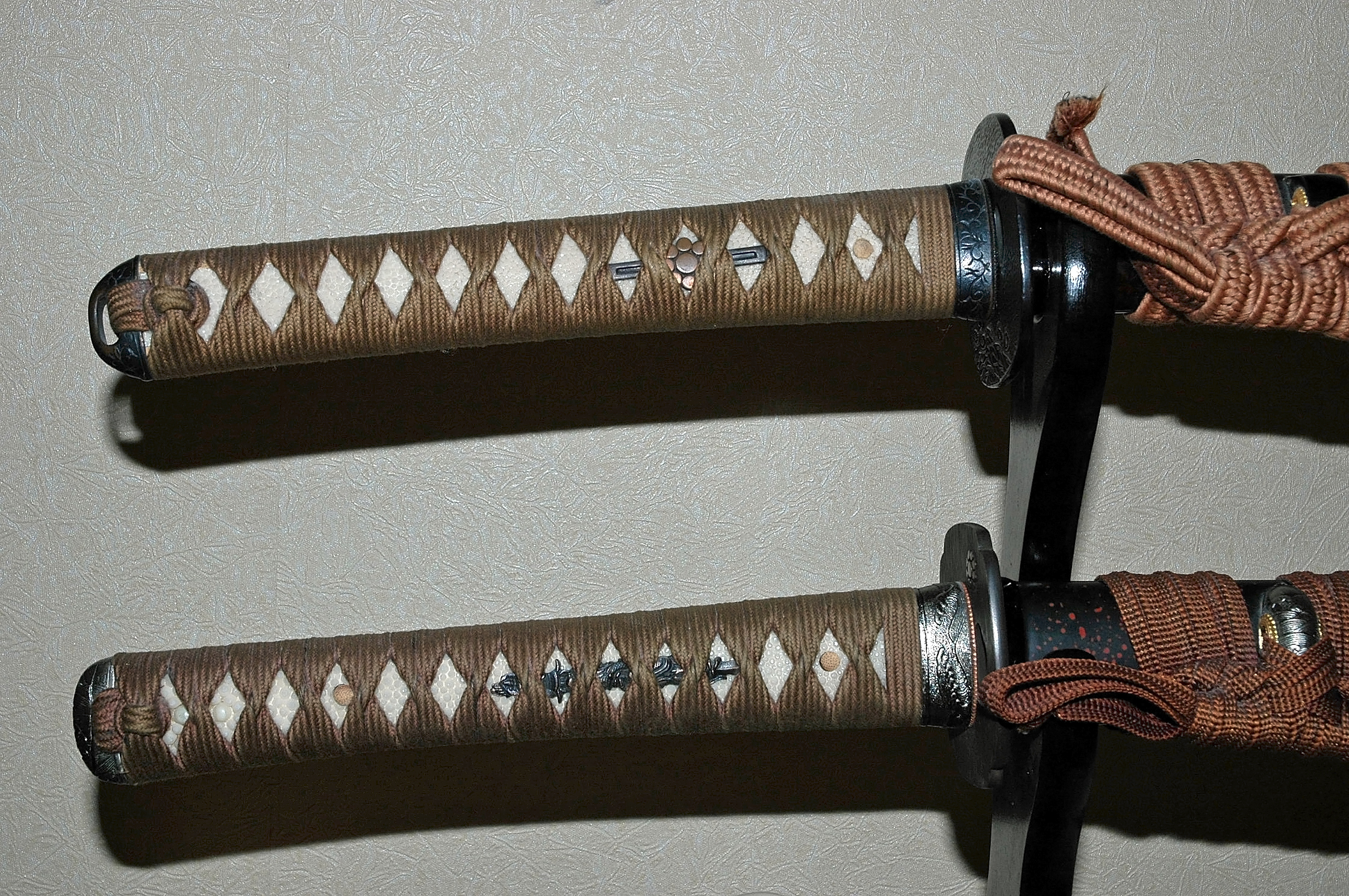
Katana cuka.
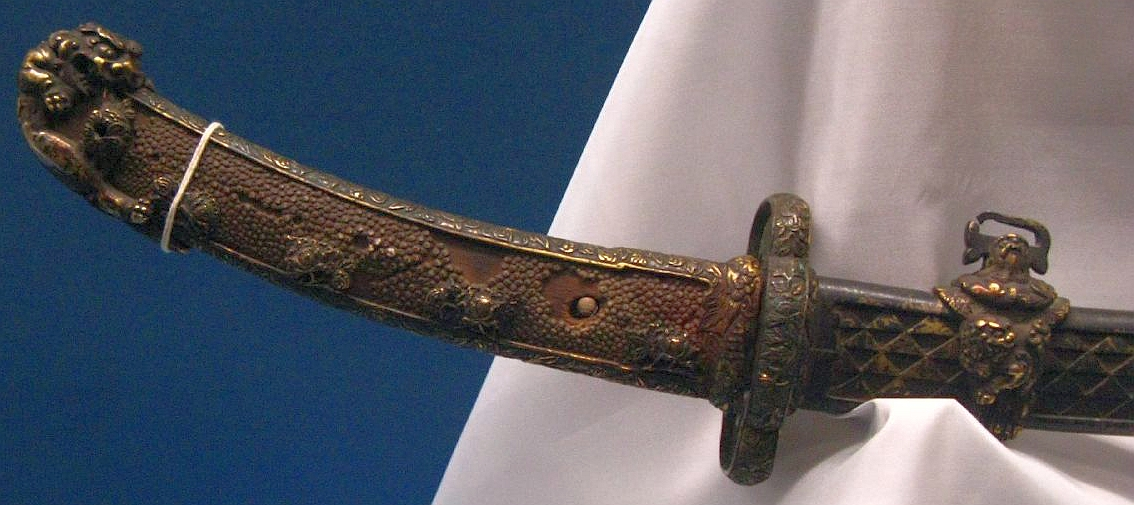
Tacsi cuka.
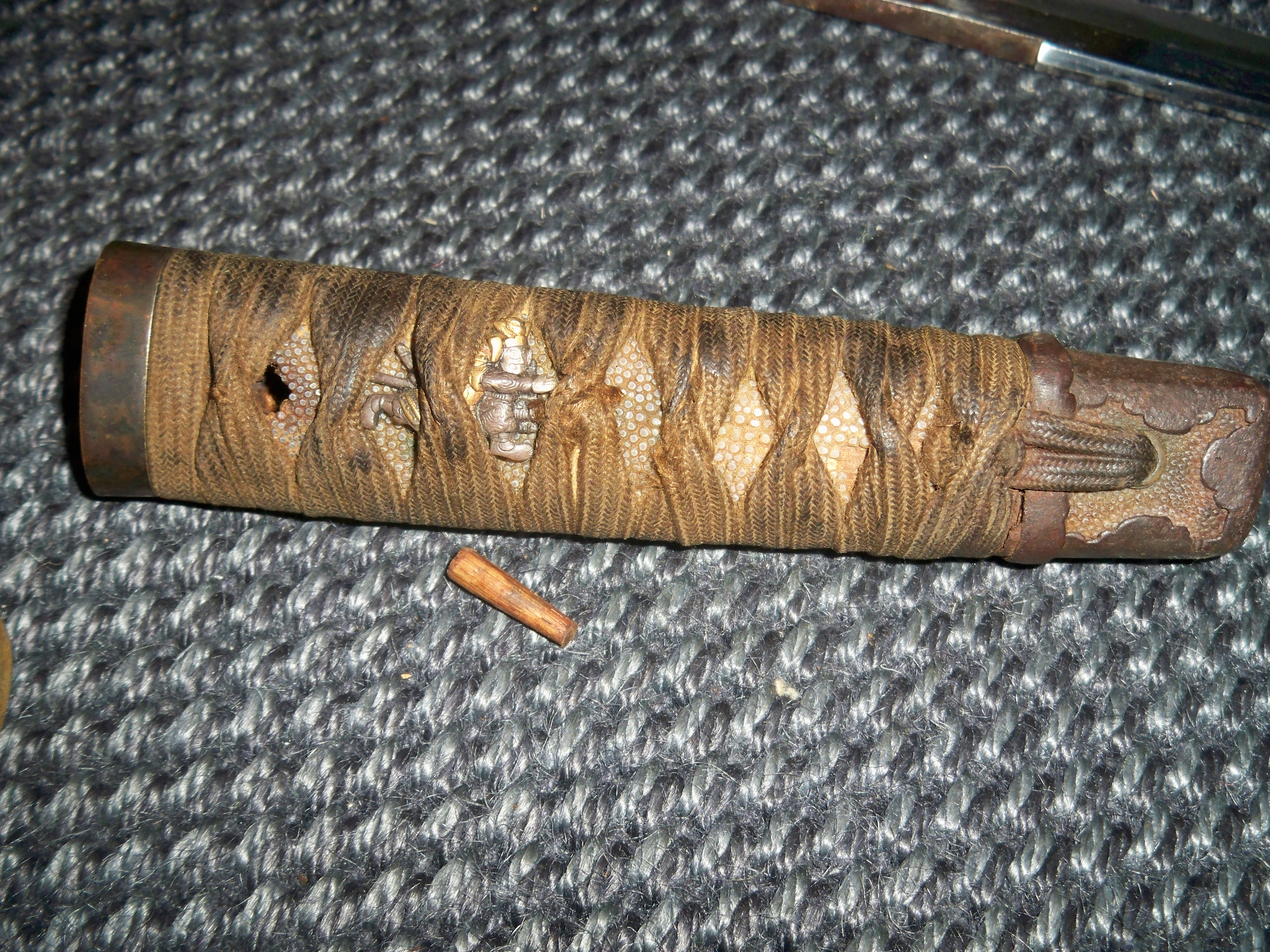
Vakizasi cuka.
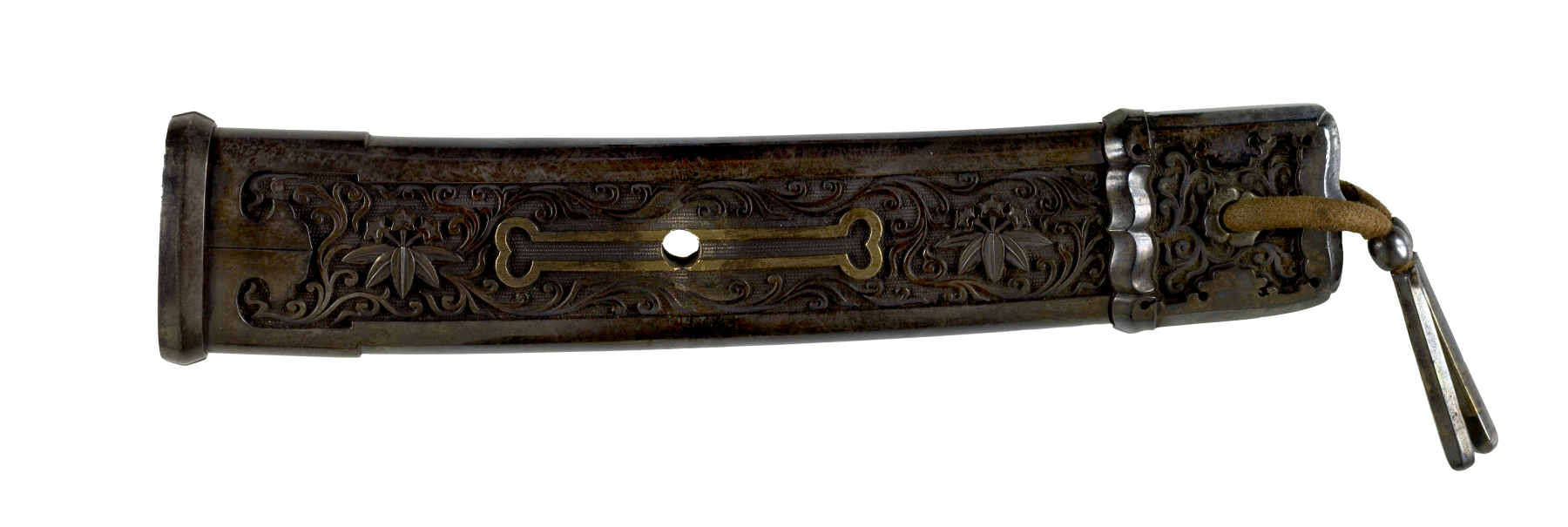
Ez a cuka egy darabban előállított, tehát nincs különálló, egyedi fucsi, kasira és menukija.

A cuka részei:
- Menuki

A menuki egy díszítés, ami a cukán található (általában a cuka alatt található, az anyagban), a markolaton való fogórészbe teljesen illeszkedik, a kényelmesebb használathoz.

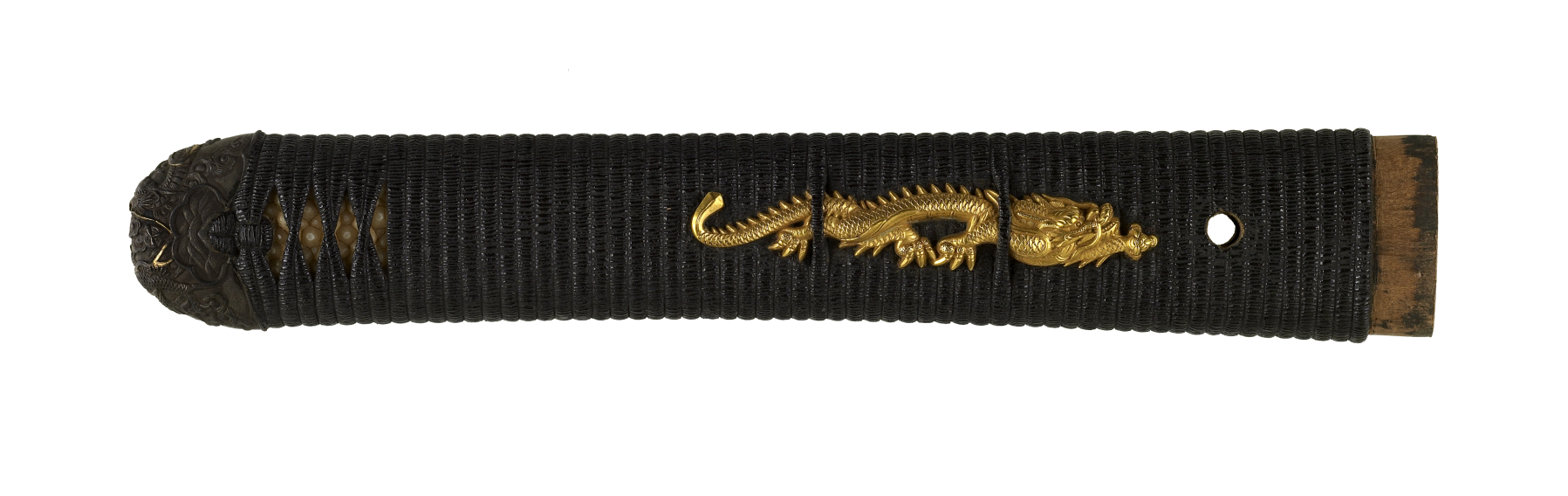
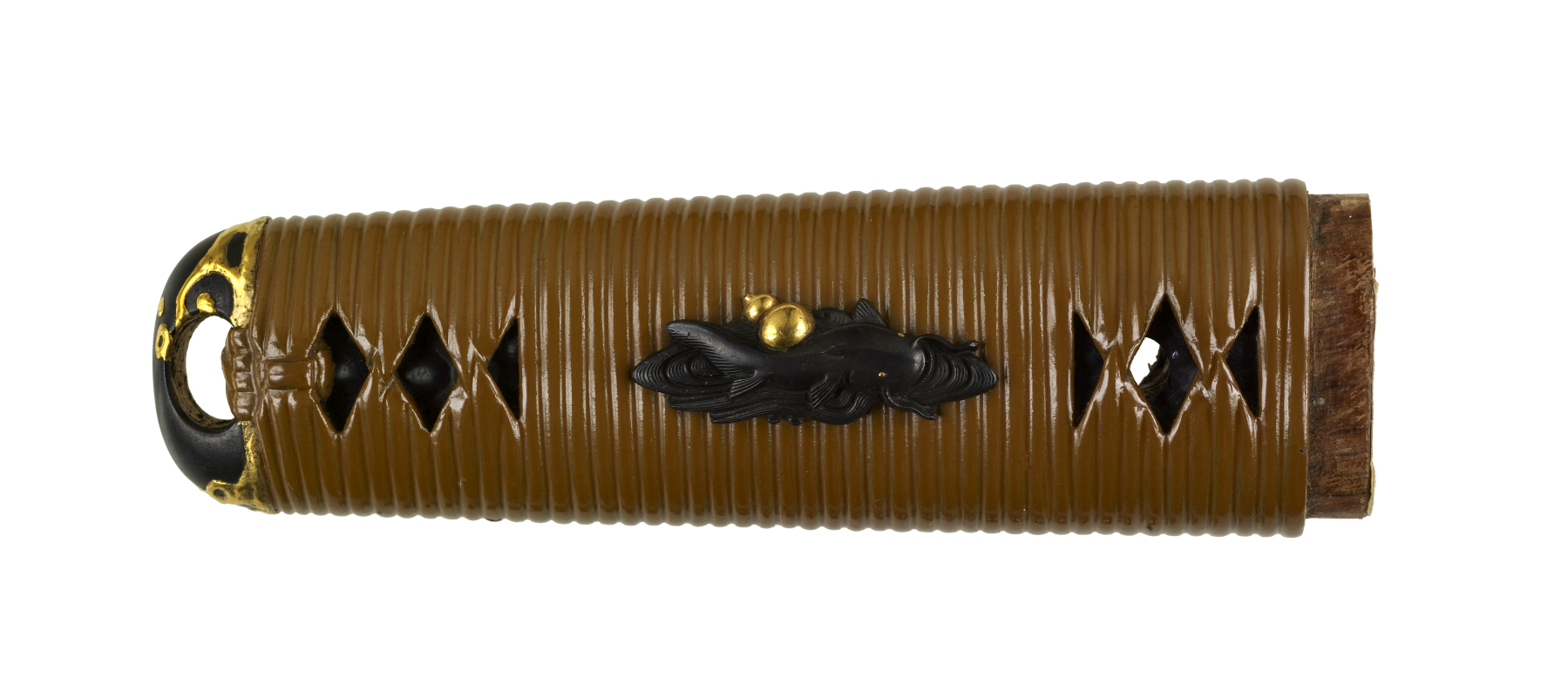
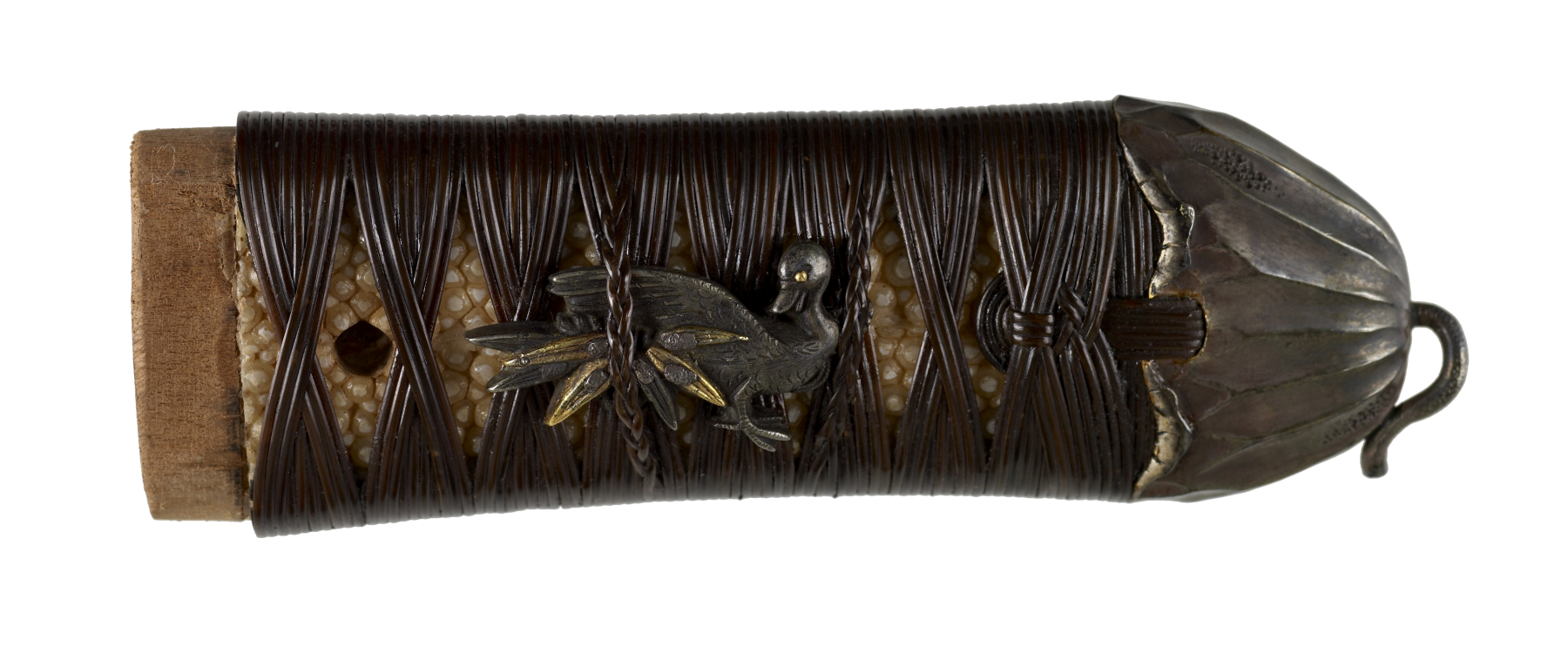
Cuka, menukival, álló libaformával, bambusszal.
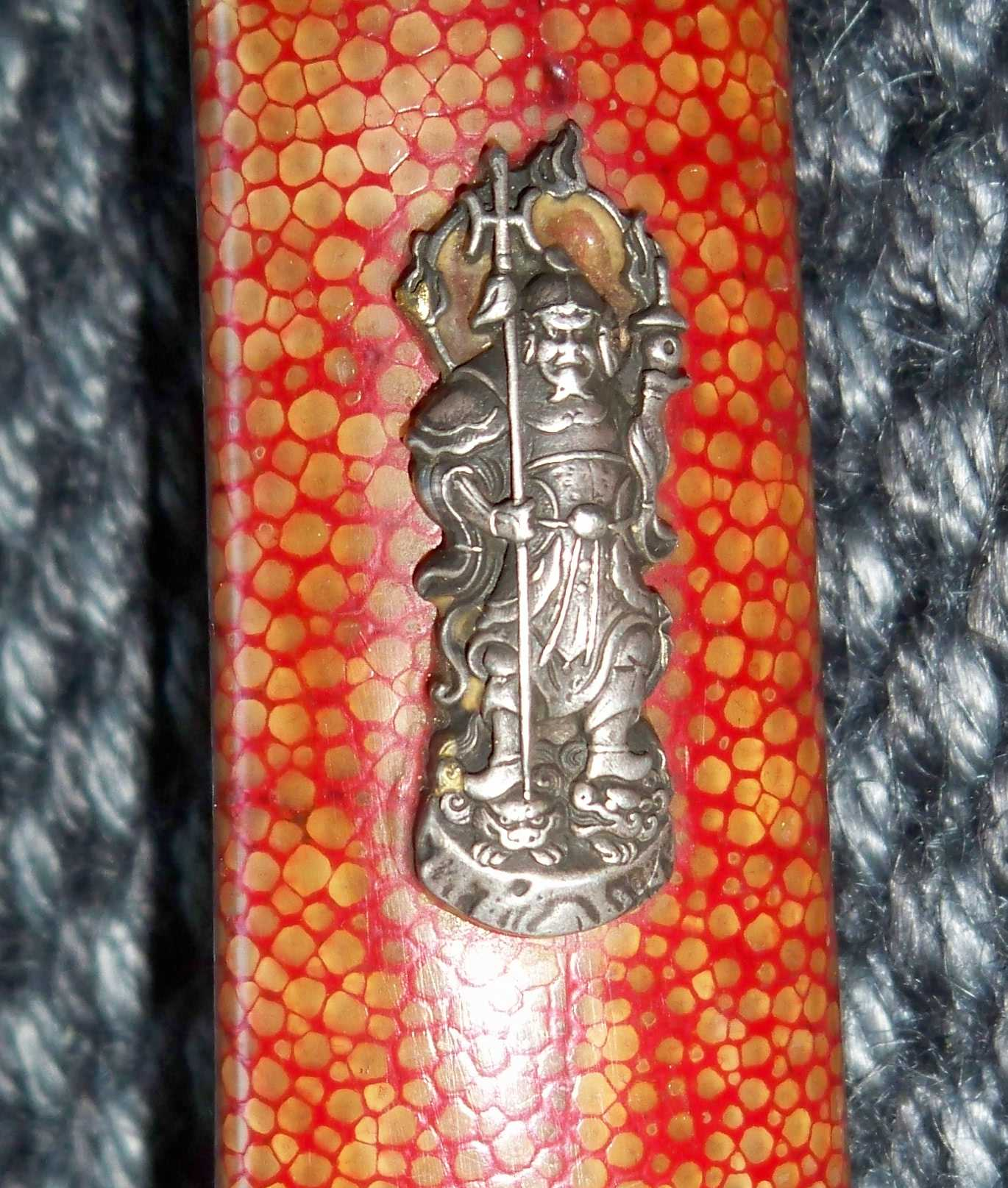
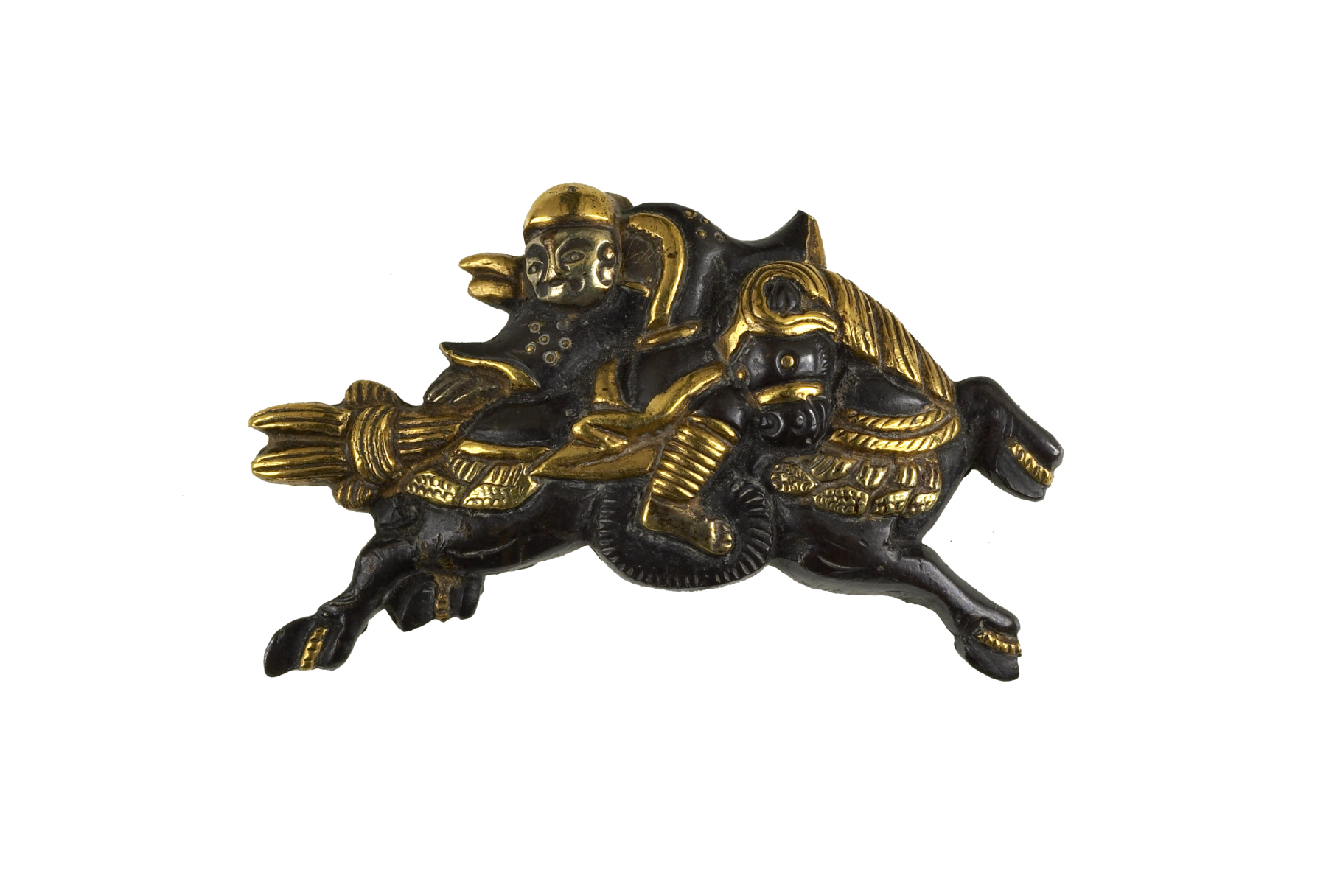
Lovas alakkal ábrázolt menuki.

- Samegava

A samegava rája bőr, amivel a markolatot burkolják be.

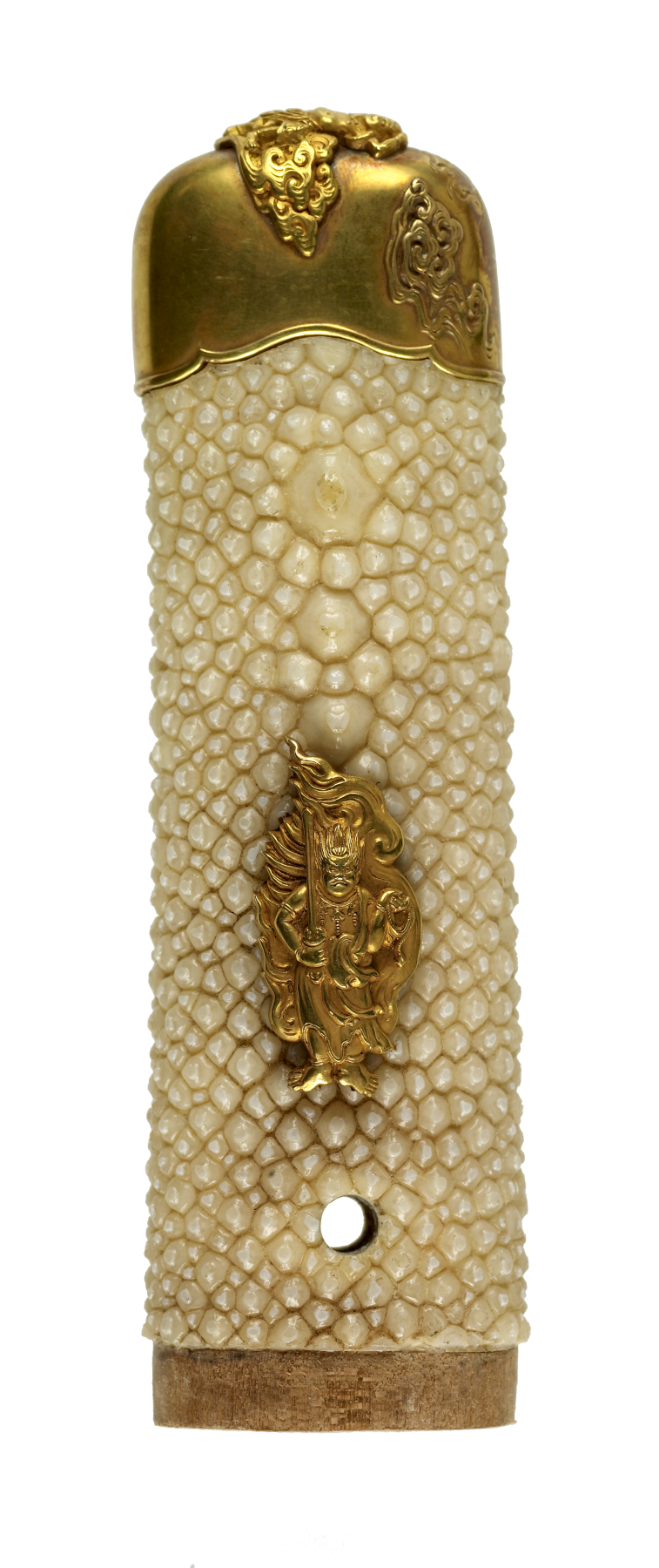
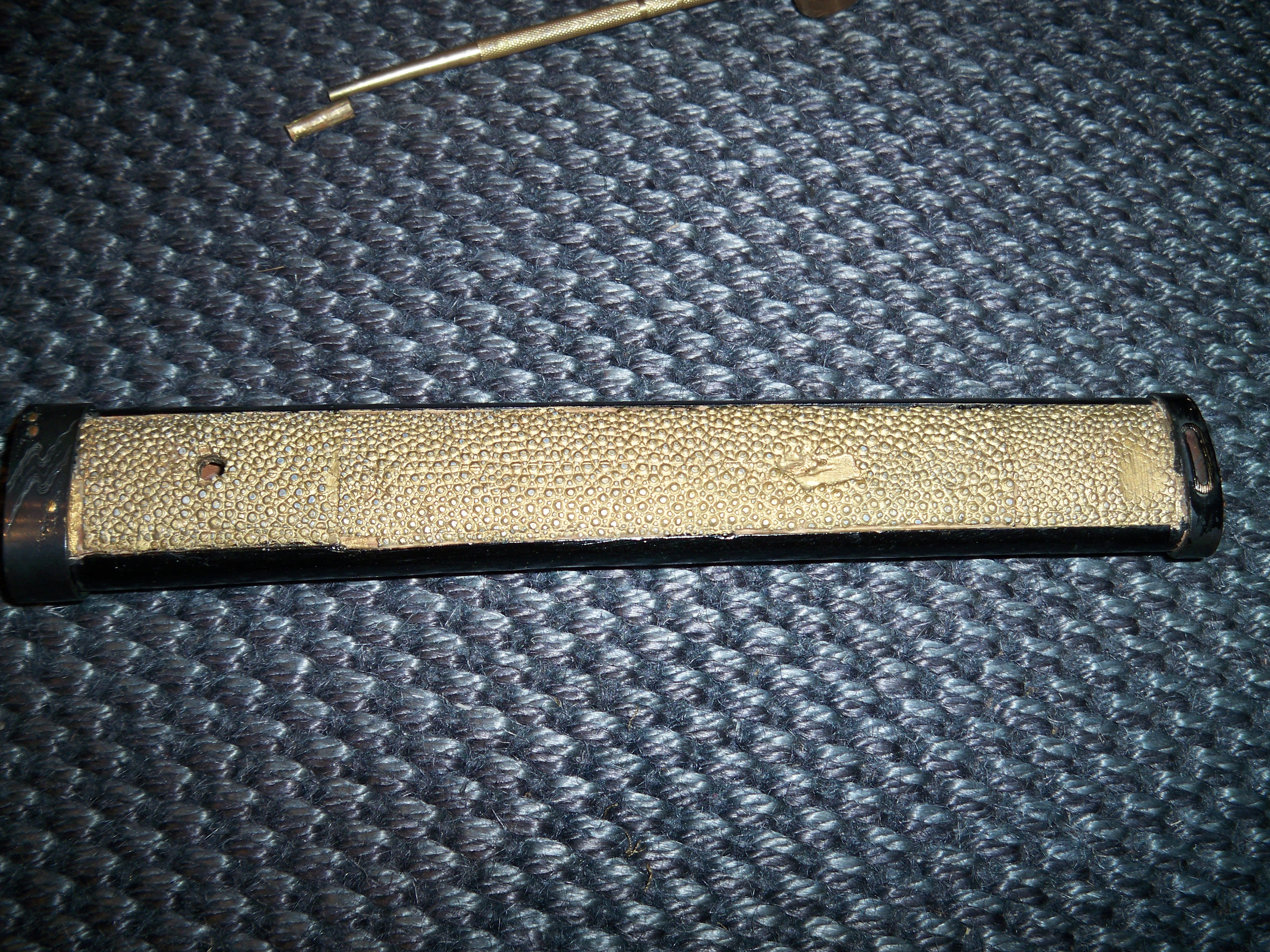
Cukán található samegava.
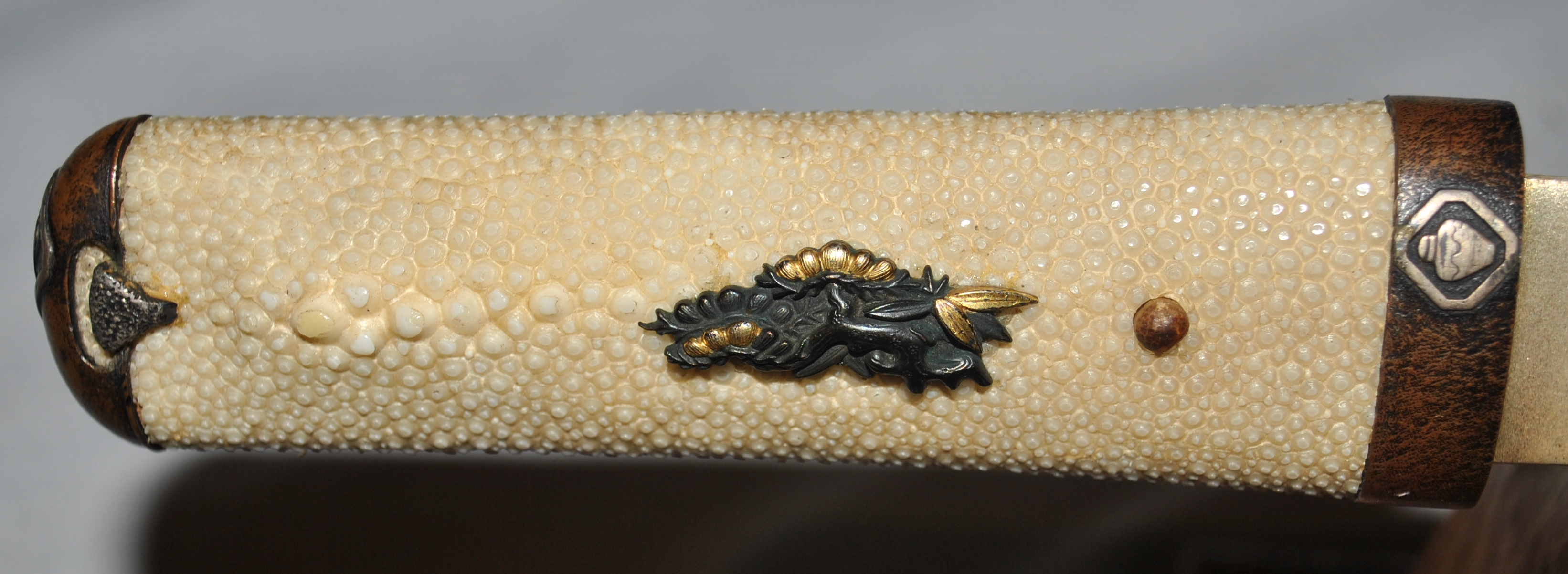
Tantó cukán található samegava.
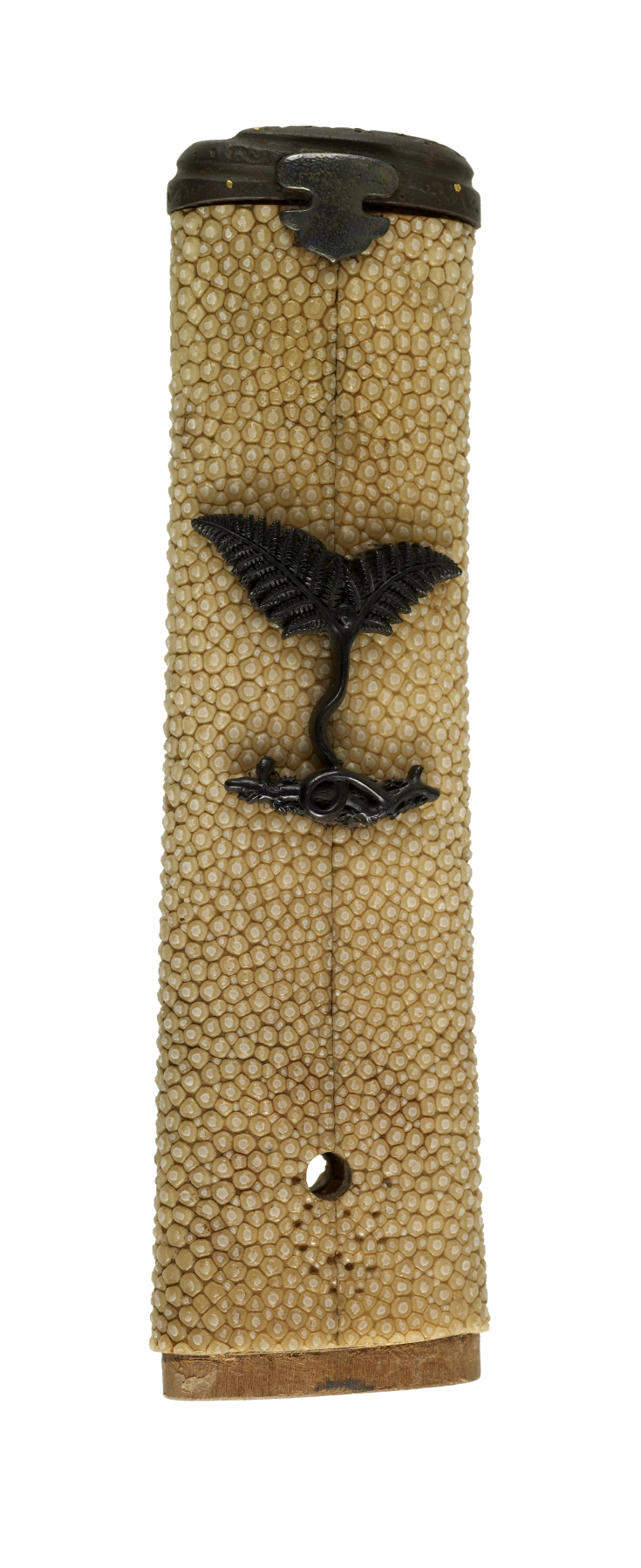
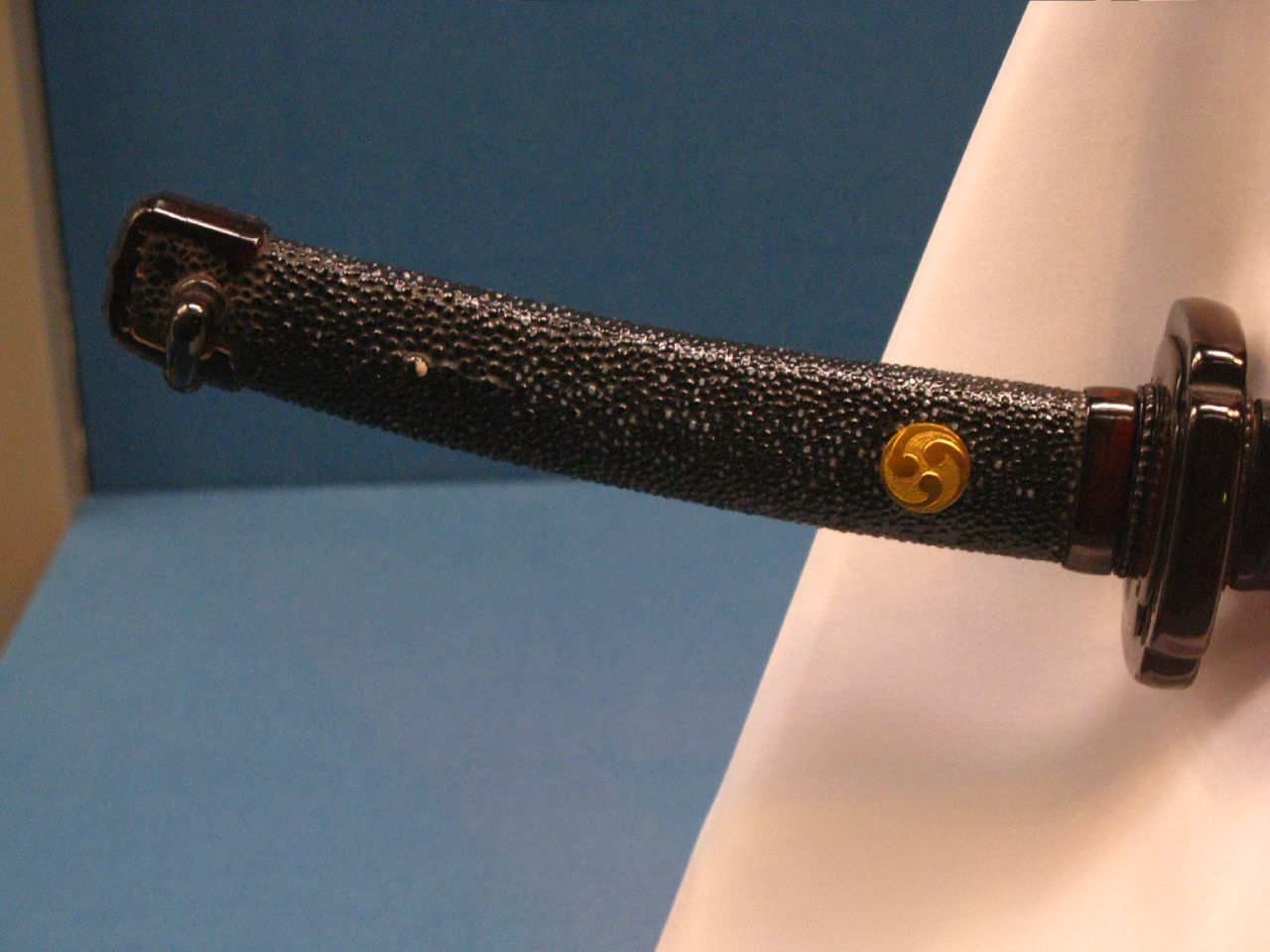

- Cukaito

A cukaito (Tsuka-ito) az, amivel a cukát becsomagolják, hagyományosan selyemből, de manapság egyre gyakrabban pamutból, és néha bőrből készítik.
- Fucsi

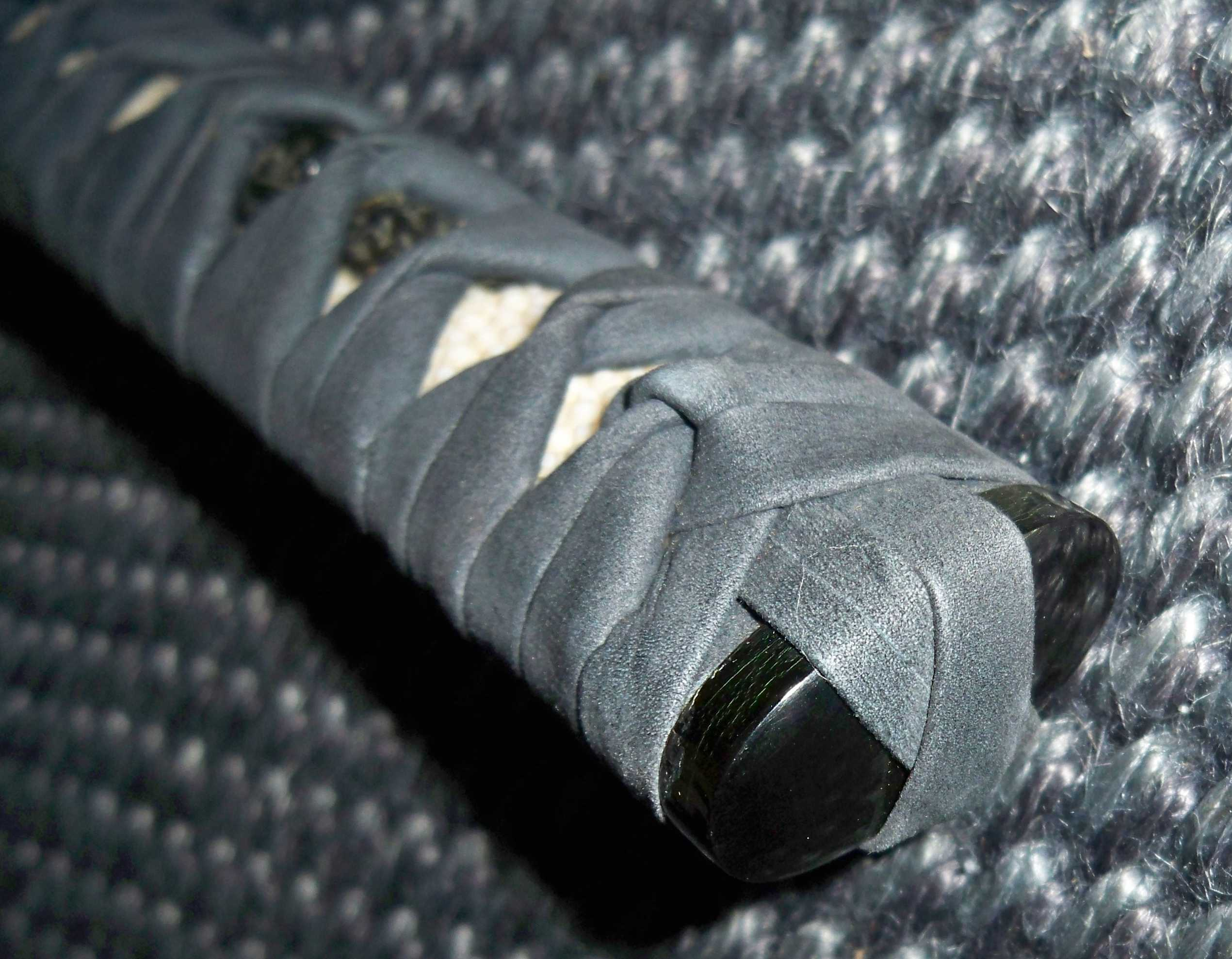
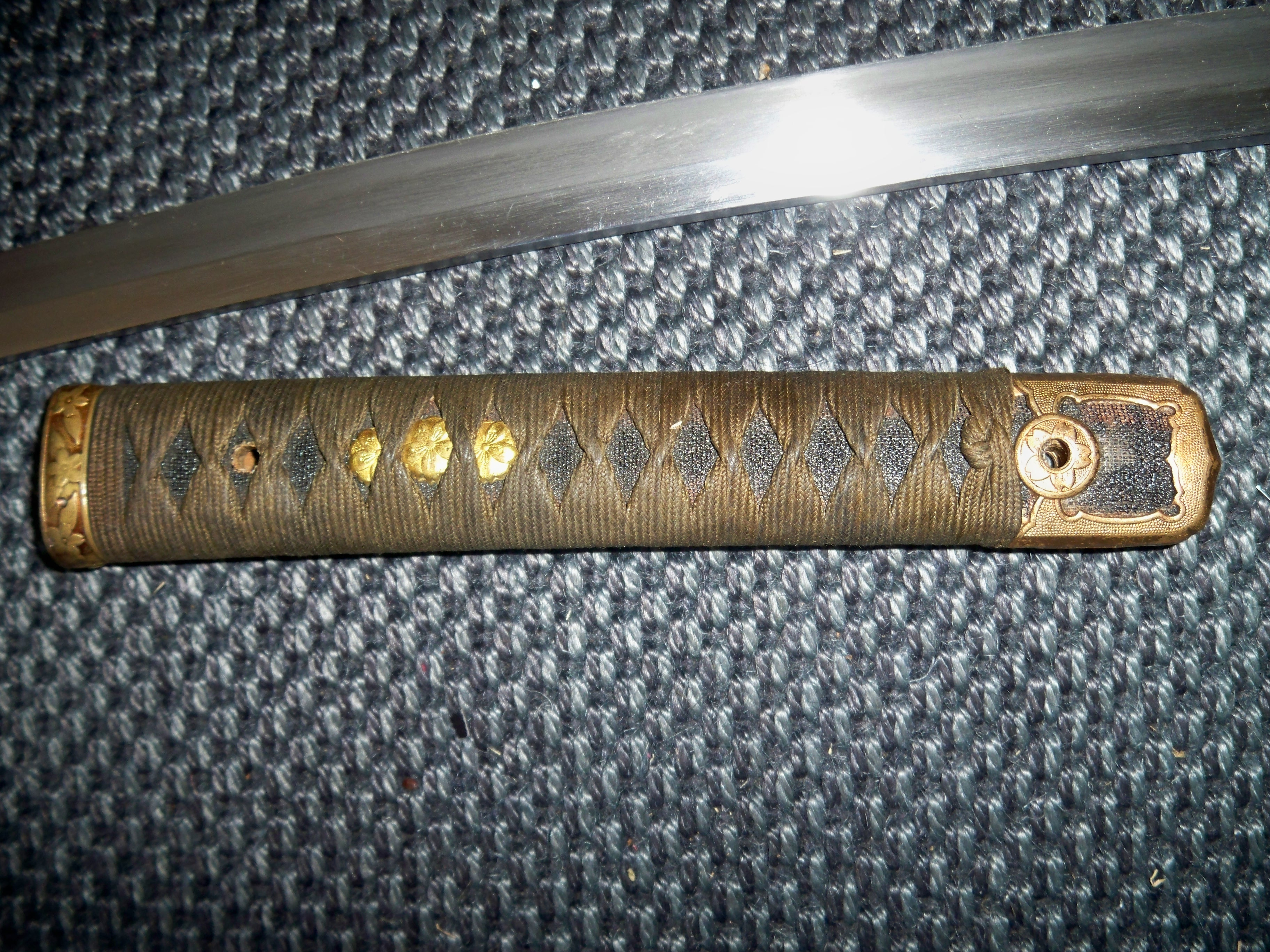
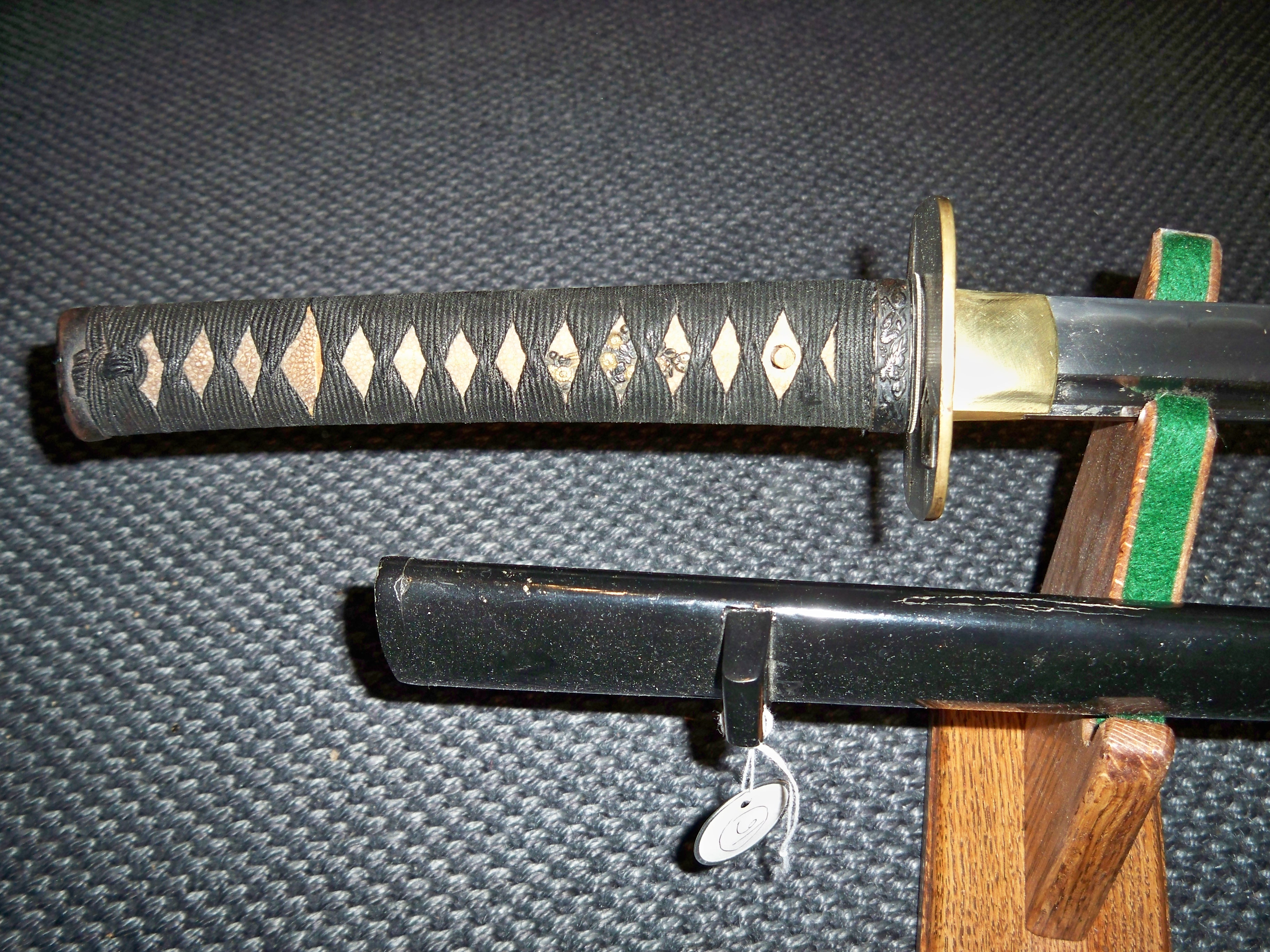
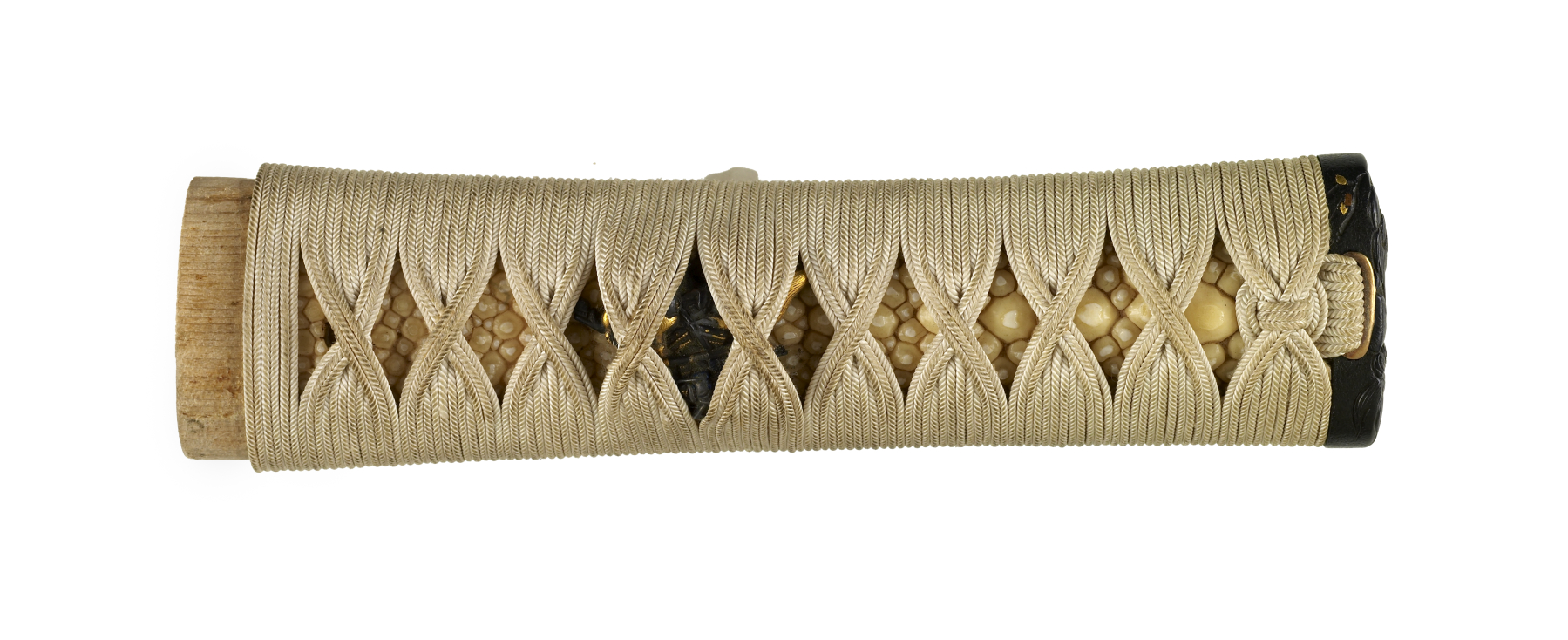
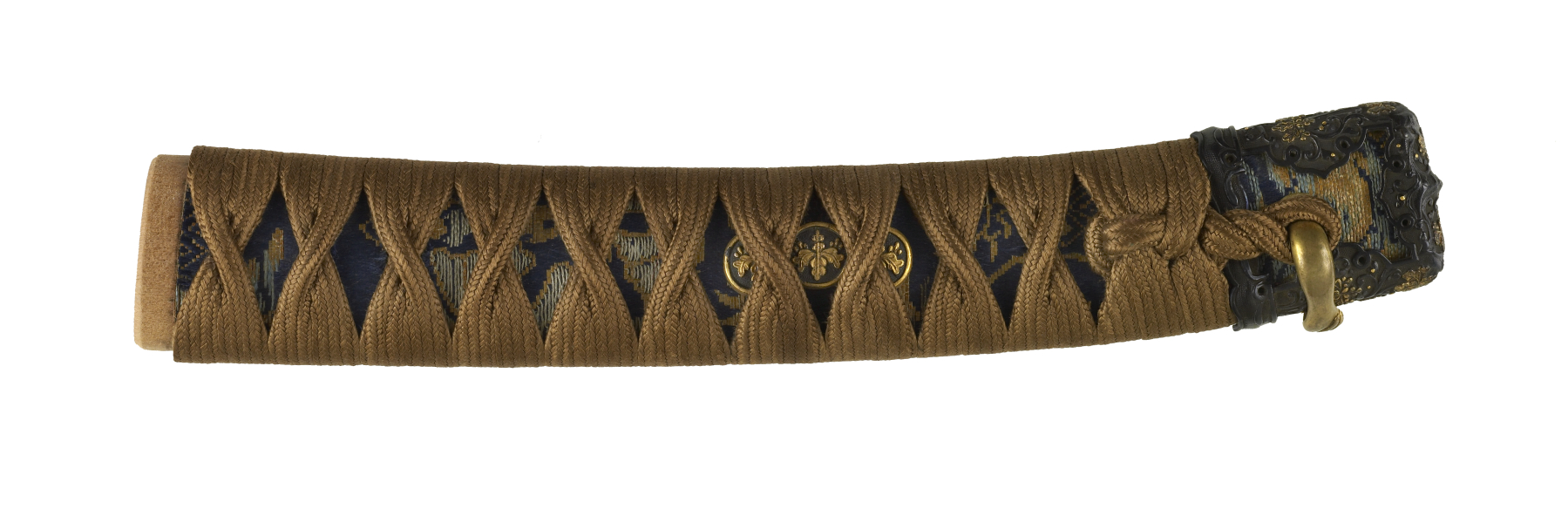

A fucsi egy gallér, vagy foglalat ami a cuka elejét befedi a japán kardoknál. A kard markolattüskéje átmegy a cukán keresztül a fucsi elejébe.

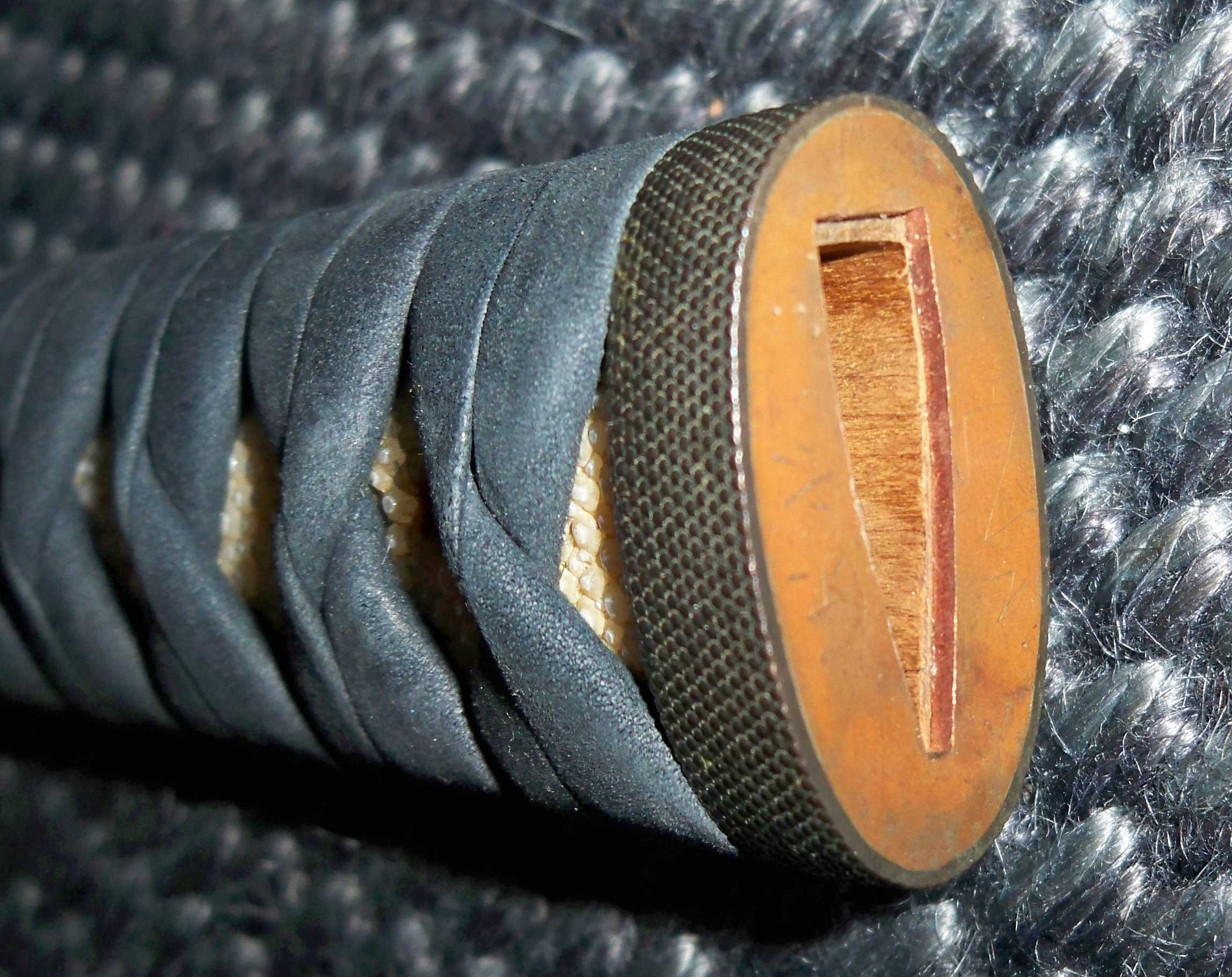
Katana fucsi.
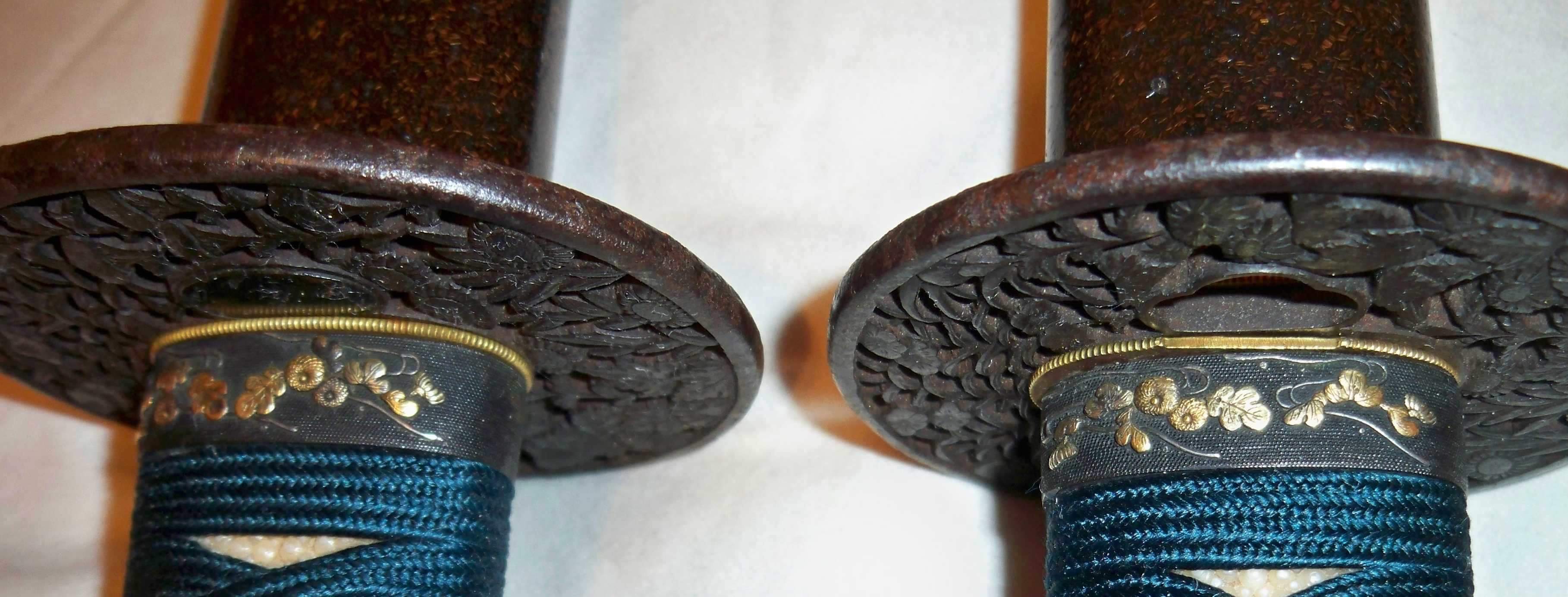
Daiso pár a fucsiból.
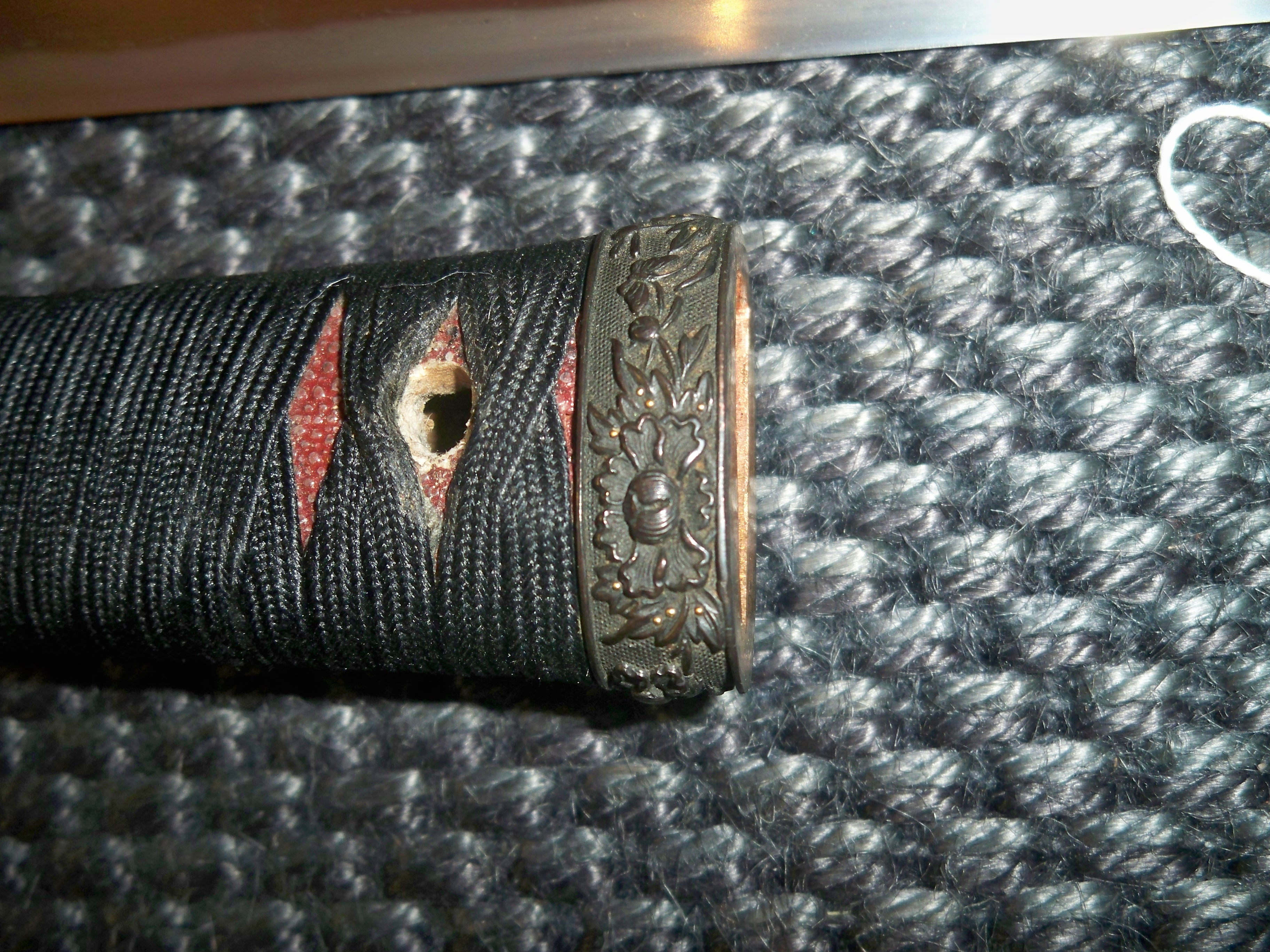
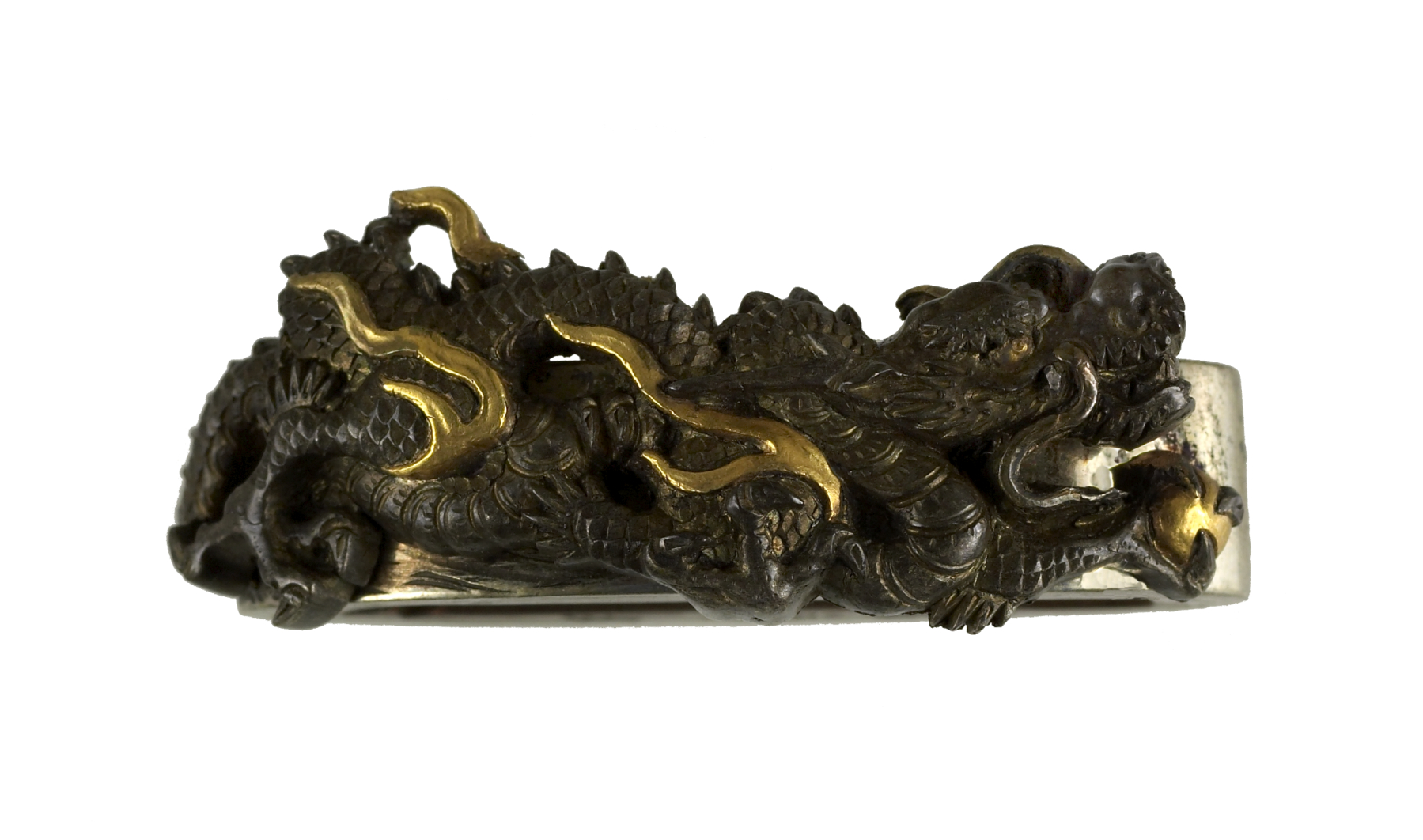
Fucsi sárkánnyal.
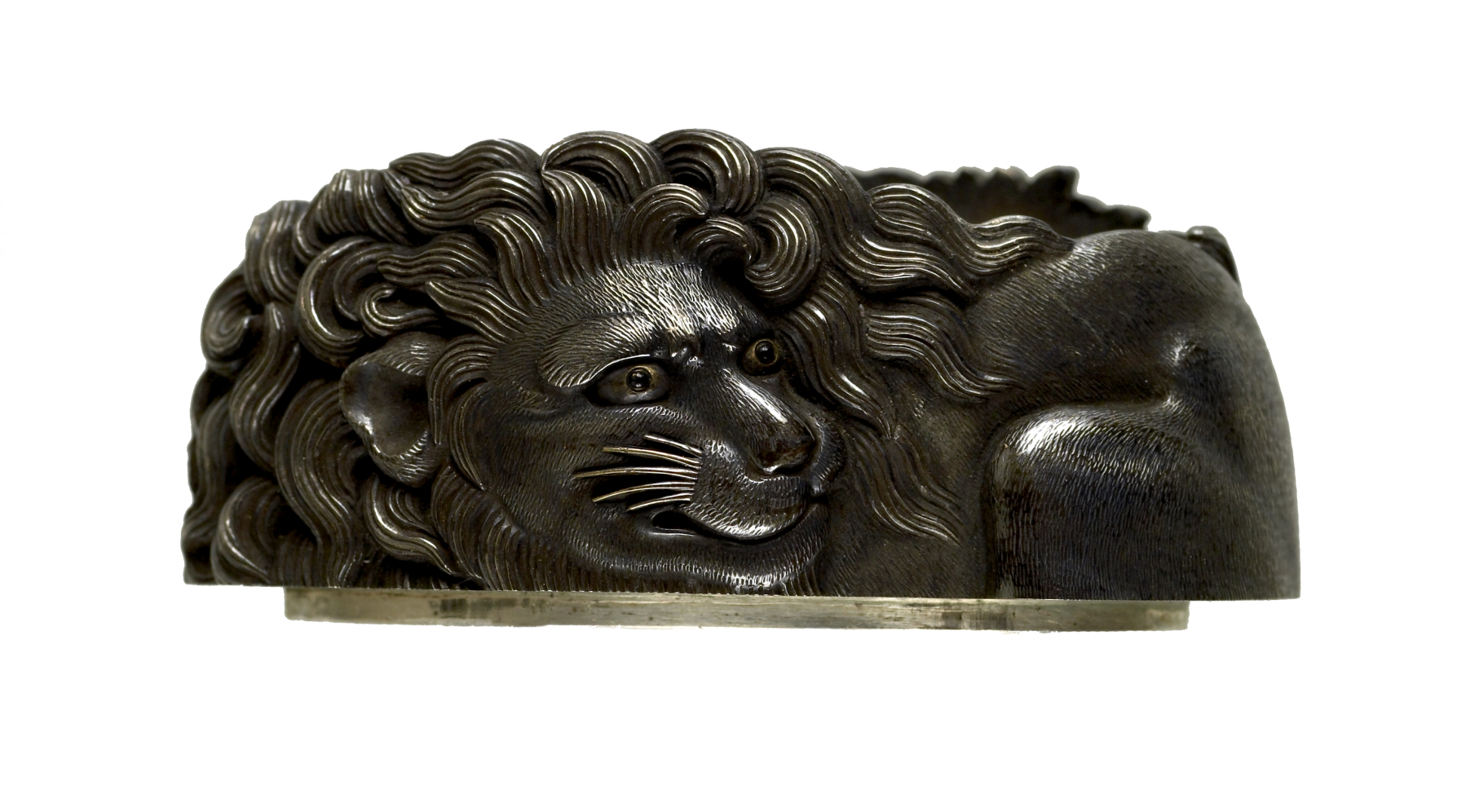
Ülő oroszlán ábrázolás fucsin.

- Kasira

A Kasira (kasira) egy tompa vonal vég (vagy nyeregkápa) a cuka végén.

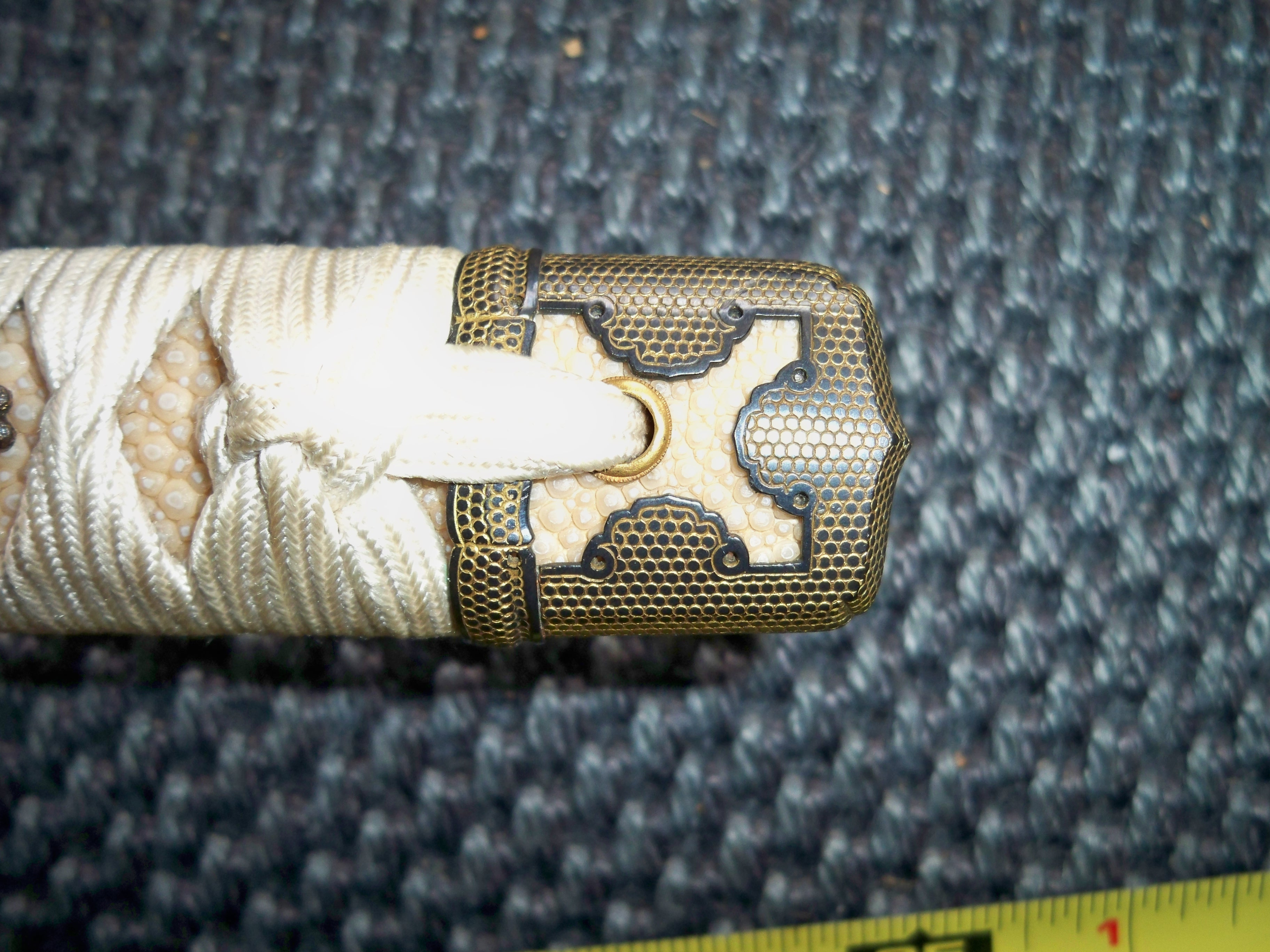
Katana kasira.
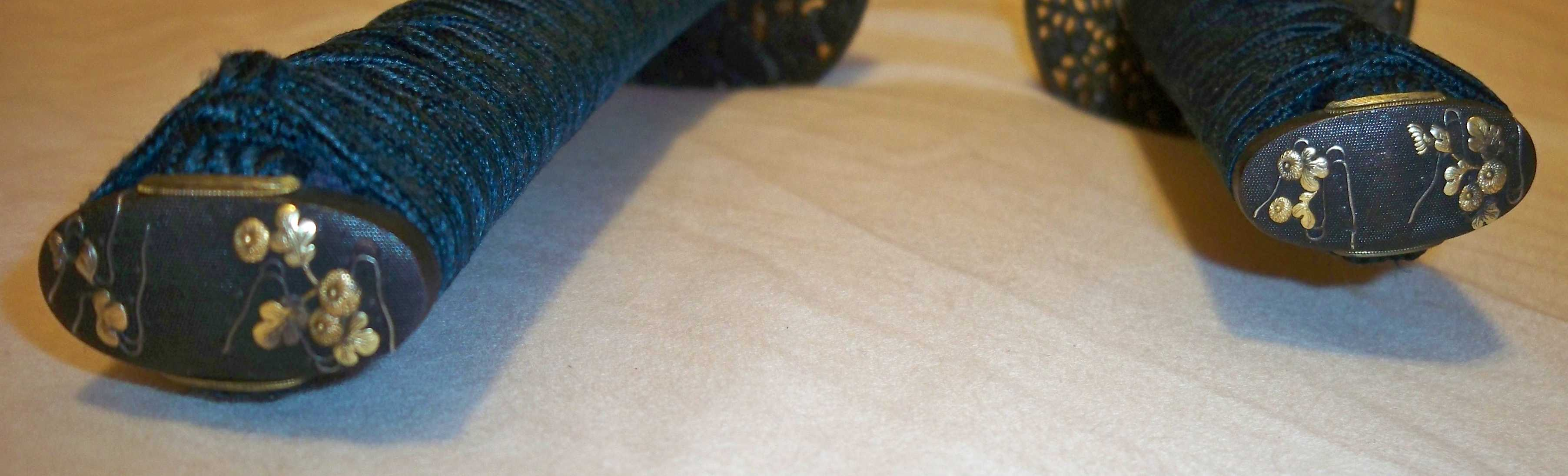
Daiso kasira, vakizasi és katana.
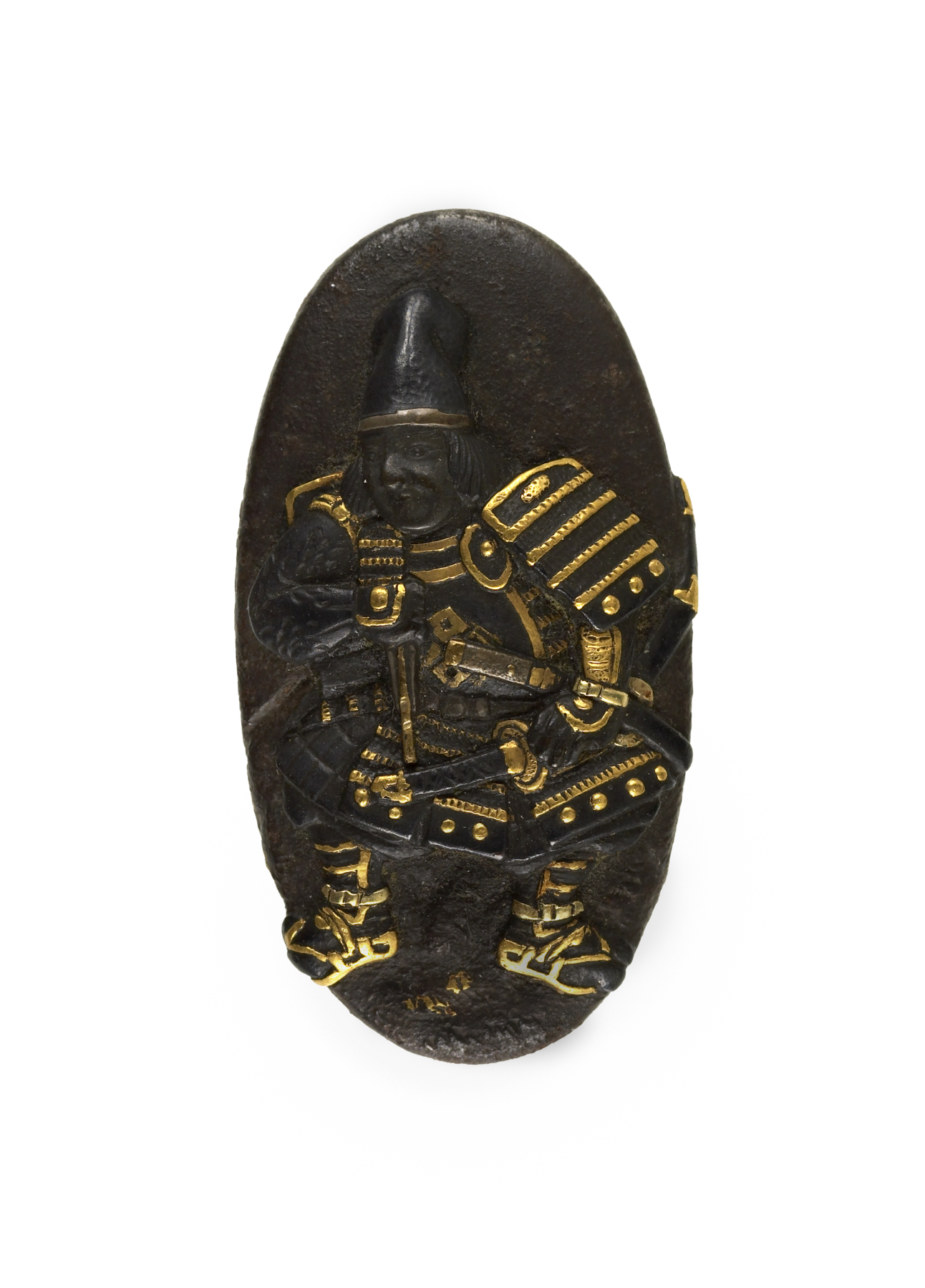
Kasira szamurájjal.
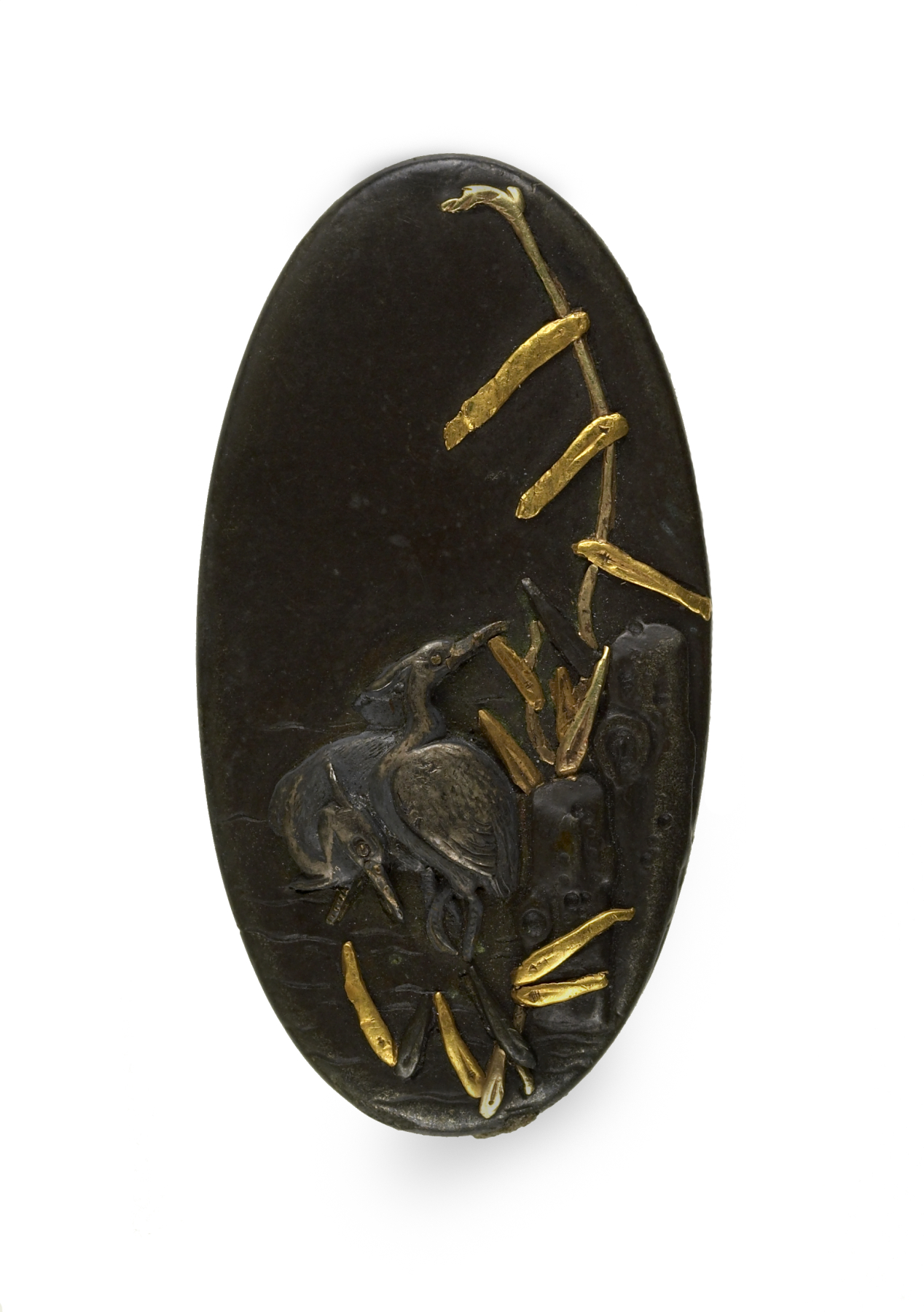
Kasira rajta egy gém és nád ábrázolva.
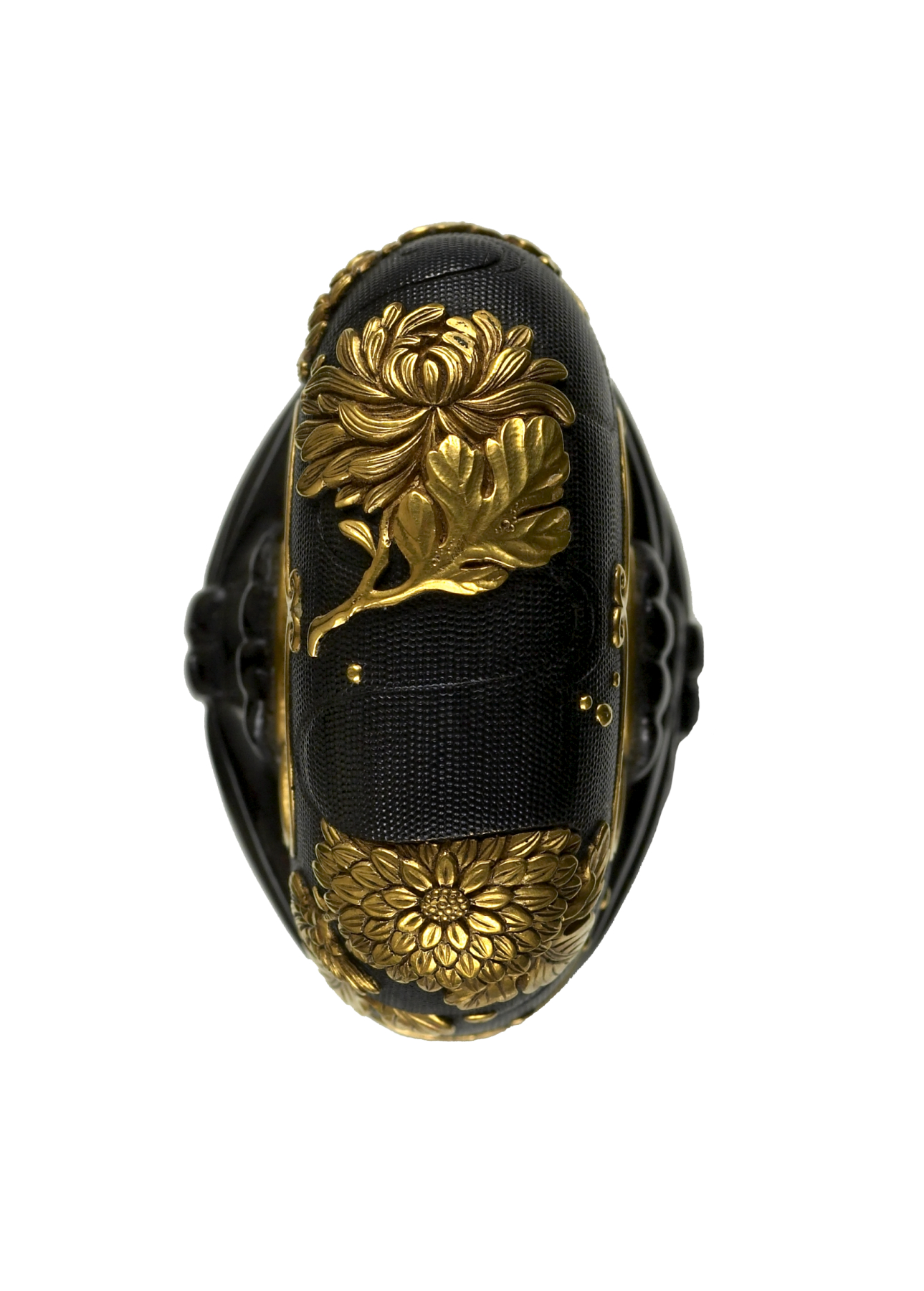

#### Cuba
A cuba (鍔, ’vagy 鐔’) általában kerek (esetenként négyzet alakú) keresztvas a markolat felett a japán fegyvereken, mint a katanán és különböző változatokon, például: tacsin, vakizasin, tantón, naginatán, stb. Hozzájárulnak a fegyver kiegyensúlyozottságához és a kezet védik. A cuba elsősorban a kezet akadályozza meg, hogy a pengére csússzon, mintsem hogy az ellenfél pengéjétől védjen. Csudan no kamae (chudan no kamae) keresztvas a cuba és a penge íve által van meghatározva. Átmérőre egy átlagos katana cuba 7,5–8 centiméter (3,0–3,1 in), vakizasi cuba 6,2–6,6 cm (2,4–2,6 in), és tantó cuba 4,5–6 cm (1,8–2,4 in).
A Muromacsi (Muromachi, 1333-1573) és Momoja (Momoya, 1573-1603) korszakban a cubának inkább a funkcióját tartották fontosnak, mintsem kinézetét, ezért erősebb fémekből készítették erősebb szerkezettel. Az Edo korszakban (1603-1868) béke volt Japánban, ezért a cuba inkább dísz lett, így kevésbé erős fémeket, például aranyat használtak hozzájuk.
A cubákat finoman díszítették, mára már gyűjtői darabok lettek. A cubát általában kézműves dinasztiák készítették, akik csak erre specializálódtak. Általában gazdagon díszítették őket. Továbbá a finomabb darabokat családi ékszerként kezelték, generációról-generációra adva őket. Szamuráj múltú családoknál a család címere is szerepel a cubán. A cuba különböző fémekből és ötvözeteikből készülhetett, mint a vas, acél, réz vagy sakudó (shakudō). Egy párbajban a felek a cubánál rögzítve feszültek egymásnak, próbálva a másikat ellökni, hogy megfelelő pozíciót szerezzenek egy csapáshoz. Ezt a helyzetet cubazeriainak (tsubazeriai, 鍔迫り合い) nevezik, ami a kendóban (kendo) is gyakori látvány.

A mai japánban a cubazeriai szó azt is jelenti, hogy keménynek lenni egy versenyben.

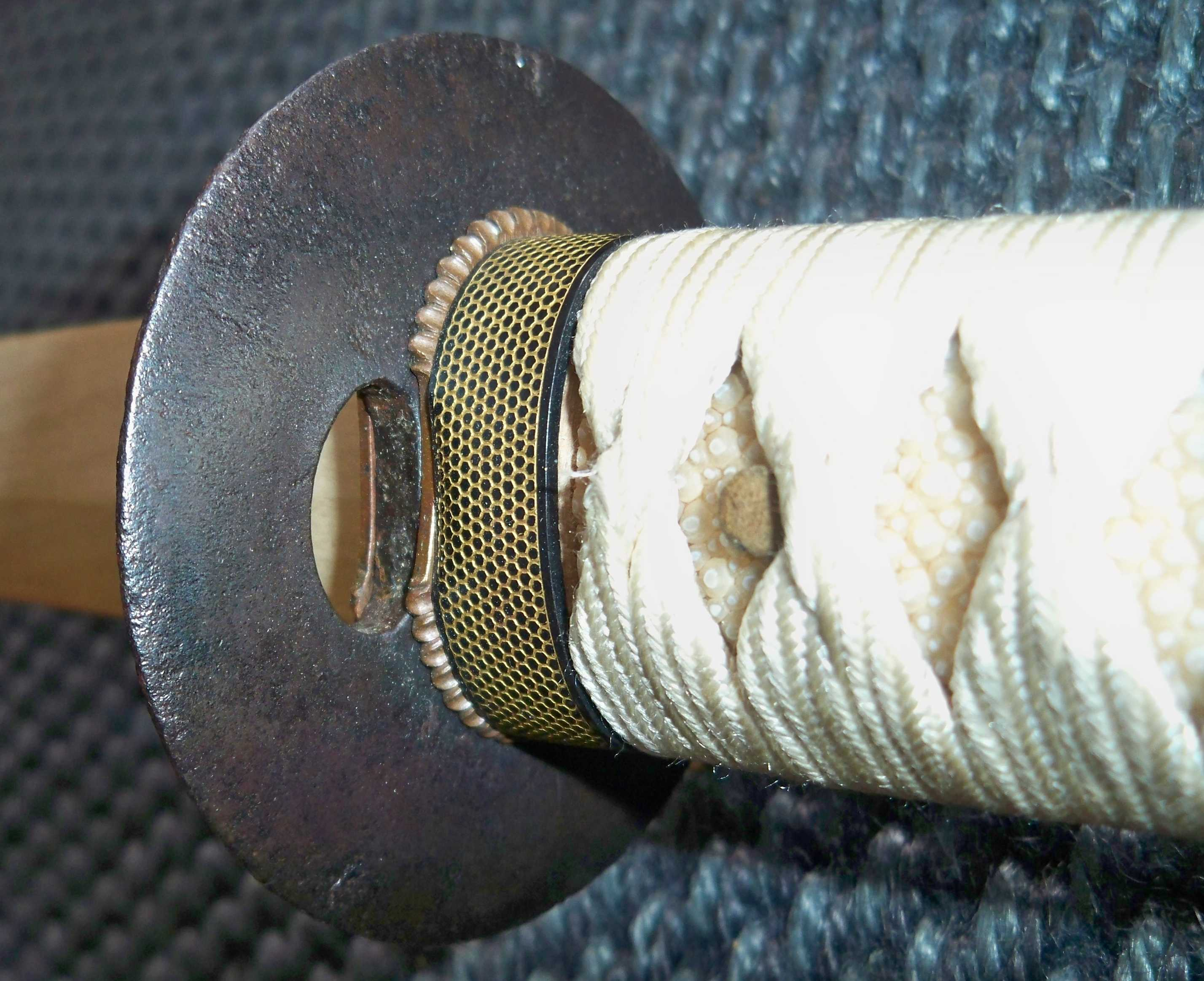
Katana cuba.
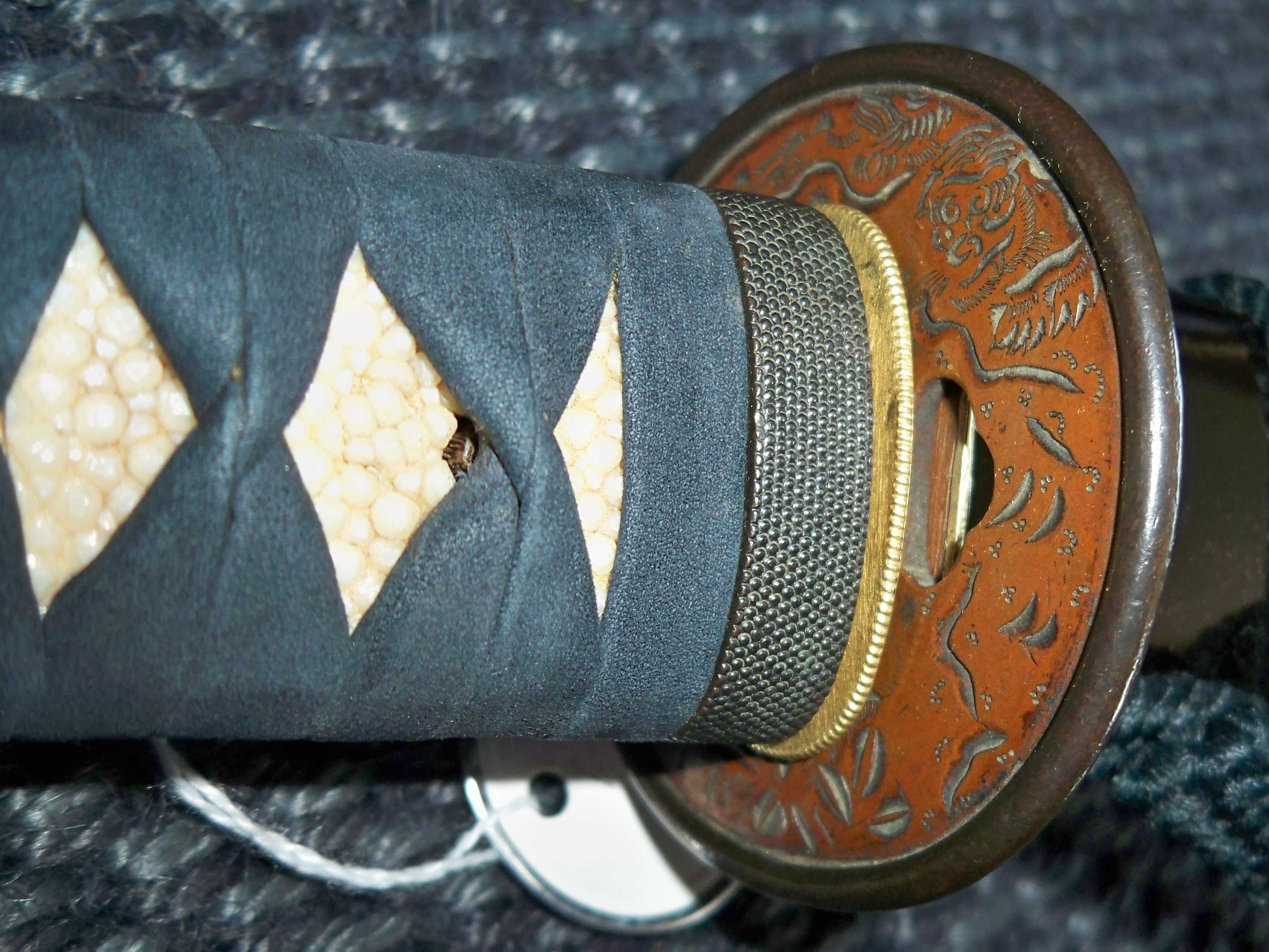
Katana cuba.
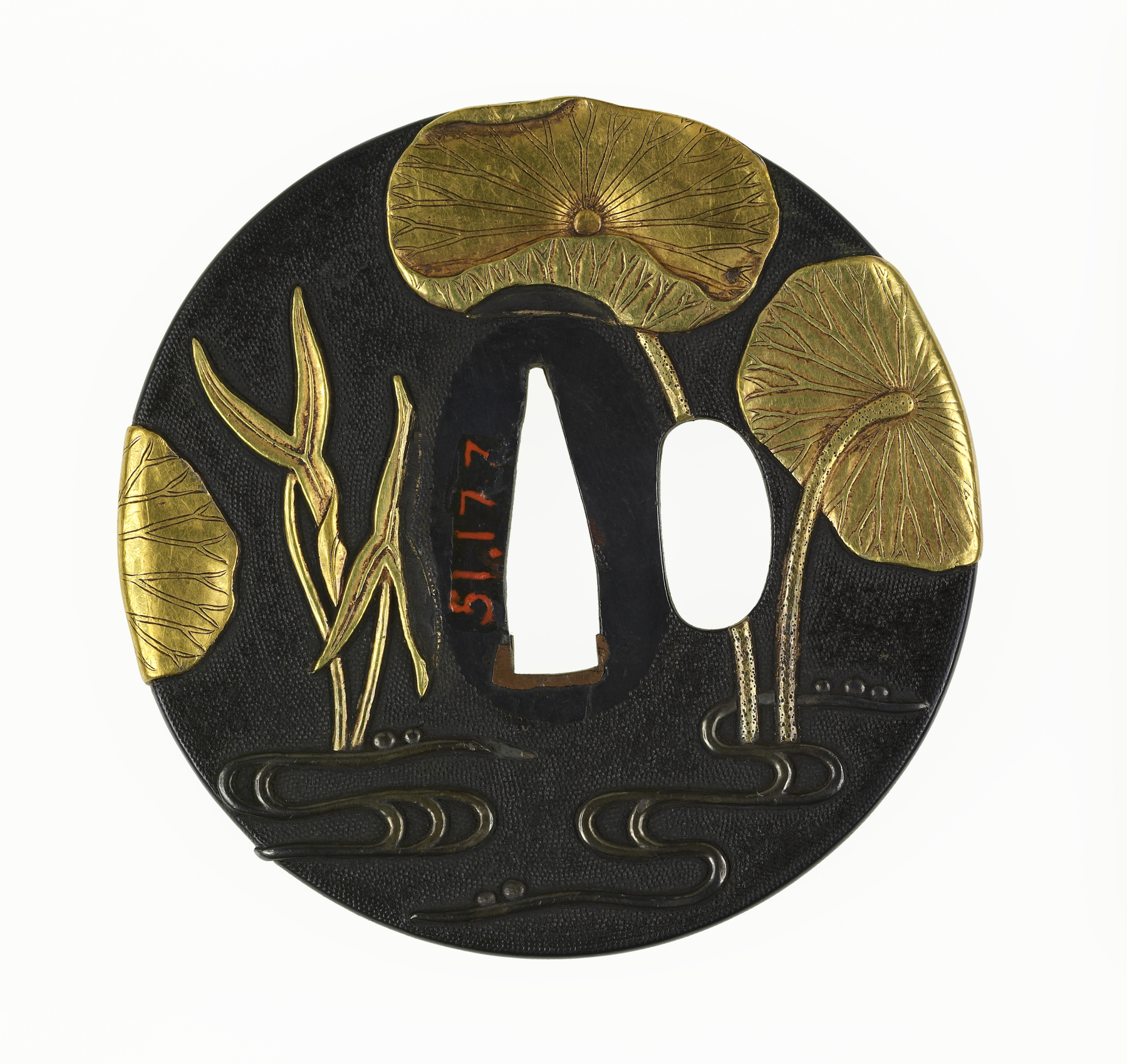
Lótusz virágos cuba.
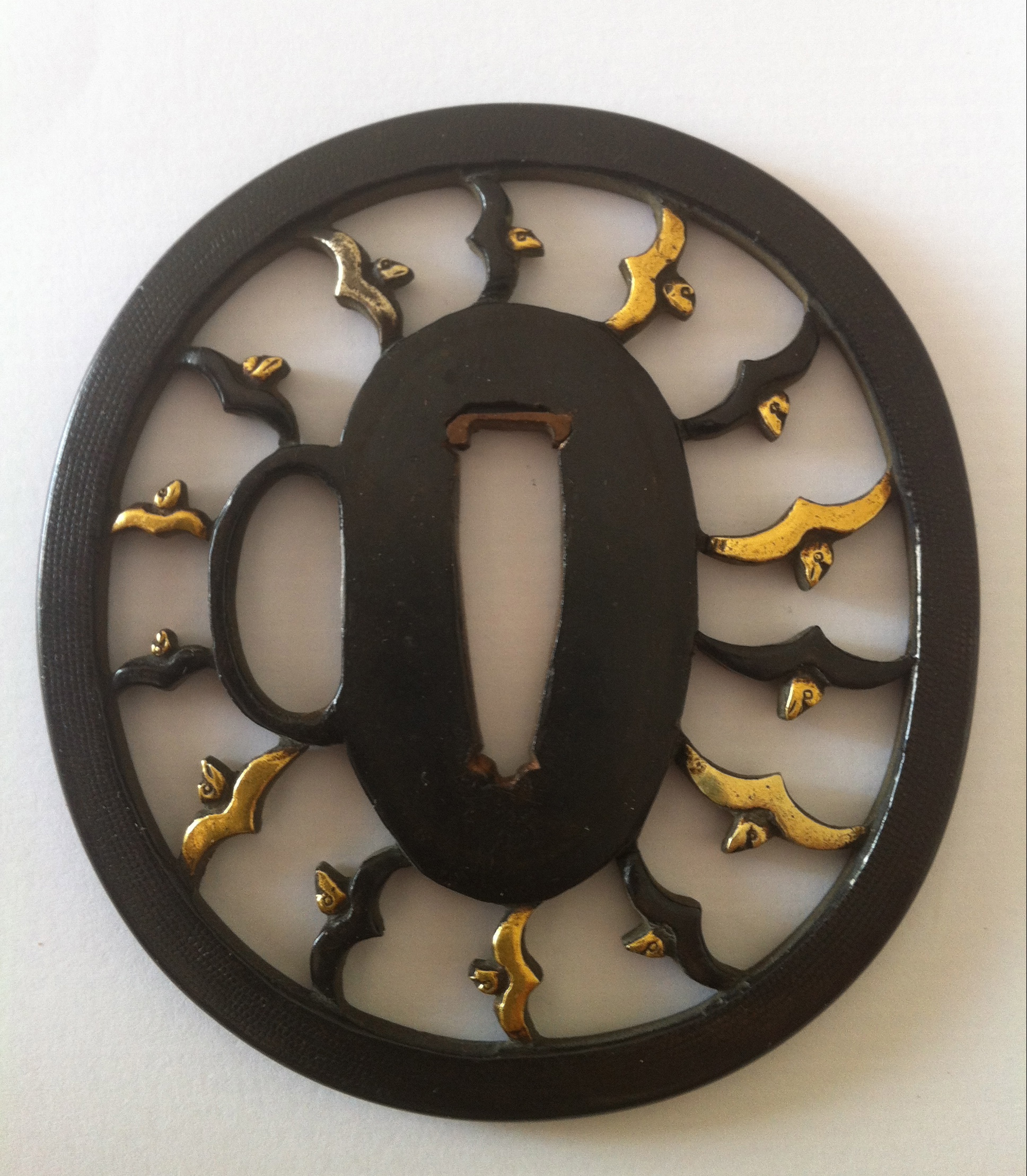
Sakudo Cuba (Shakudo Tsuba) - Csidori (Chidori) a levegőben.
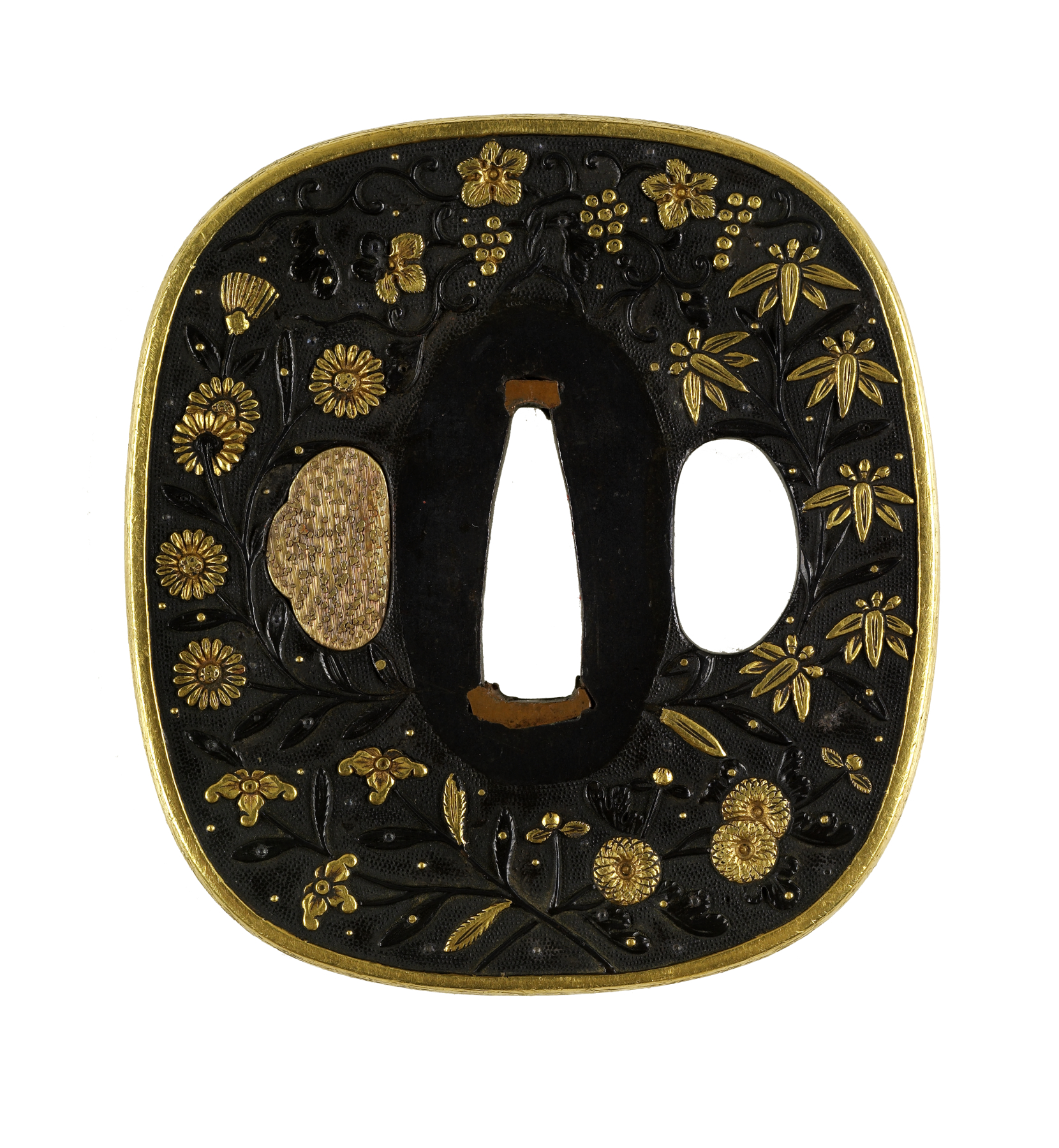
Cuba őszi virágokkal.
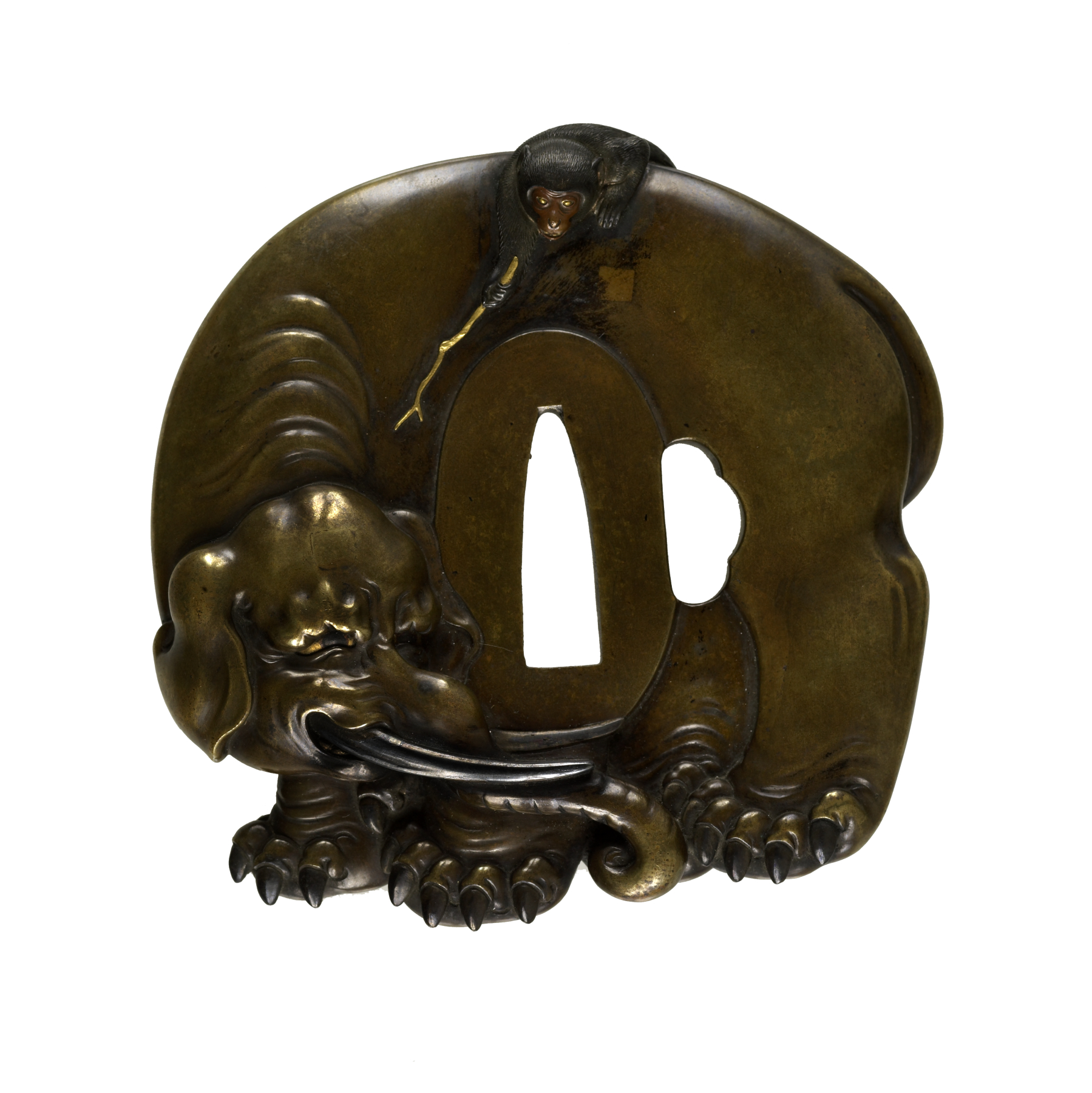
Majom és elefánt kötekedése cubán ábrázolva.
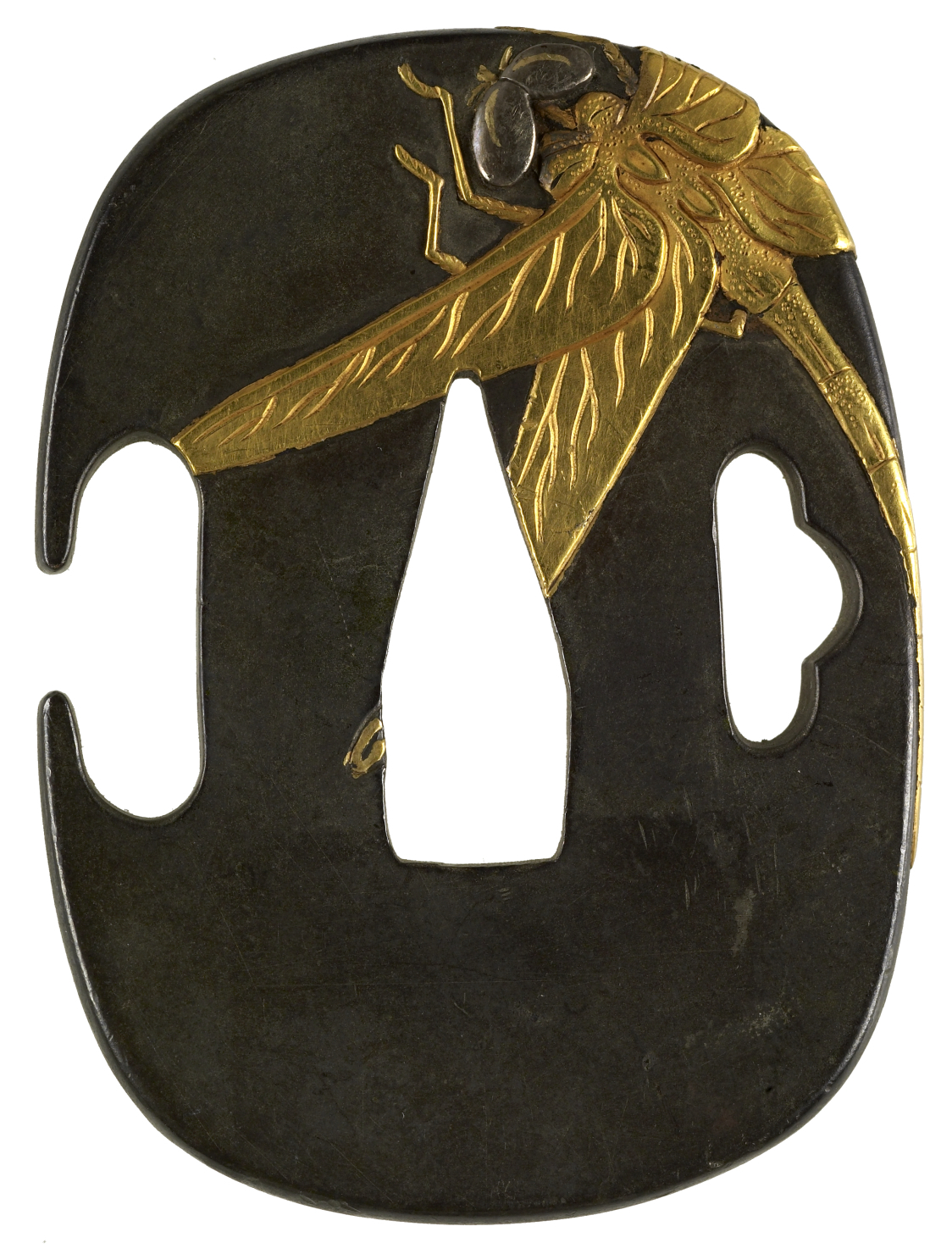
Szitakötő ábrázolása cubán sibuicsiből (shibuichi).

#### Szeppa
A szeppa alátét, ami a cuba alatt és fölött helyezkedik el, arra szolgál, hogy rögzítse, ez pedig lehet díszes, vagy sima is.

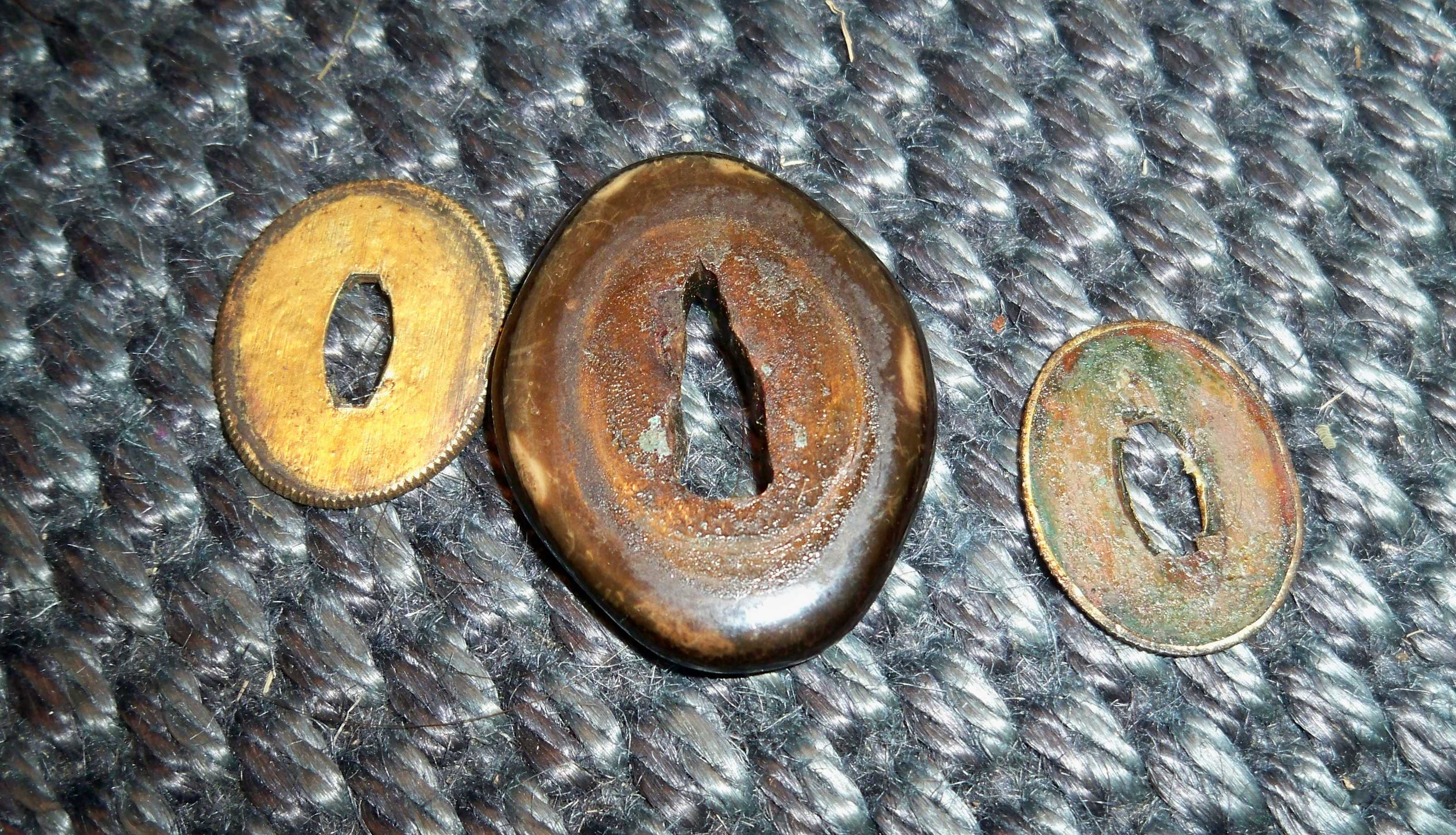
Tantó cuba és két szeppa.
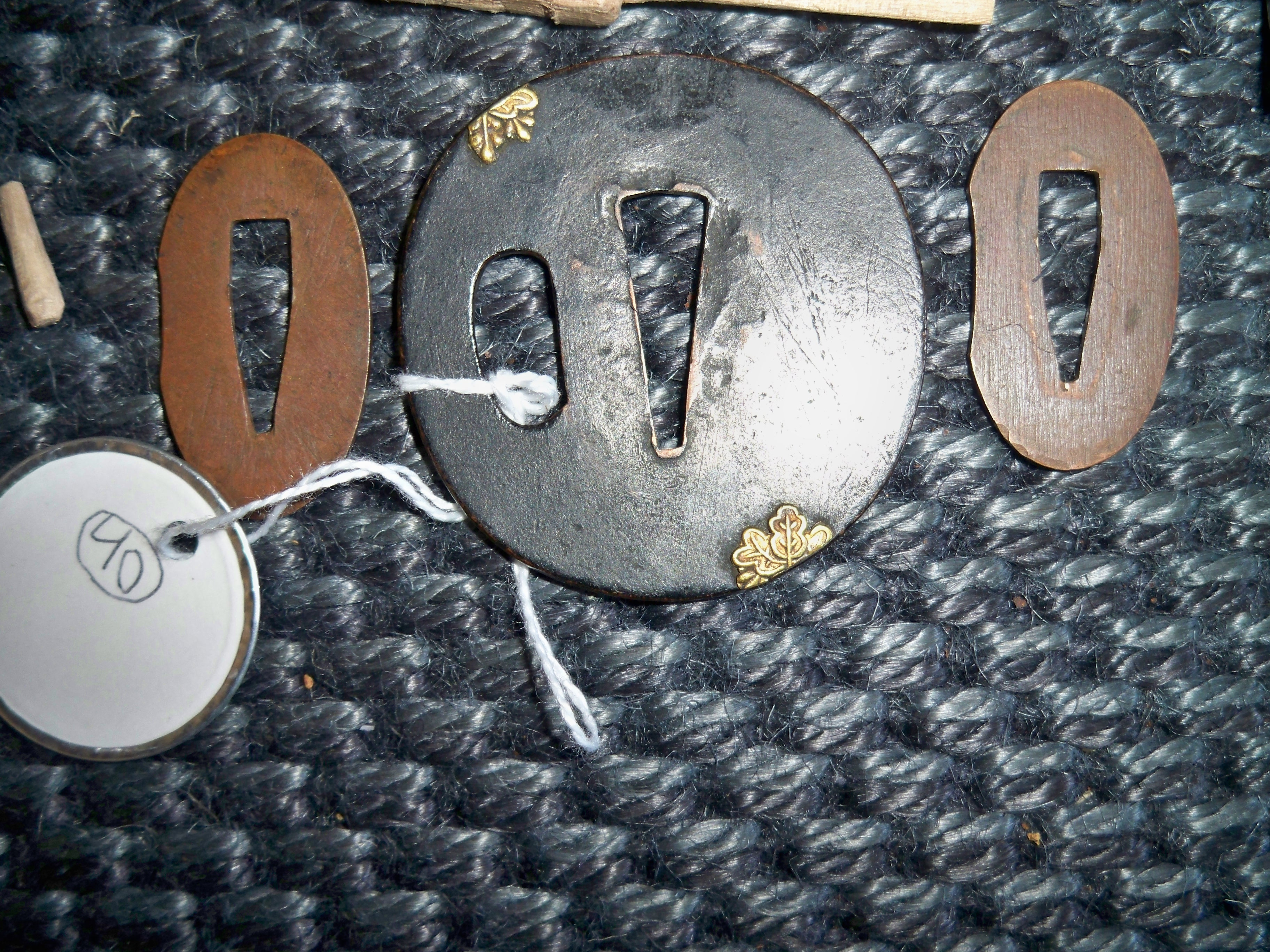
Tantó cuba és két szeppa.
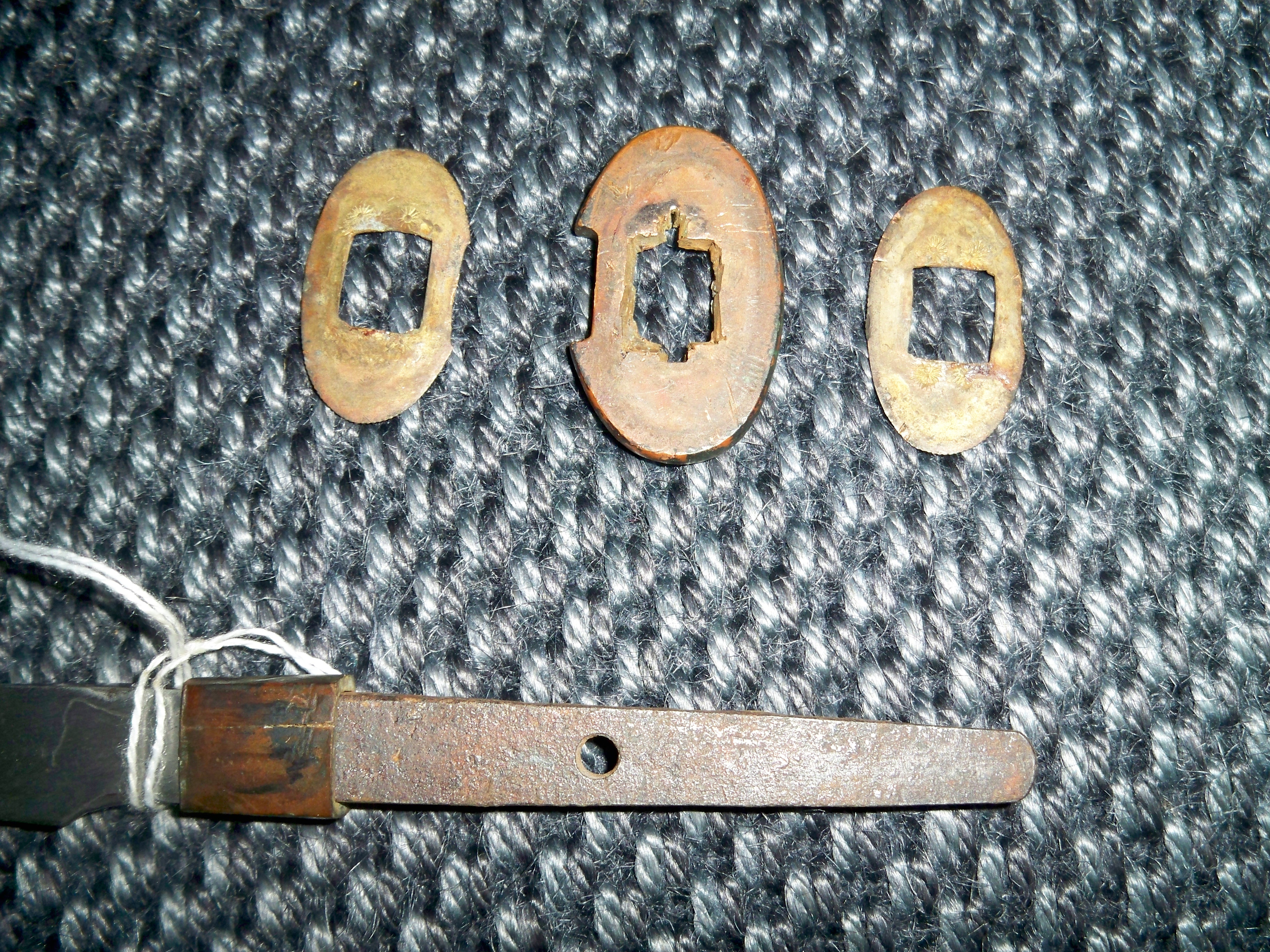
Jari tantó cuba és két szeppa.
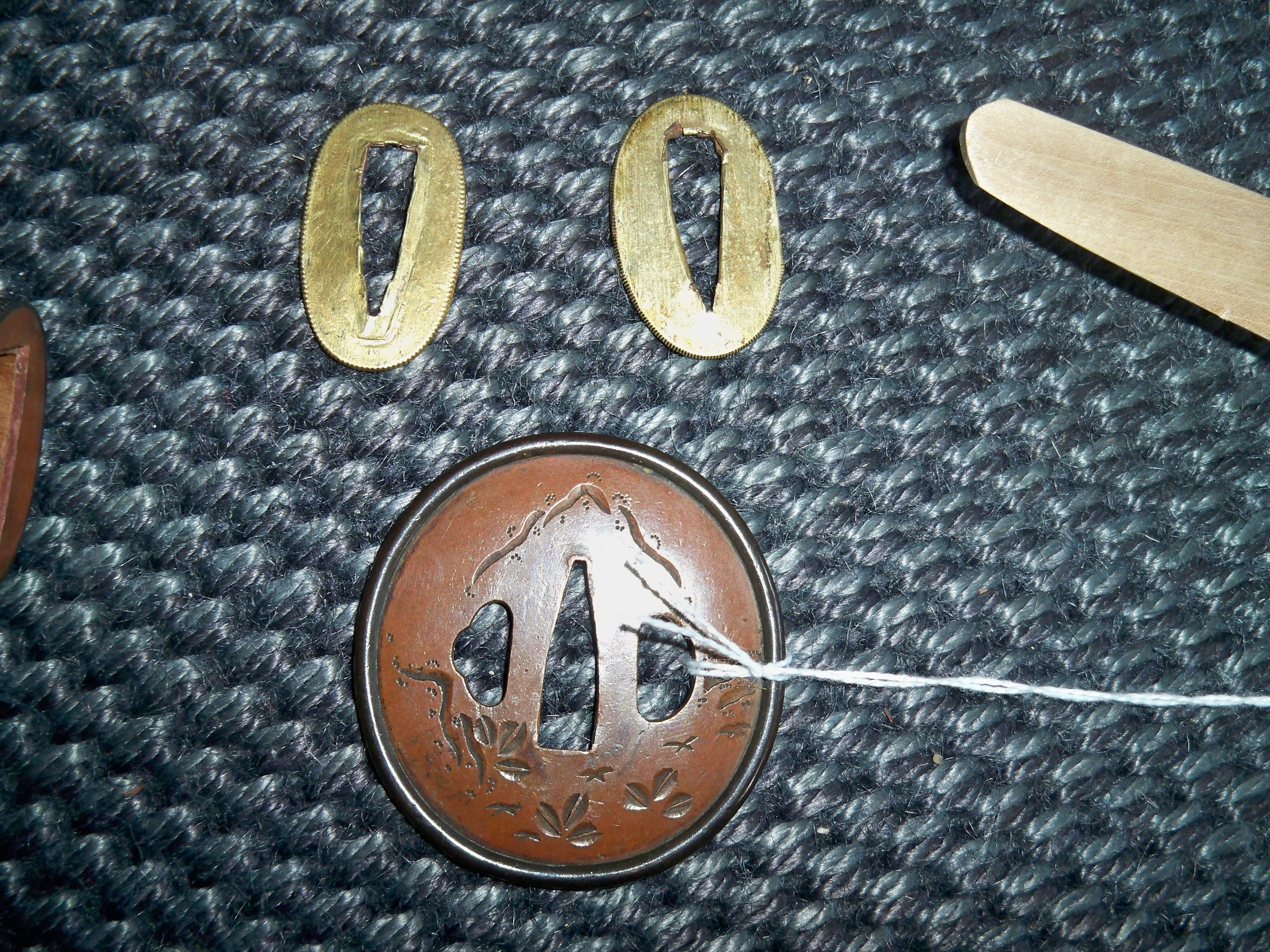
Cuba és két szeppa.
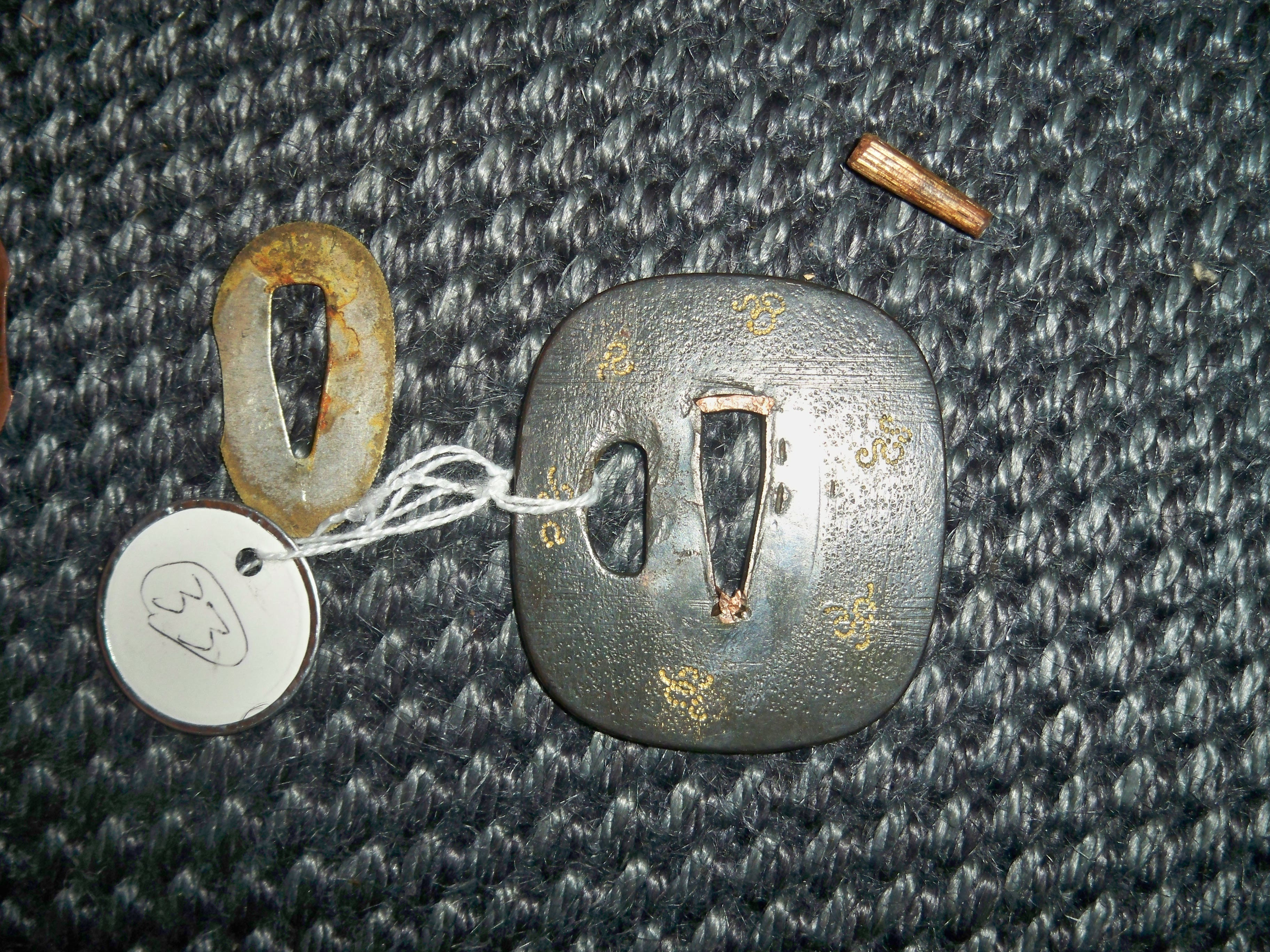
Vakizasi cuba és egy egyszerű szeppa.

#### Habaki
A habaki (鎺) egy ék alakú fém-gallér, ami bekeríti a japán kardok alapját. Két célja van, az egyik, hogy a cubát a kardhoz szorítsa, helyhez kösse, a másik pedig hogy meggátolja a fegyver szajából, vagyis hüvelyéből való kiesését.
A habaki fontossága a kard kihúzásánál mutatkozik meg. A hüvely tetején hüvelykujjal nyomják meg a keresztvasat annyira, hogy a habakit felfedjék. Ez a folyamat a koigucsi no kirikata (koiguchi no kirikata, 鯉口の切り方). A pengét szabaddá téve nagyon gyorsan elő lehet húzni. Ez úgy ismert, mint koigucsi o kiru (koiguchi o kiru, 鯉口を切る), nukicuke (nukitsuke, 抜き付け) vagy tanka o kiru (啖呵を切る). Ez egy nagyon agresszív gesztus, ugyanis egy halálos vágás bevitele csak egy pillanat kérdése. Hasonló hatást kelt, mint egy kakas hátra húzása, egy sörétes felhúzása vagy a tolózár hátra húzása majd elengedése a lőfegyvereknél.
A tanka o kiru mára egy elterjedt kifejezés Japánban arra, hogy valaki „kész elkezdeni valamit” vagy „készen áll, hogy beszéljen”, különösen gyakori agresszív említésben.

A habaki normális viselés, használat esetén is a kardburkolatot belül felszaggathatja, azért, hogy az esetleges problémákat ebből adódóan elkerülve célszerű alátétlemezt használni. A habakit ajánlott eltávolítani és beolajozni vágás használata után, vagy néhány havonta legalább egyszer, amikor megköveteli.

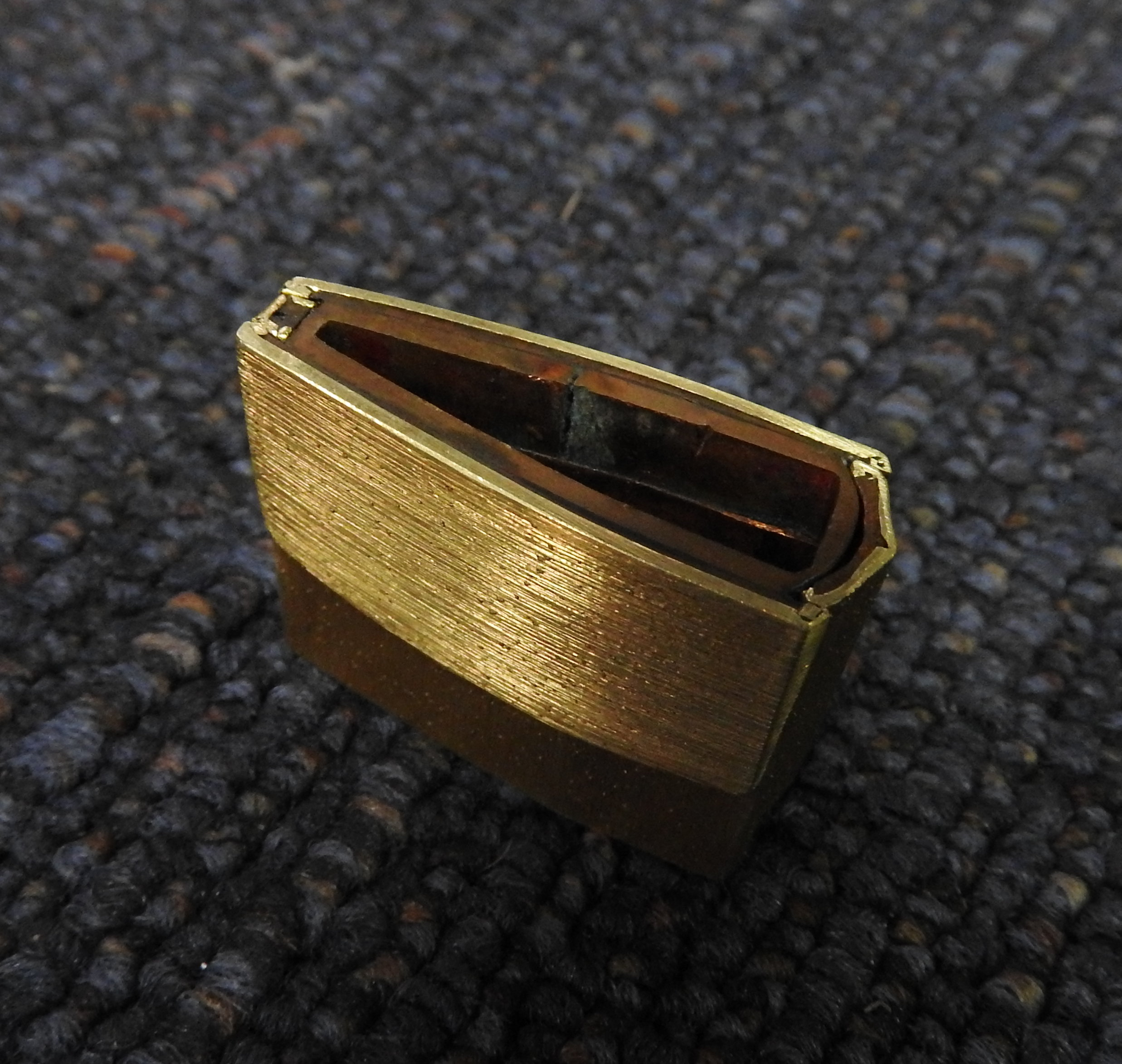
Habaki aranyban
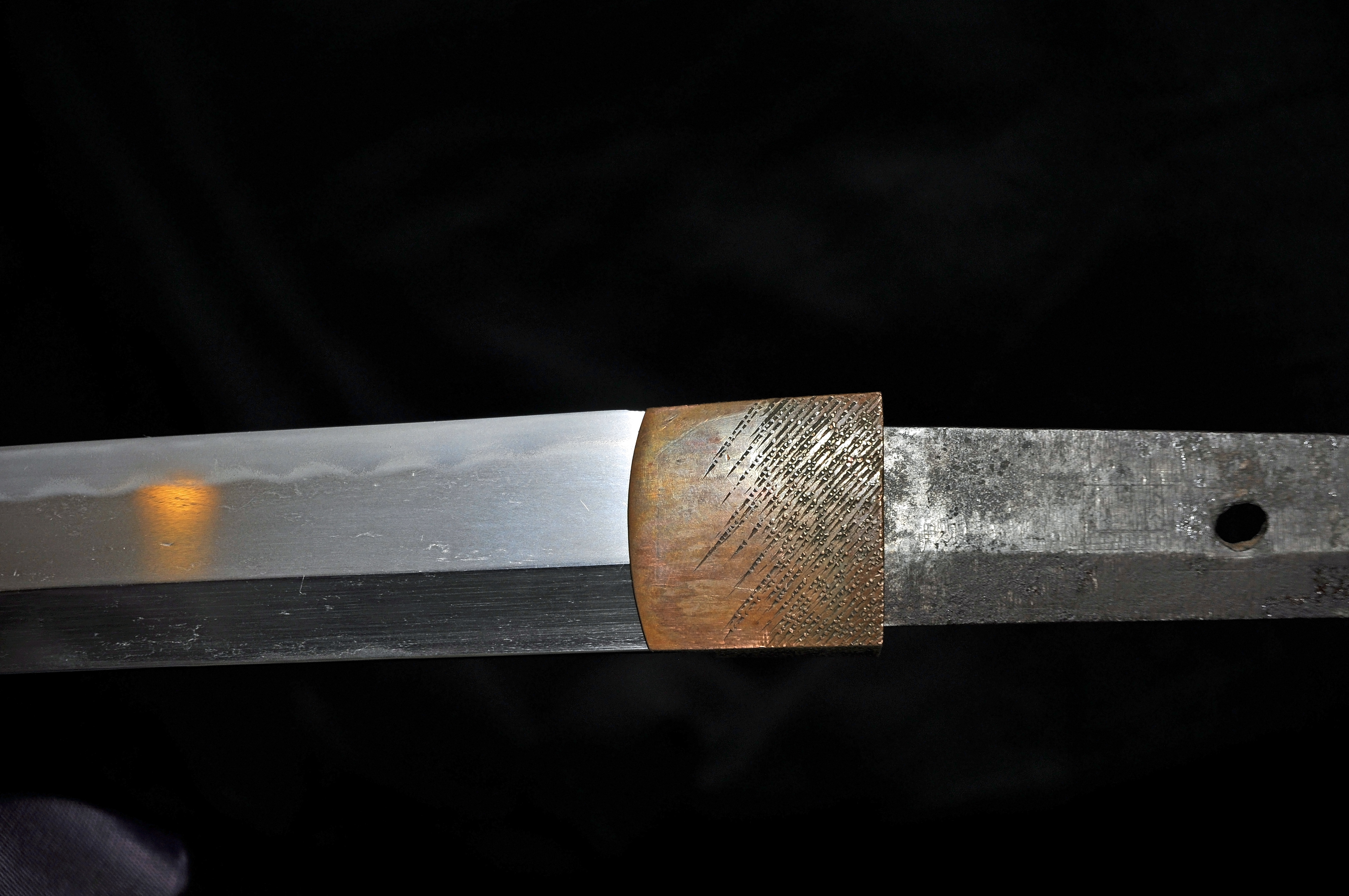
Először lett a kardra felhelyezve
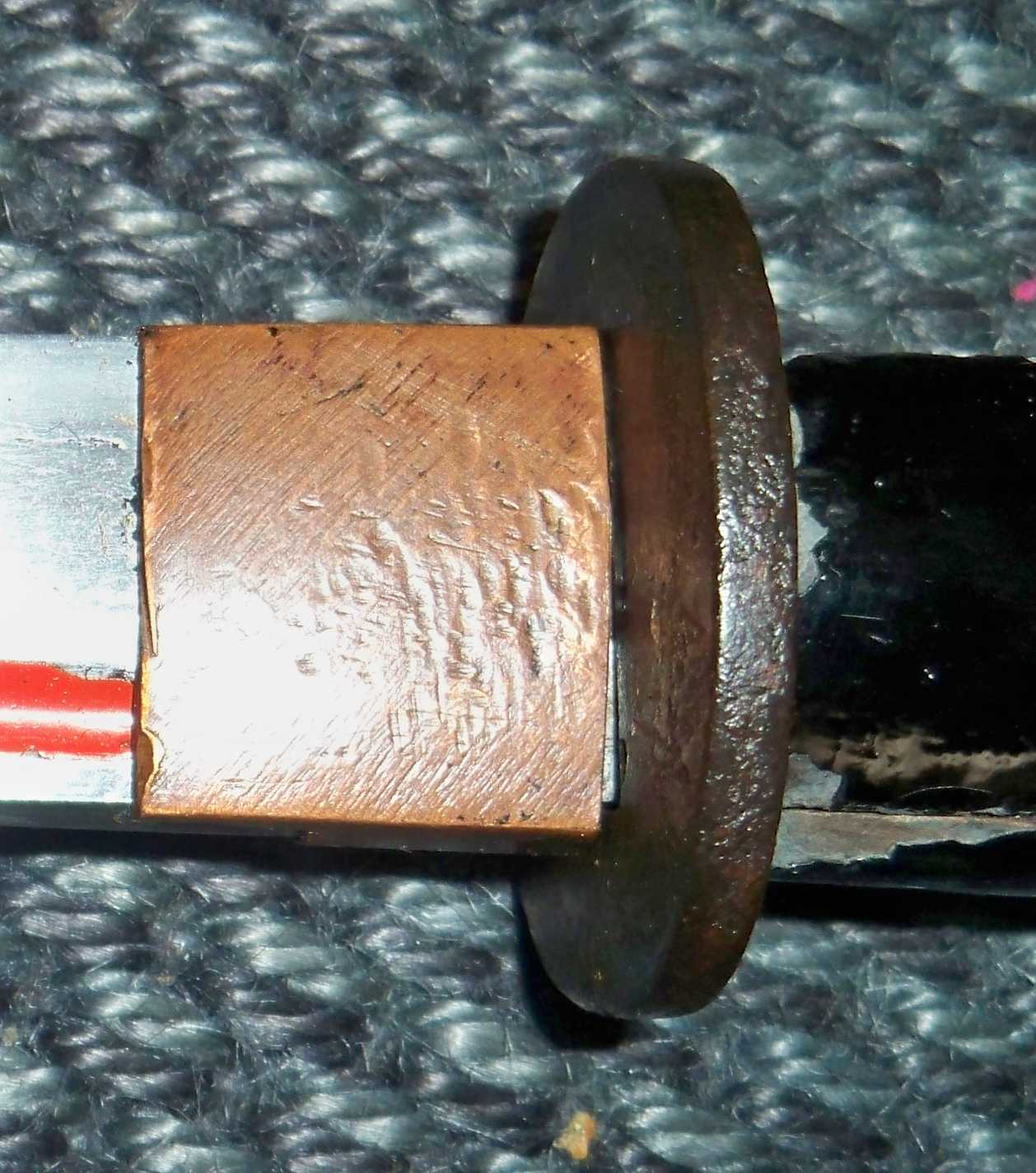
Azután a cuba is felhelyezésre kerül
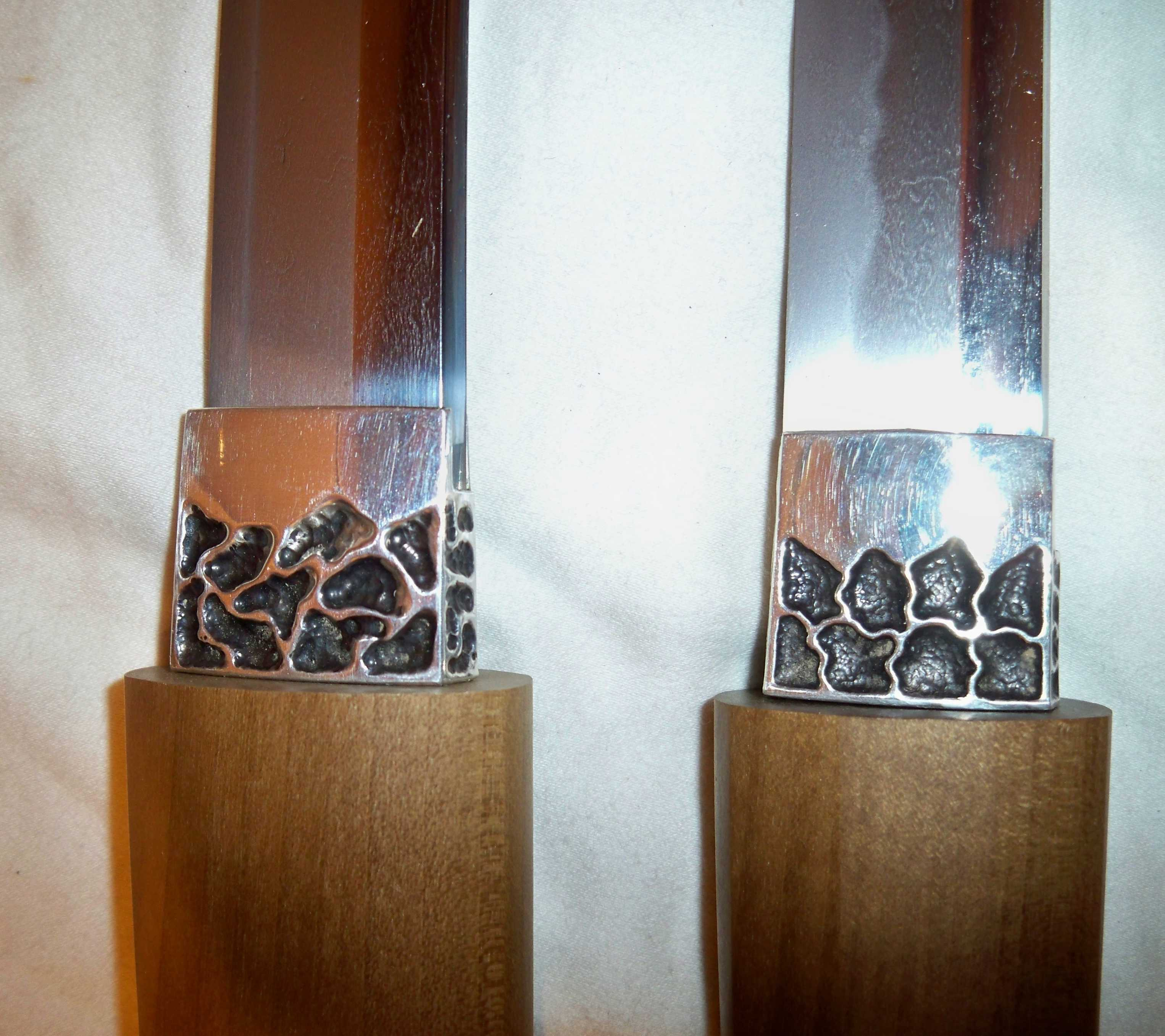
Daisó párok ezüst habakival

## További olvasmányok
- The Craft of the Japanese Sword, Leon and Hiroko Kapp, Yoshindo Yoshihara ; Kodansha International; ISBN 0-87011-798-X
- The Samurai Sword: A Handbook, John M. Yumoto ; Charles E. Tuttle Company; ISBN 0-8048-0509-1
- The Japanese Sword, Kanzan Sato ; Kodansha International; ISBN 0-87011-562-6
- Japanese Swords, Nobuo Ogasawara ; Hoikusha Publishing Co, Ltd. ISBN 4-586-54022-2

## Fordítás
- Ez a szócikk részben vagy egészben  a   Japanese sword mountings című angol Wikipédia-szócikk ezen változatának fordításán alapul.  Az eredeti cikk szerkesztőit annak laptörténete sorolja fel. Ez a jelzés csupán a megfogalmazás eredetét és a szerzői jogokat jelzi, nem szolgál a cikkben szereplő információk forrásmegjelöléseként.